# AFC Ajax
Amsterdamsche Football Club Ajax, kortweg AFC Ajax of gewoon Ajax, is een Nederlandse profvoetbalclub uit Amsterdam. De club is opgericht op 18 maart 1900 en is een van de drie traditionele topclubs in Nederland. Sinds de oprichting van de Eredivisie speelt Ajax onafgebroken in deze hoogste divisie. Ajax werd zesendertig keer kampioen van Nederland, waarvan achtentwintig keer sinds de invoering van de Eredivisie medio 1956.
Op de UEFA-ranglijst van beste clubs in Europa stond Ajax in het seizoen 2023/24 op 2 november 2023 als beste Nederlandse club op de 21e plaats met een totaal van 64.000 punten. Het Duitse Kicker Sportmagazin noemde Ajax de op een na beste voetbalclub van de twintigste eeuw. Volgens de IFFHS is Ajax de op zes na succesvolste Europese club van de twintigste eeuw en werd het in 1992 door de IFFHS verkozen als Wereldclubteam van het Jaar.
In 1995 werd Ajax door het Engelse voetbaltijdschrift World Soccer uitgeroepen tot Wereldteam van het Jaar. In 2000 eindigde Ajax tijdens de FIFA Club of the Century-verkiezing, samen met het Braziliaanse Santos, op een gedeelde vijfde plaats van beste voetbalclubs van de twintigste eeuw. Daarnaast werd Ajax viermaal uitgeroepen tot Europees team van het Jaar in 1969, 1971, 1972, en 1973 en vijfmaal uitgeroepen tot Nederlands Sportploeg van het Jaar in 1968, 1969, 1972, 1987 en 1995. Het is een van de zes Europese clubs die het recht heeft de Badge of Honour op de mouw te dragen door drie keer winst op rij van de Europacup I in 1971, 1972 en 1973. Die drie keer winst op rij is ook reden om als een van vijf clubs de beker te behouden. In 1995 werd de derde editie van de UEFA Champions League gewonnen en is het hiermee anno 2025 de enige club die de Europacup I/UEFA Champions League viermaal wist te winnen. Enkel FC Barcelona (vijf titels), Bayern München (zes titels), Liverpool (zes titels), AC Milan (zeven titels) en Real Madrid (veertien titels) wisten het belangrijkste Europese clubtoernooi vaker te winnen. Op 7 december 2021 voegde Ajax zich, na de gewonnen thuiswedstrijd tegen Sporting CP, in een schaarse rij van acht voetbalclubs die alle zes de groepswedstrijden tijdens een Europacup I/UEFA Champions League-seizoen wisten te winnen. Dit lukten naast Ajax enkel Paris Saint-Germain, Spartak Moskou, AC Milan, FC Barcelona, Liverpool, Real Madrid en Bayern München.
De club heeft sinds 1998 een beursnotering, AFC Ajax NV. In april 2021 stond Ajax volgens Forbes op plek 20 van meest waardevolle voetbalclubs ter wereld met een geschatte waarde van ongeveer 350 miljoen euro (413 miljoen dollar).
Sinds 1996 speelt de club haar thuiswedstrijden in de Johan Cruijff ArenA. Ajax slaagde er als een van de weinige Europese topclubs in om samen met Manchester United, Chelsea, Juventus en Bayern München alle drie de UEFA-hoofdcompetities (Europacup I/UEFA Champions League, Europacup II, en UEFA Cup/UEFA Europa League) te winnen. Ook won Ajax als een van de weinige Europese clubs, in 1972, de continentale treble (winst van het landskampioenschap, de nationale beker en de Europacup I). In datzelfde jaar werd voor de eerste keer de wereldbeker voor clubteams gewonnen. Het is hiermee, samen met Manchester United (1999), Bayern München (2013, 2020) en FC Barcelona (2009, 2015) een van de vier clubs die de continentale treble en de wereldbeker wist te winnen in hetzelfde seizoen. Nationaal gezien won Ajax negenmaal de dubbel – winst van het landskampioenschap en de KNVB beker in hetzelfde seizoen – en is het de enige club die het lukte om het landskampioenschap, de KNVB beker en de Johan Cruijff Schaal te winnen in hetzelfde seizoen; in 2001/02 en 2018/19.
Ajax was de eerste Europese club die de Europese Supercup won door in januari 1973 tweemaal het Schotse Rangers te verslaan. In april 1962 won Ajax als eerste Europese club de International Football Cup door Feyenoord in de finale met 4–2 te verslaan. Sinds het seizoen 2012/13 heeft Ajax een vrouwenelftal, dat uitkomt in de Eredivisie Vrouwen. Het vrouwenelftal heeft in twaalf jaar drie keer het landskampioenschap gewonnen en zes keer de KNVB Beker.

## Geschiedenis

### Ontstaan van de club
Een aantal vrienden richtte in 1894 een voetbalclub op. Ze noemden de club aanvankelijk Union, maar doopten hem nog datzelfde jaar om naar Footh-Ball Club Ajax, inclusief de spelfout, naar de Griekse held. In deze periode werden in heel Nederland en vooral in Amsterdam veel voetbalclubs opgericht. De Amsterdamse voetbalbond stelde om chaos te vermijden strikte regels op, de club kon hier niet aan voldoen en in 1896 ging de club praktisch ter ziele.
Vier jaar later besloot Floris Stempel samen met Han Dade en Carl Bruno Reeser wederom een poging te wagen en op 18 maart 1900 werd Ajax opgericht in café Oost-Indië aan het begin van de Kalverstraat bij de Dam, op de plek waar tot 2012 muziekzaak Fame was gevestigd. Floris Stempel werd de eerste voorzitter van de club, waarvan de naam ditmaal wél goed gespeld werd. Om verwarring met een gelijknamige voetbalclub uit Leiden – die inmiddels bekend is als het thans te Oegstgeest gevestigde Ajax Sportman Combinatie – te vermijden werd later Amsterdamsche nog voor de naam gezet.
De volledige organisatie bestond destijds uit voorzitter Floris Stempel, vicevoorzitter H.D. Dade, secretaris C.B. Reeser, eerste secretaris C.J. Groothoff, tweede secretaris J.A. Hatzman, penningmeester C.G. Hertel en de commissarissen J.B. Geisler en F.N. Kramer.
In 1902 werd Ajax toegelaten in de derde klasse, waarna het direct promoveerde naar de tweede klasse. In 1908 werd gefuseerd met derdeklasser AFC Holland, opgericht in 1899, die opging in Ajax. Vier spelers van het oude Holland waren belangrijk in het latere succes in 1911.

### 1901-1954: Amateurvoetbal
Na de officiële oprichting in 1900, in de Kalverstraat in Amsterdam, sloot Ajax zich aan bij de Amsterdamsche Voetbalbond (AVB). De thuisduels werden eerst gespeeld in Amsterdam-Noord, en vanaf 1907 aan de Middenweg in de gemeente Watergraafsmeer. In 1911 promoveerde Ajax naar de hoogste afdeling, in 1913/14 degradeerde de club de enige keer, naar de Tweede Klasse. In 1917 promoveerde Ajax naar de Eerste klasse, waar het tot 1954 speelde. In de Eerste klasse werd Ajax 17 maal afdelingskampioen (1918, 1919, 1921; 1927, 1928, 1930, 1931, 1932, 1934, 1935, 1936, 1937, 1939; 1946, 1947, 1950, 1952). Landskampioen werd Ajax acht keer (1918, 1919; 1931, 1932, 1934, 1937, 1939; 1947). Bekende spelers tussen 1913 en 1929 waren: Henk Hordijk (1917-1927), Theo Brokmann (1913-1925) en Jan de Natris (1917-1925, met twee jaar onderbreking; 1928-1929). In 1930 leed Ajax een nederlaag met 14 goals verschil in Wenen tegen Rapid Wien, dat een Europese topploeg was (16-2). In de 1930'-er jaren werd Ajax maar liefst acht keer afdelingskampioen en vijf keer landskampioen. Ajax won op 11 januari 1931 met 17-0 van VUC, de grootste zege in een officiële wedstrijd van Ajax. Piet van Reenen scoorde de meeste goals voor Ajax ooit, in 235 competitiewedstrijden tussen 1929 en 1942, 272 goals! Op 9 december 1934 werd de openingswedstrijd van het nieuwe stadion De Meer gespeeld (Ajax-Stade Francais 5-1). Tijdens de Tweede Wereldoorlog (1940-1945), voor Ajax een succesarme periode, was internationaal voetbal onmogelijk. In het nationaal voetbal kwam het regelmatig voor, dat Ajax door mobilisatie, onderduiken en tewerkstelling in Duitsland niet over alle spelers kon beschikken. Het team werd dan aangevuld met beschikbare spelers uit de lagere teams. In 1944, tijdens de hongerwinter, werd het voetballen gestaakt, tot het einde van de oorlog in 1945. In juni 1946 werd in de beslissende wedstrijd tegen ADO het afdelingskampioenschap behaald. Debutant Rinus Michels scoorde maar liefst vijfmaal. De landstitel ging in 1946 naar Haarlem, maar in 1947 was Ajax wel landskampioen, voor de achtste keer in het bestaan sinds 1900. Michels zou tot 1958 in 264 duels 122 goals voor Ajax scoren. Ook verdediger, 'stopperspil' Cor van der Hart kwam uit voor Ajax (1947-1950).

### 1954-1980: Eerste kwart eeuw betaald voetbal

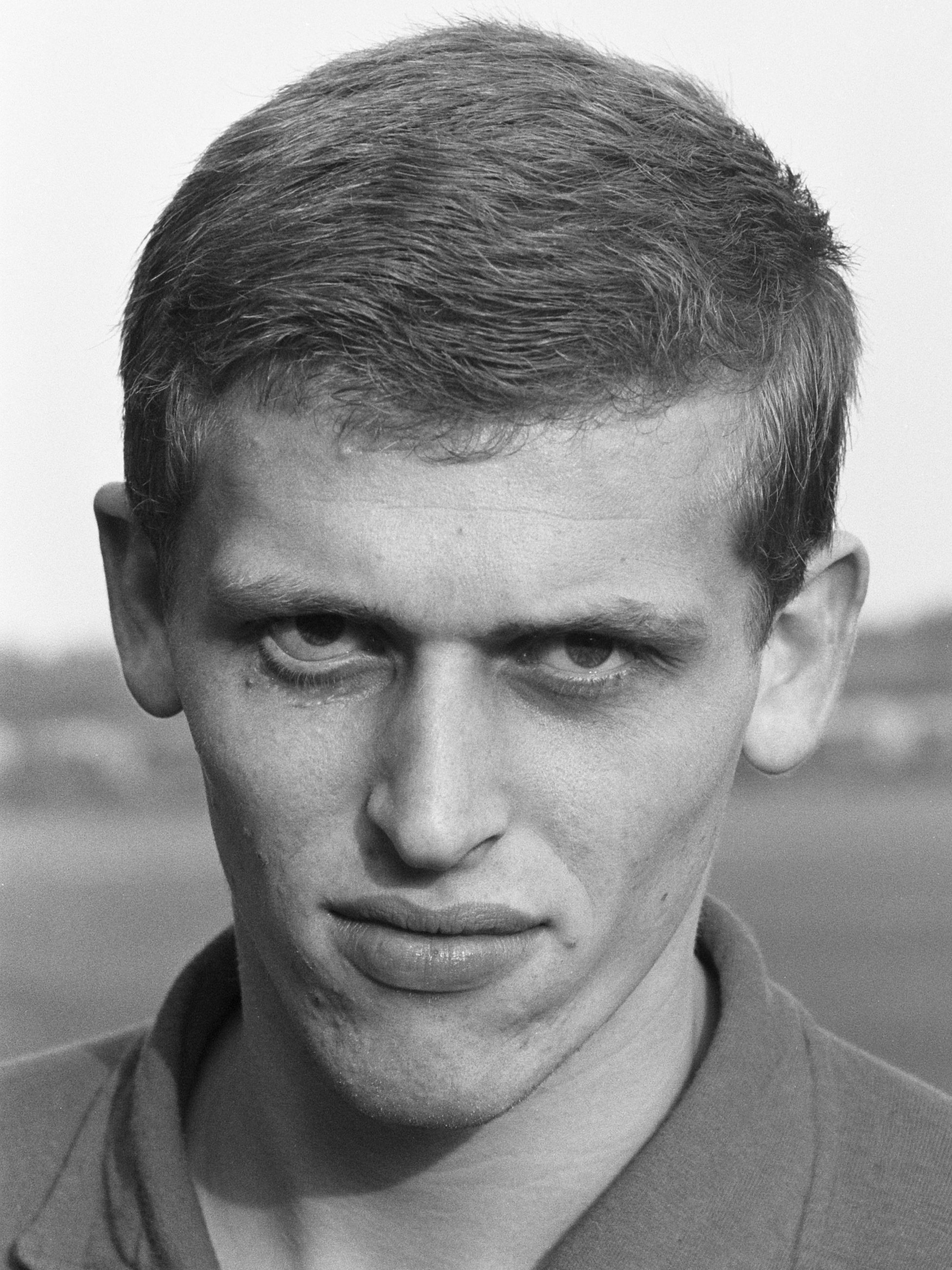
Piet Keizer, 1962.

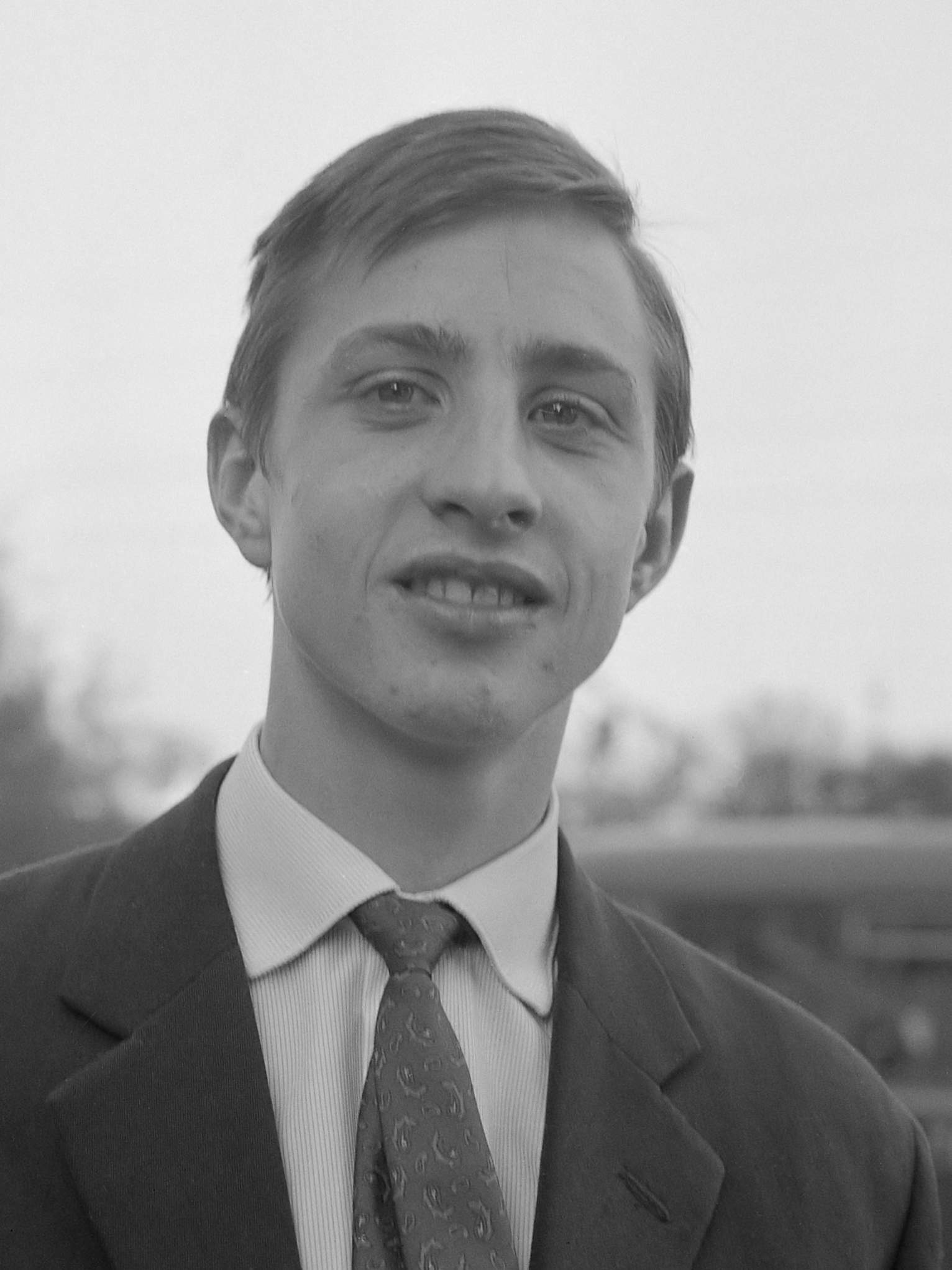
Johan Cruijff, 25-10-1965.

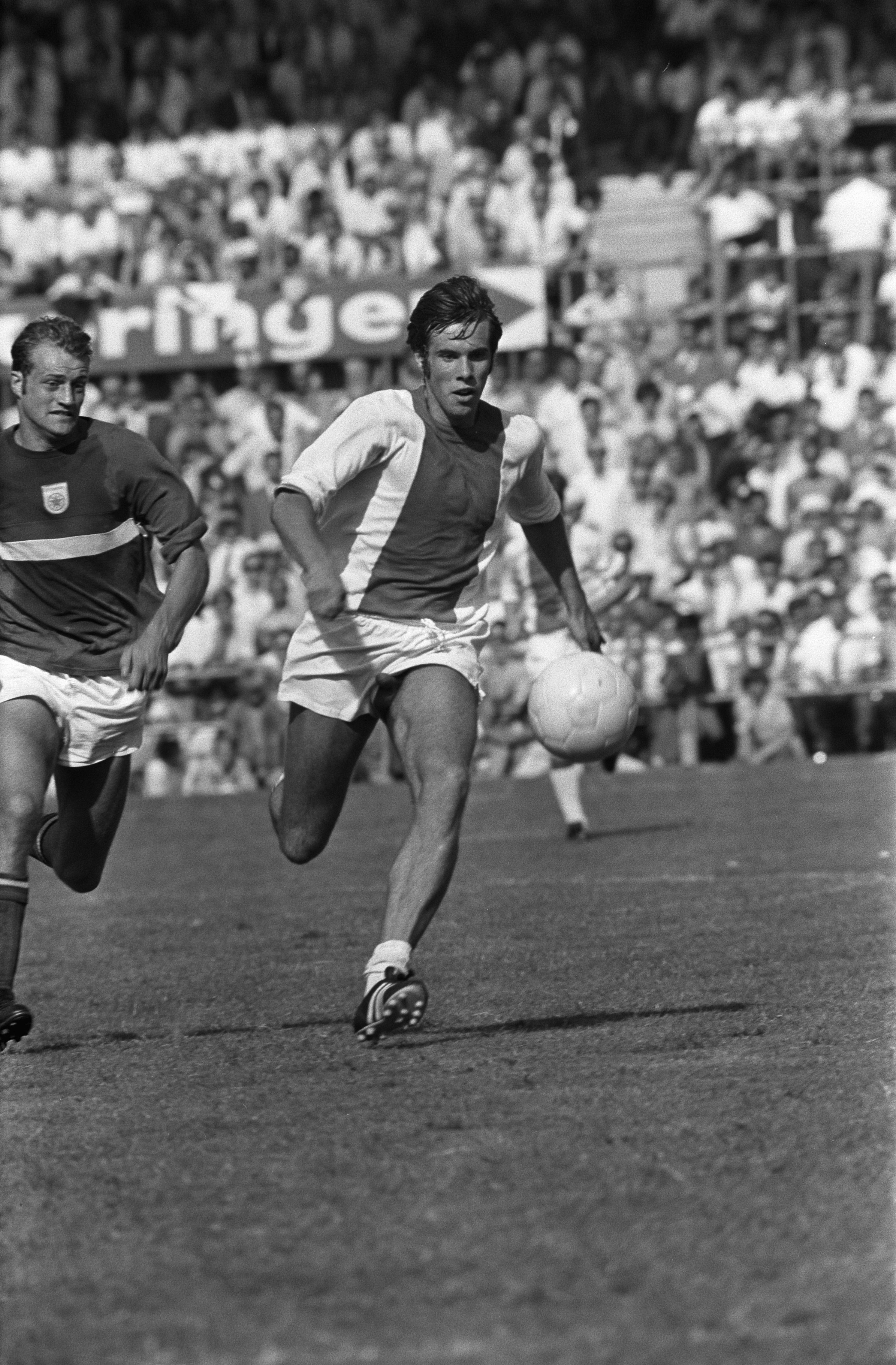
Dick van Dijk., 10-8-1969.

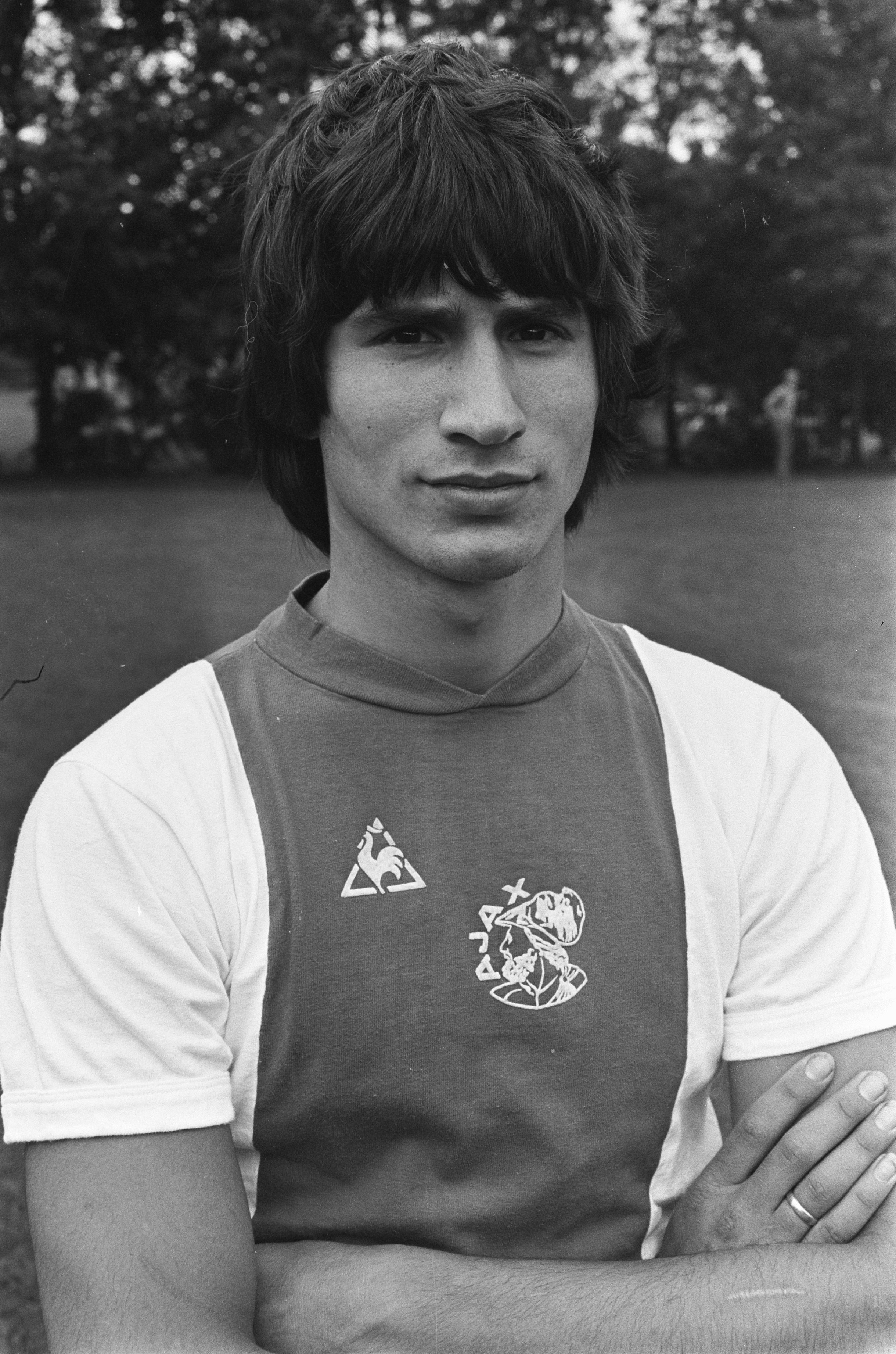
Tscheu La Ling, 15-7-1975. Bij Ajax tot 20-7-1982.

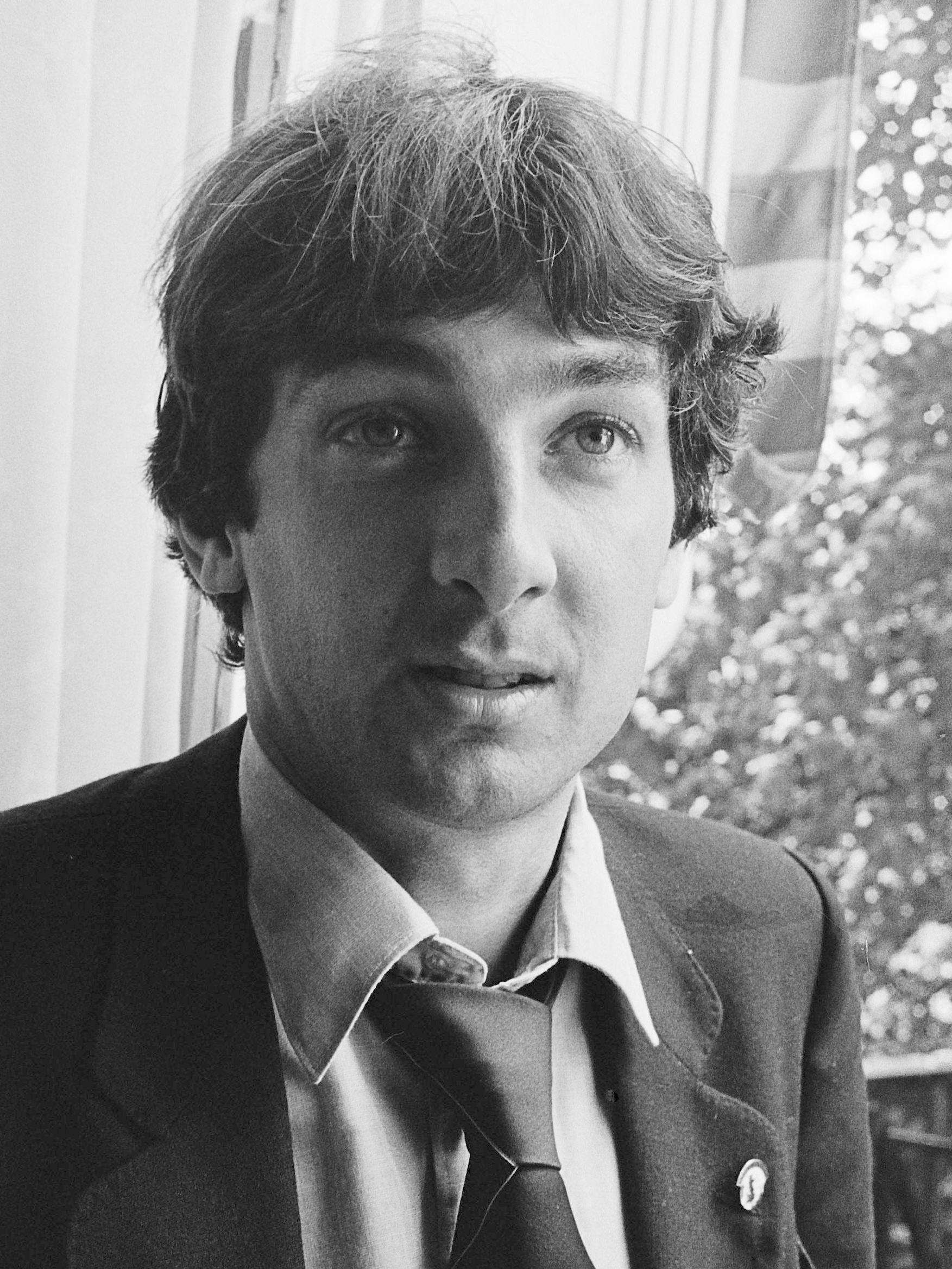
Ray Clarke, 9-6-1979, Amsterdam stadhuis. Ajax landskampioen, bekerwinnaar.

Vanaf het seizoen 1954/55 werd betaald voetbal gespeeld in Nederland, vanaf het seizoen 1956/57 werd de eredivisie ingesteld. In 1956/57, het debuutseizoen van Sjaak Swart (1956-1973), werd Ajax na een zeer moeizaam seizoen toch kampioen. Tussen juli 1957 en juni 1970 droeg middenvelder Bennie Muller 13 jaar lang het shirt van Ajax1, na 5 jaar jeugdspeler te zijn geweest tussen juli 1952 en juni 1957. In 1959/60 en 1960/61 finishte Ajax als eerste en tweede. In 1960/61, het debuutseizoen van Piet Keizer (1961/1974) en het tweede jaar van Henk Groot (1959-1963 en 1965-1969), werd de KNVB beker gewonnen. Daarna volgden 3 matige seizoenen met posities 2 tot en met 5, tot en met 1963/64.
In 1964/65 werd met een dertiende plaats in de eindrangschikking in de eredivisie een historisch dieptepunt bereikt. Halverwege het seizoen debuteerde Johan Cruijff, en werd Rinus Michels (1965-1971) aangesteld als trainer, door de nieuwe voorzitter Jaap van Praag (1964-1978). Ook in de eerste helft van 1965 was er sportief weinig verbetering, met onder meer Wim Suurbier (1964-1977) in de gelederen. Mei 1965 was de afsluiting van een periode van 65 jaar, waarin Ajax tien keer landskampioen werd, gemiddeld eens in de zes a zeven jaar. Het beste moest nog komen...
Rinus Michels (1965-1971), enige tijd geassisteerd door Cor Brom (1966-1969), introduceerde het 'Totaalvoetbal'. In juli 1965 keerde Henk Groot terug bij Ajax, het begin van de meest succesvolle periode voor Ajax, en de definitieve doorbraak van Ajax als topclub in de eredivisie (1965/66-1972/73). Drie jaar later (1968/69-1972/73) bereikte Ajax ook Europees de top; een voorproefje was al gegeven in het seizoen 1966/67, toen Ajax op 7 december 1966 in de legendarische mistwedstrijd het toen grote Liverpool thuis in Amsterdam met 5-1 van de mat veegde. Dankzij de genialiteit van Johan Cruijff behaalde Ajax in de acht seizoenen 1965/66 tot en met 1972/73 zes landskampioenschappen, vijf KNVB bekerfinales die vier KNVB bekers opleverden, vier Europa Cup I-finales, waarvan de laatste drie gewonnen werden (1970/71, 1971/72, 1972/73), een Wereldbeker (augustus en september 1972), en een Super Cup (1972, gespeeld in januari 1973 tegen Glasgow Rangers, 3-2 thuis en 3-1 uit gewonnen, totaal 6-3). In de tweede helft van de jaren zestig vormden Sjaak Swart, Johan Cruijff, Klaas Nuninga en Piet Keizer de voorhoede van Ajax. Later voegden onder meer Barry Hulshoff (1966-1977), Heinz Stuy (1967-1976), Arie Haan (1968-1975), Gerrie Mühren (1968-1976), Ruud Krol (1968-1980), Dick van Dijk (1969-1972), Johan Neeskens (1970-1974), Horst Blankenburg (1970-1975) en John Rep (1971-1975) zich bij de selectie. In 1971/72 en 1972/73 was Stefan Kovacs trainer, die de edelsteen tot een diamant sleep. In 1971/72 en 1972/73 werd Ajax landskampioen met doelsaldi van +84 (104-20) en +84 (102-18), gemiddeld +84 per seizoen. In de competitie + KNVB beker + Europacup I-toernooien haalde Ajax doelsaldi van +107 en +95, gemiddeld +101 per seizoen. Ajax won in 2 jaar 2 Europacups I, een score van 100 %. Geen enkele trainer van Ajax heeft deze prestaties ooit geëvenaard, ook Rinus Michels, Johan Cruijff en Louis van Gaal niet, ook Morten Olsen, Martin Jol en Erik ten Hag niet. In 1971/72 was Piet Keizer aanvoerder, in 1972/73 Johan Cruijff. Na een stemming in juli 1973, waarbij een meerderheid van de spelers Piet Keizer een betere aanvoerder vond en trainer George Knobel naar hen luisterde, werd de aanvoerdersband van Johan Cruijff aan Piet Keizer gegeven het seizoen 1973/74. Een woedende Cruijff vertrok in september 1973 naar Barcelona, waar hij werd herenigd met zijn voormalige trainer Rinus Michels, die zich sinds juli 1971 in Barcelona had gesettled. Ajax hield zes miljoen gulden transfersom over, destijds een clubrecord. Cruijff speelde op 12 en 19 augustus 1973, de eerste twee eredivisieronden van seizoen 1973/74, zijn laatste duels voor Ajax (FC Groningen-Ajax 0-4 en Ajax-FC Amsterdam 6-1).
Het vertrek van Cruijff luidde drie magere seizoenen in voor Ajax (1973/74, 1974/75, 1975/76), waarin Ajax drie maal op rij als derde finishte in de eredivisie, en terugzakte naar de middenmoot in Europa (3 maal op rij een 1/8 finale: 1973/74, 1974/75, 1975/76; 1 x uitschakeling al in de eerste ronde zelfs: 1976/77). Ook KNVB beker successen waren er niet in deze jaren. In juli 1974 vertrok ook Johan Neeskens naar Barcelona, hetgeen Ajax nog verder verzwakte. Ajax zakte steeds meer weg in 1974/75 en 1975/76. Piet Keizer (oktober 1974) en Arie Haan (maart 1975) kregen ruzie met trainer Hans Kraay sr., en vertrokken. Ook 'Goudhaantje' John Rep vertrok (in juli 1975, naar Valencia). Zelfs Ruud Geels, Willy Brokamp en René Notten, aangekocht door manager Hans Kraay sr. tussen juli en december 1974, konden de verder dalende lijn aanvankelijk niet stoppen.
Tussen half 1975 en half 1977 werden meer vervangers gehaald voor de vertrokken spelers. Tscheu La Ling, Soren Lerby. Frank Arnesen, Dick Schoenaker, Hans Erkens, Geert Meijer en Jan Everse konden niet zo succesvol worden als hun voorgangers (1965/66-1972/73). Toch luidden zij samen met jeugdspeler Simon Tahamata, routinier Ruud Krol, topscorer Ruud Geels, zijn opvolger Ray Clarke en voorstopper Pim van Dord, een nieuwe goede periode in voor Ajax vanaf medio 1977. In 1976/77 werd Ajax nog in de eerste ronde van het UEFA Cup-toernooi uitgeschakeld, en ook in het KNVB beker-toernooi sneuvelde Ajax al tegen de eerste tegenstander. Slechte resultaten in beide bekertoernooien dus. In de eredivisie kende Ajax een vrij moeizame competitiestart. Na het debuut van Simon Tahamata op 24 oktober 1976 begon het beter te lopen, en op 5 december 1976 kwam Ajax op kop in de eredivisie. Ajax werd, zij het moeizaam, kampioen in mei 1977, en pakte hiermee voor het eerst sinds 4 jaar, sinds het seizoen 1972/73, weer een nationale prijs. Hierna braken drie betere seizoenen aan. Na de komst van Jan Everse in juli 1977, heroverde Ajax zijn positie in de nationale top. Ajax eindigde als tweede (kort achter PSV), eerste en eerste in de eredivisie, haalde drie bekerfinales op rij, waarvan de middelste (1978/79) werd gewonnen, en werd een Europese subtopper (1977/78 kwartfinale Europa Cup I, 1978/79 derde ronde oftewel 1/8 finale Europa Cup III, 1979/80 halve finale Europa Cup I). In 1978/79 werd onder trainer Cor Brom en met centrumspits Ray Clarke zelfs de 'dubbel' gewonnen. Jan Everse (1977/78, 1978/79, 1979/80), Wim Meutstege (1978/79, 1979/80), Guido Pen (1978/79, 1979/80) en Ton Blanker (1979/80) sloten de Europees betere jaren af in Amsterdam, waar vanaf het seizoen 1980/81 noodgedwongen de jeugd het moest maken (Wim Kieft, Frank Rijkaard, Jan Weggelaar, Gerald Vanenburg, Sonny Silooy), wegens budgetaire krapte en een blessuregolf. Ajax kende budgetair een zorgelijke fase in de 11 seizoenen 1974/75 tot en met 1984/85, met in 9 van de 11 seizoenen verliezen, 1 seizoen bijna geen verlies (1983/84), en slechts in 1 seizoen winst.

### 1980-1988: Succes: eerst nationaal (1981-1986), daarna Europees (1986-1988)

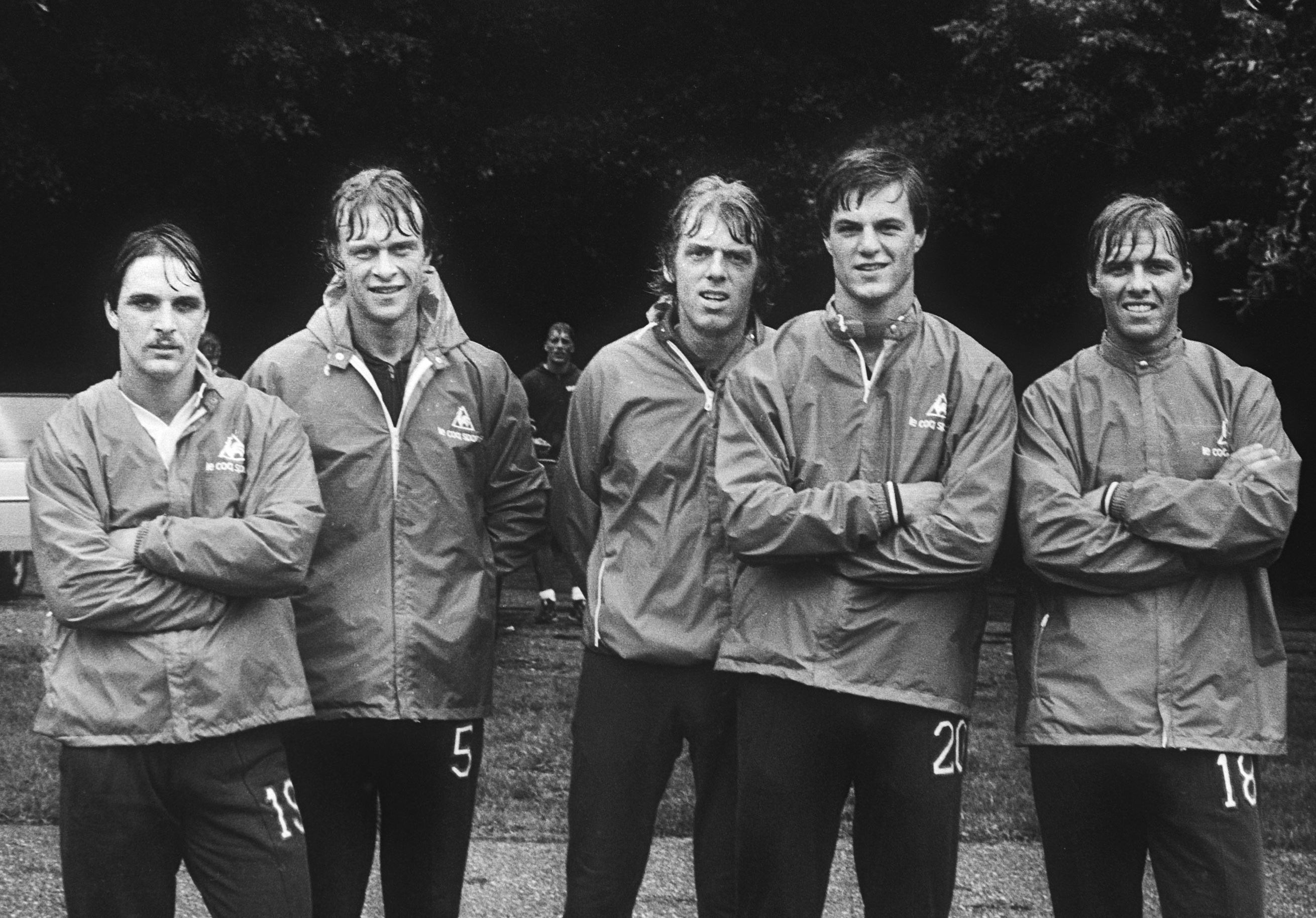
Edo Ophof, Sten Ziegler, trainer Leo Beenhakker, Hans Galjé en Keje Molenaar, 14-7-1980. Leo Beenhakker debuteerde op 9-9-1979 als hoofdtrainer bij Ajax, na sinds 1-7-1978 jeugdtrainer en assistent-trainer van Cor Brom te zijn geweest. 2 Maal was Beenhakker hoofdtrainer (9-9-1979 - 9-3-1981 en 1-7-1989 - 28-9-1991) en 1 maal technisch directeur (1-7-2000 - 30-6-2003) bij Ajax.

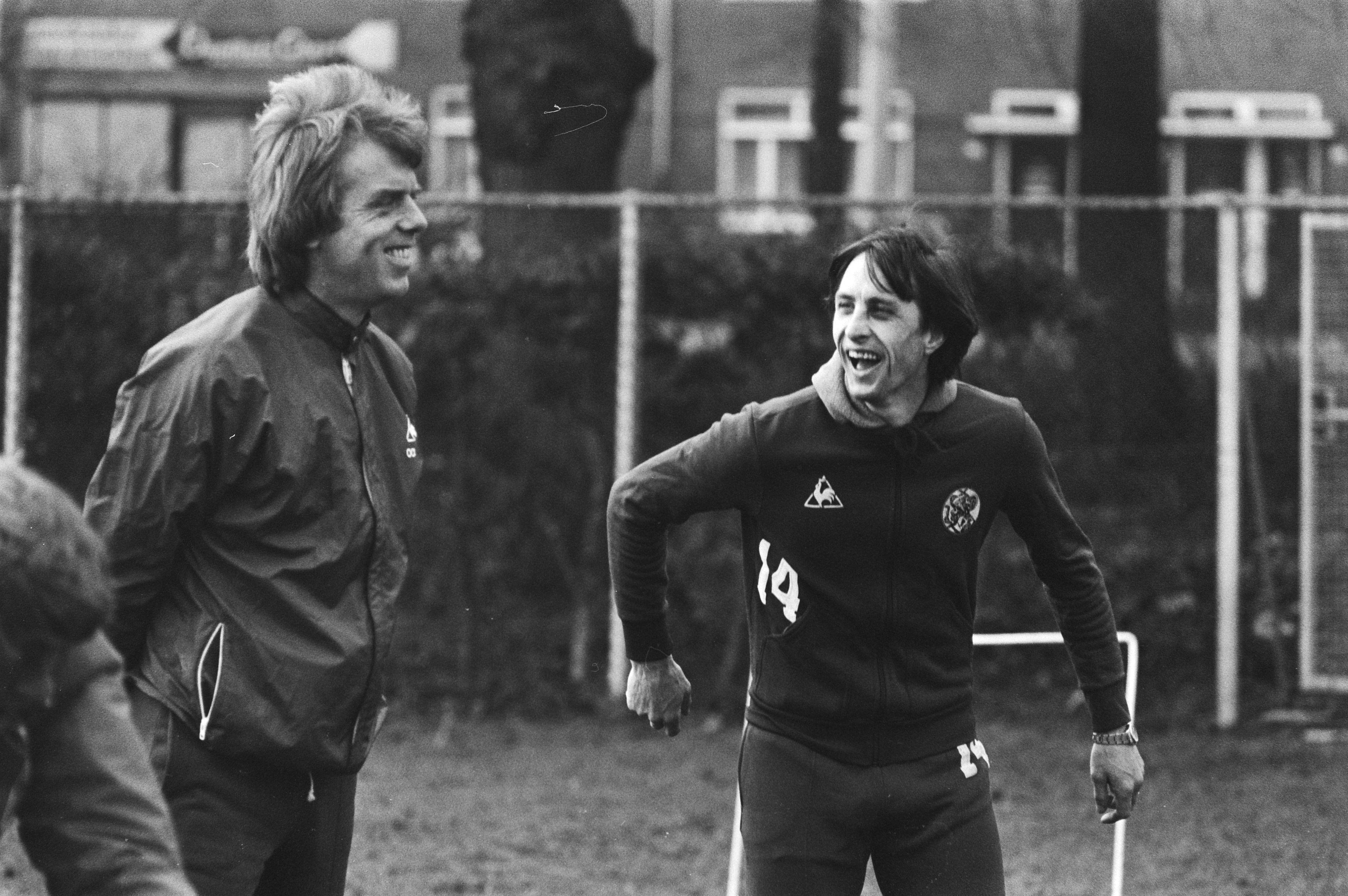
Leo Beenhakker en Johan Cruijff tijdens de training voor de wedstrijd Ajax-OranYankees, die live op TV uitgezonden werd; 20-1-1981. Bij de OranYankees speelden Nederlandse voetballers, die in Noord-Amerika (Canada, USA) competitievoetbal speelden mee, zoals Lex Schoenmaker en Leo van Veen. In de seizoenen 1978-79, 1979-80, en 1980-81, speelden veel Europese, en zeker ook heel veel Nederlandse, meestal wat oudere, topvoetballers in Canada en de USA. Dat was toen een ware rage! Ajax zou na een 1-0 ruststand, met 6-1 van de OranYankees winnen (Ajax: Dick Schoenaker 1 x, Kieft 2 x, Ling 3 x; OranYankees: Lex Schoenmaker 1 x).

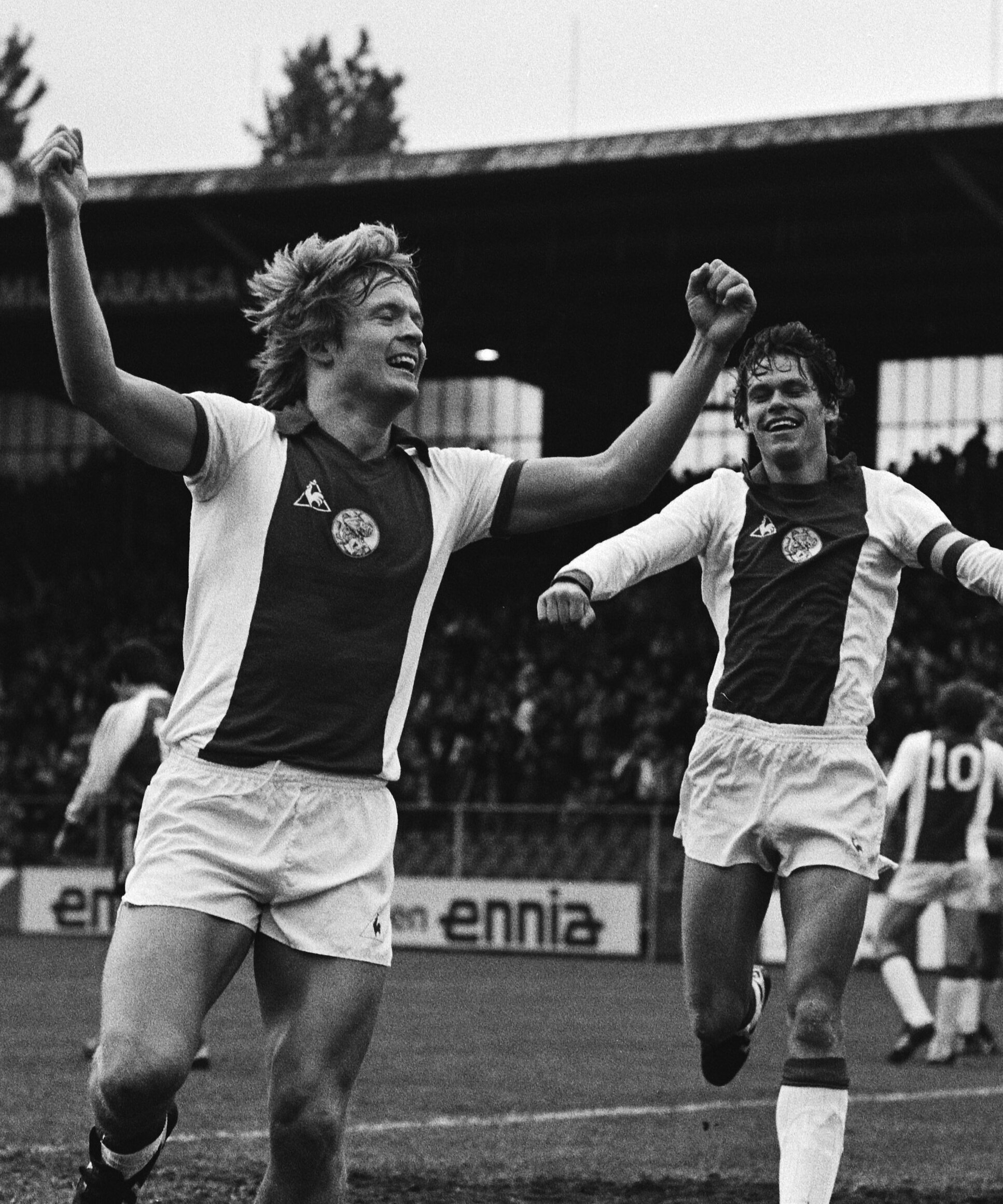
5-5-1981 Returnduel KNVB beker halve finales, Ajax-PSV 2-1, waardoor Ajax bekerfinalist werd in 1980/81 (op 15-4-1981 werd PSV-Ajax 2-2 gespeeld, de heenwedstrijd in de halve finales). De aanvallende middenvelders Lerby en Arnesen (aanvoerder) bejubelen de 1-0 goal, door Lerby gescoord. De thuiswedstrijd in de eredivisie tegen PSV in 1980/81 werd door Ajax zelfs met 3 goals verschil gewonnen, in het begin van het seizoen (14-9-1980 Ajax-PSV 5-2).

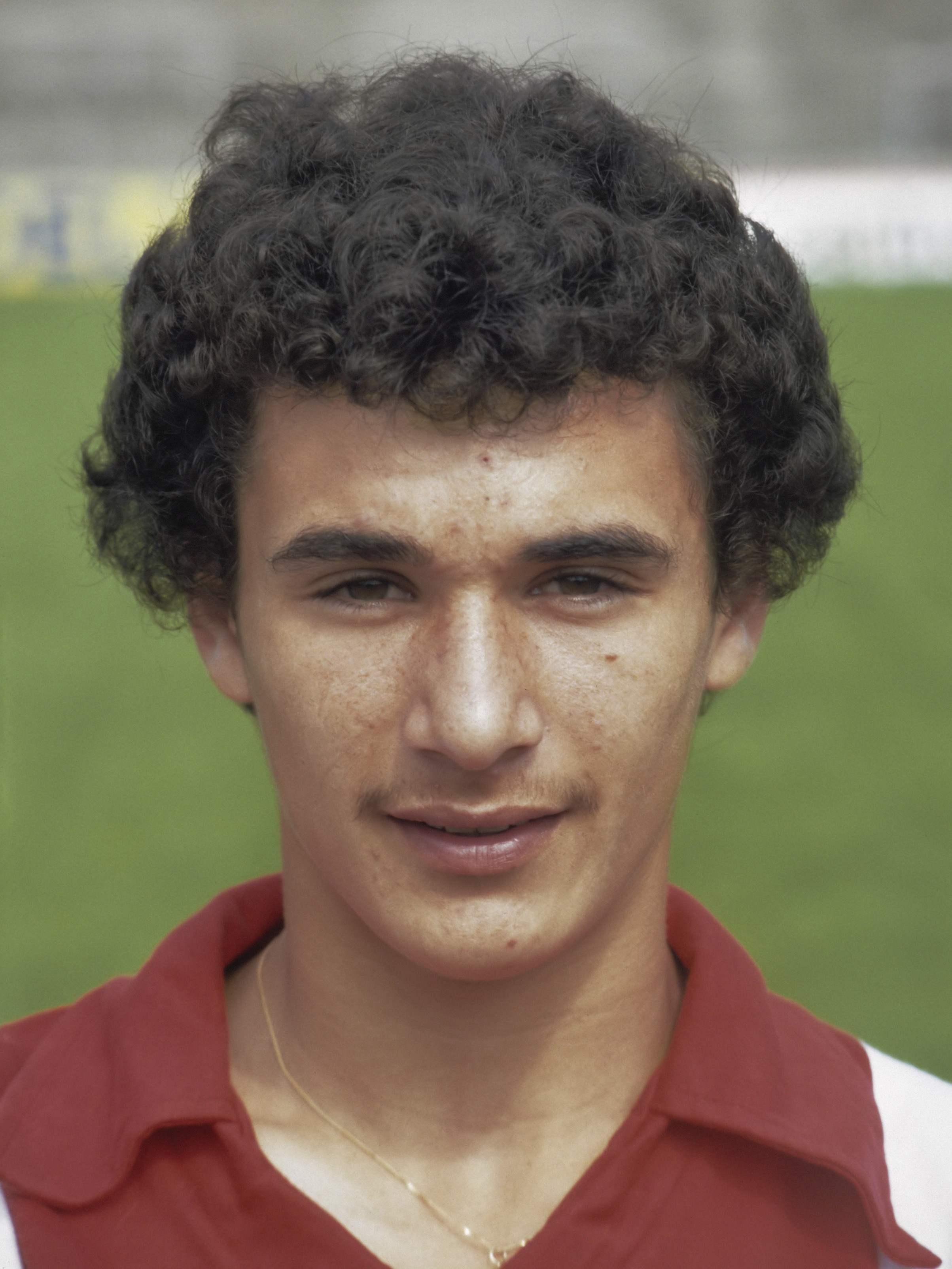
Gerald Vanenburg, 13-7-1981. Ajax1 5-4-1981 - 30-6-1986.

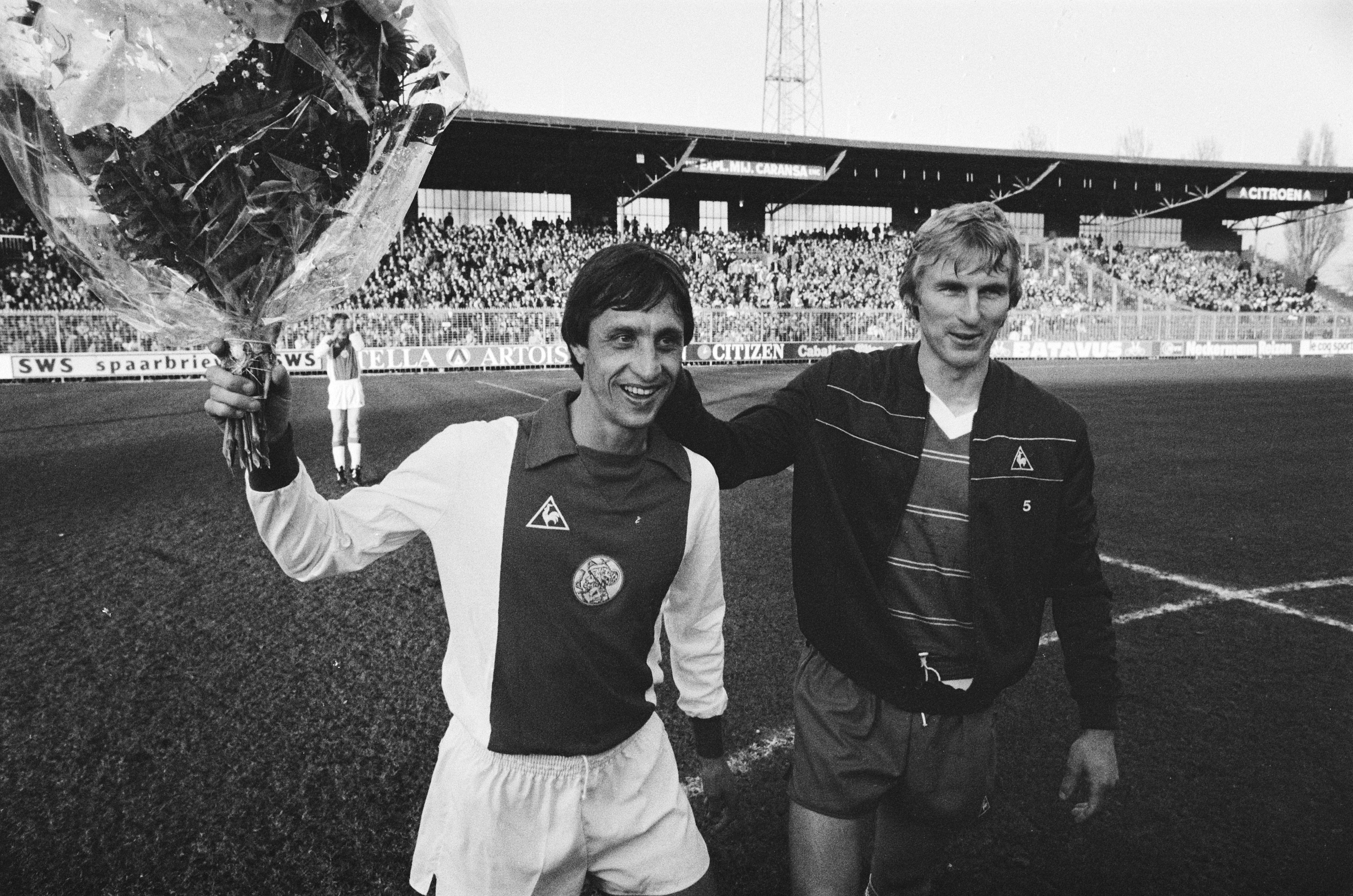
3-4-1982 Ajax-NEC 5-0. 250ste Wedstrijd van Johan Cruijff voor Ajax. Rechts NEC-aanvoerder Sije Visser.

28-11-1982. Eredivisie: Topduel Feyenoord-Ajax 2-2 in Rotterdam. Jan Molby (Ajax, midden) wordt ten val gebracht. Links Michel Valke (PSV juli 1979-juni 1982, juli 1983-juni 1987; Feyenoord juli 1982-juni 1983), rechts Ruud Gullit. Jan Molby: bij Ajax van 1-7-1982 - 22-8-1984 (19-21 jaar). Op 22-8-1984 weggekocht door Liverpool.

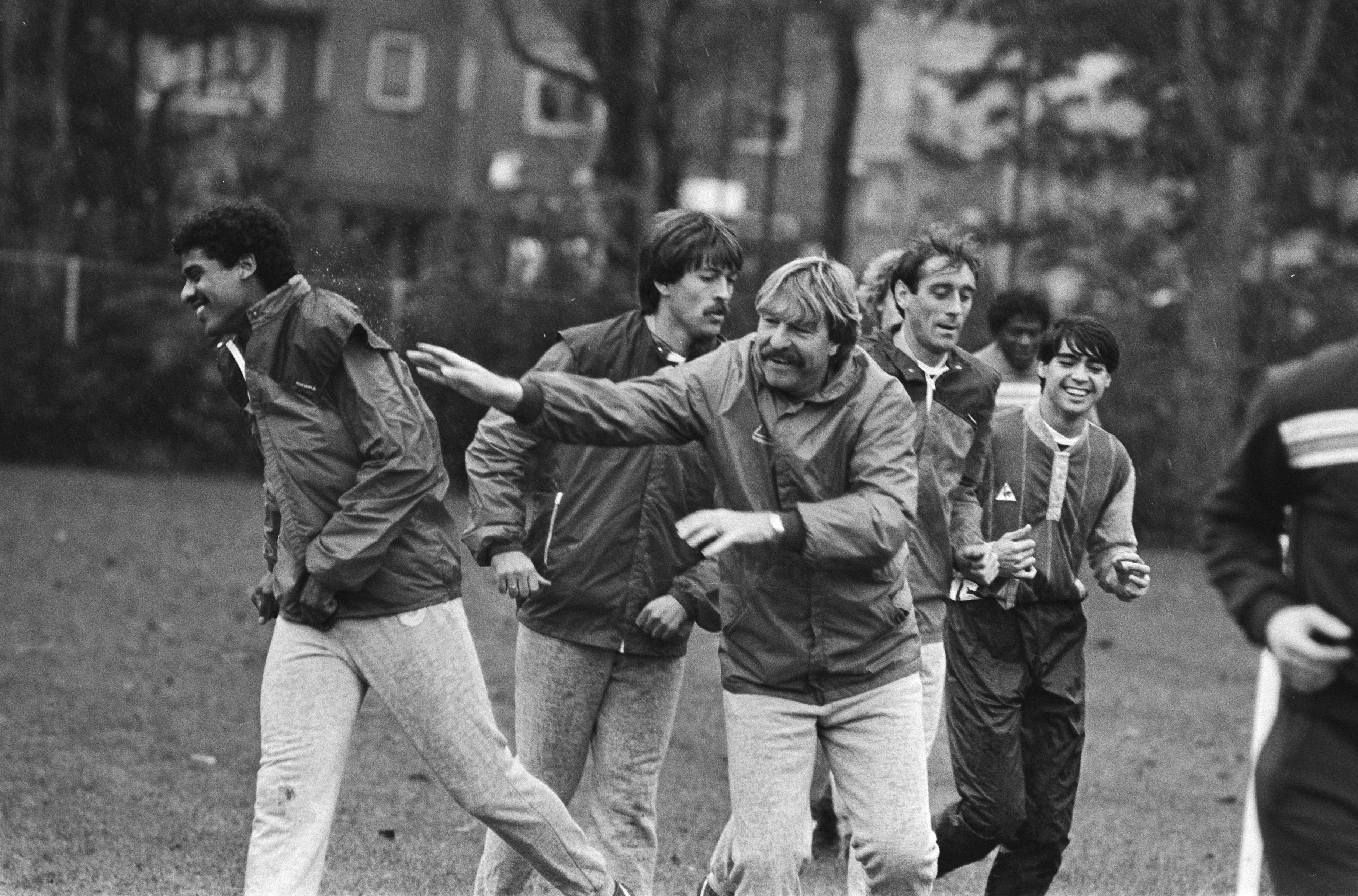
21-10-1984. Frank Rijkaard, Felix Gasselich, hoofdtrainer Aad de Mos, Walter Meeuws, Stanley Menzo en Sonny Silooy.

Vanaf 1980/81 braken veel jonge spelers van 17 tot 20 jaar door in Ajax 1, vanuit de eigen jeugd. Vanaf 1978/79 begon Ajax 14- a 16-jarige spelers te scouten bij amateurclubs, door scout Rob Been sr.. Tussen september 1978 en april 1981 werden achtereenvolgens Sonny Silooy, Frank Rijkaard, Gerald Vanenburg en Marco van Basten gescout en gecontracteerd. Wim Kieft en Frank Rijkaard debuteerden in mei en augustus 1980, Gerald Vanenburg en Sonny Silooy in april en mei 1981, Marco van Basten in april 1982. Tussen januari 1981 en januari 1986 was Ajax bijna geheel zelfvoorzienend, en werden ondanks de vele verkopen maar heel weinig spelers gekocht, een grote koerswijziging ten opzichte van de jaren 70. Het huishoudboekje werd door het nieuwe bestuur (half 1978-eind 1988) onder leiding van Ton Harmsen en Arie van Eijden tot aanvaardbare proporties teruggebracht. Tussen half 1980 en half 1983 werden de dure vedettes Ruud Krol, Simon Tahamata, Frank Arnesen, Henning Jensen, Tscheu La Ling, Piet Schrijvers en Soren Lerby verkocht. Na het vertrek van Ruud Krol en Simon Tahamata medio 1980, begon Ajax aan het bouwen van een jong team (21-23 jaar gemiddeld), met veel spelers uit de eigen jeugdopleiding, zoals achtereenvolgens Wim Kieft, Frank Rijkaard, Gerald Vanenburg, Sonny Silooy, John van 't Schip, Marco van Basten, John Bosman, Stanley Menzo en Rob Witschge. Ook werden vanaf medio 1980 enkele jonge spelers van elders aangetrokken, zoals Keje Molenaar, Jesper Olsen, Jan Molby, Ronald Koeman en Rob de Wit. 'Vaderlands succes, dus succes in de eredivisie en in het KNVB beker-toernooi, is voldoende.', leek de nieuwe koers voorlopig te gaan worden.
1980/81 Was een moeilijk seizoen. Ajax bivakkeerde vrijwel het hele seizoen tussen plaats 4 en 8 in de eredivisie. Na 7 ronden stond Ajax even 2de achter AZ'67 (28/9/1980, 5 zeges, 1 x gelijk, 1 x verlies, doelsaldo +11), maar in het 4de kwartaal van 1980 zakte Ajax ondanks zeer aanvallend, frivool, zeer attractief spel, naar de 8ste plaats, naar de middenmoot (17de ronde, 21/12/1980), na in de  10 ronden 8 tot en met 17, slechts 2 zeges, 2 gelijke spelen, maar liefst 5 nederlagen, en ten slotte op 21/12/1980 ook nog een afgelast duel; doelsaldo -3). Dankzij een sterke 2de competitiehelft, waarin 15 van de 18 duels werden gewonnen, finishte Ajax op het allerlaatste nippertje nog als 2de in juni 1981 (eindstand top-5 van de 18 eredivisieclubs: 1. AZ'67 60 punten, doelsaldo +71 (101-30), 2. Ajax 48 pt., ds. +34 (88-54), 3. FC Utrecht 45 pt., ds. +34 (67-33), 4. Feyenoord 45 pt., ds. +26 (74-48), 5. PSV 44 pt., ds. +31 (62-31)). Ook haalde Ajax voor het 4de opeenvolgende seizoen de KNVB bekerfinale (Ajax-AZ'67 1-3).
Johan Cruijff was technisch adviseur (24/11/1980-28/2/1981). Op zijn voorspraak werd libero Wim Jansen gehaald (27/11/1980-30/6/1982), die zijn loopbaan bij Ajax beëindigde. Leo Beenhakker werd als trainer opgevolgd door Aad de Mos; 12 van de laatste 14 eredivisieduels werden gewonnen (15/3/1981-6/6/1981).
In 1981/82 werd Kurt Linder trainer en Aad de Mos zijn assistent. Johan Cruijff keerde op 6 december 1981 terug als speler bij Ajax, tot en met half 1983. Tegelijkertijd debuteerde John van 't Schip die dag. In 1981/82 werd Ajax overtuigend landskampioen (eindstand top-3 eredivisie: 1. Ajax 56 pt., ds. +75 (117-42), 2. PSV 51 pt., ds. +43 (81-38), 3. AZ'67 47 pt., ds. +34 (74-40)). In het KNVB bekertoernooi struikelde Ajax al tegen de 2de tegenstander, DS'79, dat onder in de 1ste divisie speelde (DS'79-Ajax 1-0). Tussen maart 1900 en juni 1965 sprokkelde Ajax in 65 jaar 10 landskampioenschappen bij elkaar. Het verzamelen van de tweede kampioensster, de volgende 10 landskampioenschappen, ging veel vlotter. In de 17 seizoenen 1965/66 tot en met 1981/82, in 17 jaar tussen juli 1965 en juni 1982, behaalde Ajax kampioenschappen nummer 11 tot en met 20.
In 1982/83, 1983/84 en 1984/85 werd Ajax door Aad de Mos gecoacht. In 1982/83 prolongeerde Ajax het landskampioenschap wederom overtuigend (eindstand top-3 eredivisie: 1. Ajax 58 pt., ds. +65 (106-41), 2. Feyenoord 54 pt., ds. +33 (72-39), 3. PSV 51 pt., ds. +46 (80-34)), ondanks een enigszins stroeve competitiestart (8ste na ronde 2, 25/8/1982; steeds 4de en 3de plaatsen tussen ronde 3 en ronde 13, 28/8/1982-7/11/1982). Vanaf ronde 15, vanaf 5/12/1982 tot en met de laatste ronde 34 op 14/5/1983, bezette Ajax steevast positie 1 in de eredivisie. Ook won Ajax de KNVB beker.
Na een conflict met Ajax-voorzitter Ton Harmsen in de lente van 1983, speelde een rancuneuze Johan Cruijff in 1983/84 voor aartsrivaal Feyenoord, iets wat niemand ooit voor mogelijk had gehouden. Ook aanvoerder Soren Lerby verliet Ajax medio 1983; Bayern München trok al sinds lente 1981 aan hem. Ook Europees topscorer van het seizoen 1981/82, Wim Kieft, verkaste half 1983 naar het buitenland (Italië, Pisa). Dit waren, naar toenmalige maatstaven, te veel grote aderlatingen, daarnaast vertrokken ook de 36- a 37-jarige Piet Schrijvers (PEC Zwolle) en Leo van Veen (FC Utrecht). Ronald Koeman en Felix Gasselich moesten Cruijff en Lerby vervangen. De gemiddelde leeftijd van de 22 selectiespelers bedroeg per 18/7/1983 (persdag Ajax 1983/84) slechts 21,0 jaar, tot de dag van vandaag de laagste gemiddelde leeftijd van een selectie van Ajax1 ooit! In 1983/84 startte Ajax goed in de eredivisie, met in de eerste 7 duels 6 zeges en 1 gelijkspel. In het 7de duel, op 18 september 1983, werd een historische overwinning behaald: Ajax-Feyenoord 8-2. Ook werd op 25/3/1984 een ruime 1-5 uitzege tegen subtopper FC Groningen geboekt. Ajax verspeelde het landskampioenschap echter door 3 zwakke reeksen (2 slechte reeksen: 24/9/1983-16/10/1983 3 duels, 0 zeges, 2 x gelijk, 1 x verlies, doelsaldo -3: Haarlem-Ajax 3-3, Ajax-Groningen   1-1, Den Bosch-Ajax 3-0; 26/2/1984-18/3/1984 3 duels, 0 zeges, 1 x gelijk, 2 x verlies, doelsaldo -6: Feyenoord-Ajax 4-1, PEC Zwolle-Ajax 1-1, Ajax-Haarlem 0-3; 1 wisselvallige reeks, waarin Ajax in de uitduels punten verloor: 15/4/1984-13/5/1984 6 duels, 3 zeges, 2 x gelijk, 1 x verlies, doelsaldo +7: AZ-Ajax 1-1, Ajax-PSV 1-0, Roda-Ajax 1-1, Ajax-Excelsior 4-0, Sparta-Ajax 5-2, Ajax-DS'79 7-2). Ajax eindigde als 3de (eindstand top-3 van de 18 eredivisieclubs: 1. Feyenoord 57 pt., ds. +65 (96-31), 2. PSV 52 pt., ds. +56 (88-32), 3. Ajax 51 pt., ds. +54 (100-46)). Op 13 mei 1984, in de 34ste en laatste competitieronde, vierde Ajax de honderdste competitiegoal. Ook werd Marco van Basten door vijf maal te scoren (Ajax-DS'79 7-2) voor het eerst topscorer van de eredivisie met 28 goals, een opmerkelijk feit, daar hij 8 duels moest missen in de periode 5/11/1983-5/2/1984, wegens de ziekte van Pfeiffer, en hij dus slechts 26 duels speelde. Van Basten zou ook de drie hierop volgende seizoenen topscorer worden van de eredivisie, met 22, 37 en 31 goals, in totaal 118 goals (1983/84-1986/87). Niemand anders, behalve Ruud Geels heeft een vergelijkbare prestatie geleverd (Geels werd bij Ajax ook vier keer achtereen topscorer van de eredivisie. In de periode 1974/75-1977/78 scoorde Geels achtereenvolgens 30, 29, 34 en 30 maal, in totaal dus 123 goals).
Medio 1984 raakte Ajax onder meer de 2 Denen Jesper Olsen (Manchester United, 1/7/1984) en Jan Molby (Liverpool, 22/8/1984) kwijt. Rob de Wit (FC Utrecht) werd aangekocht als opvolger van linkerspits Jesper Olsen. In 1984/85 werd Ajax landskampioen na een sterke competitiestart de eerste 16 ronden (2/9/1984-9/12/1984), waarin 13 zeges, 2 gelijke spelen, 0 nederlagen, en 1 inhaalduel tegoed (doelsaldo +31). Vanaf de 1-4 thuisnederlaag tegen PSV (16/12/1984) liep het moeizamer, met name in april en de eerste week van mei 1985 verspeelde Ajax veel punten. Op 6 mei 1985 werd trainer Aad de Mos, na een half jaar met diverse conflicten met spelers, en na een stemming op 5 mei, daags na een 1-0 nederlaag in Haarlem ontslagen. Ajax had in de laatste 4 duels tussen 17 april 1985 en 5 mei 1985 slechts 1 x gewonnen, 1 x gelijk gespeeld en maar liefst 2 x verloren, doelsaldo -2 (4-6) (Ajax-Den Bosch 2-2. Ajax-Groningen 1-3, Utrecht-Ajax 0-1, Haarlem-Ajax 1-0), wel was Ajax nog steeds net koploper. Het interim-trio Spitz Kohn-Tonny Bruins Slot-Cor van der Hart coachte Ajax in de laatste 5 duels naar het kampioenschap in de eredivisie. De doelpuntenmachine begon weer te lopen (Ajax-Twente 4-4, Ajax-Feyenoord 4-2, Roda-Ajax 2-3, Ajax-Volendam 5-2). Wel verspeelde Ajax op de slotdag het beste doelsaldo in de eredivisie (PSV-Ajax 4-0). Het kampioenschap was minder overtuigend dan in 1981/82 en 1982/83, zeker qua doelsaldo (eindstand top-3 van de 18 eredivisieclubs: 1. Ajax 54 pt., ds. +47 (93-46), 2. PSV 48 pt., ds. +51 (84-33), 3. Feyenoord 48 pt., ds. +36 (87-51)). Ajax had wel alle 34 ronden de minste verliespunten, maar stond 'slechts' 29 ronden 1ste (4 ronden 2de en 1 ronde 4de tussen 30/9/1984 en 30/10/1984), doordat Ajax 2 duels achterliep op onder meer PSV. Eind december 1984 won Ajax het nationale zaalvoetbaltoernooi 1984/85 in Rotterdam, Ajax had alle 9 wedstrijden gewonnen. Op 6 juni 1985 werd Johan Cruijff bij Ajax aangesteld als technisch directeur, in de praktijk werd hij hoofdtrainer. Op 30 juni 1985 vertrok aanvoerder Dick Schoenaker na precies 9 jaar bij Ajax, met 6 landstitels en 5 KNVB bekerfinales (waarvan er 2 gewonnen werden) op zak sinds 1976/77. Voor het nieuwe Ajax-bestuur was het het 5de landskampioenschap in 7 jaar, en waren er 4 KNVB bekerfinales behaald (waarvan 2 gewonnen) in 7 jaar, sinds 1/7/1978 (1978/79).
Het seizoen 1985/86 startte met het Amsterdam-710-toernooi, dat door Ajax met briljant voetbal werd gewonnen (Ajax-Verona 2-0, Ajax-Atletico Mineiro 4-1). In de competitie startte Ajax moeizaam, met 2 nederlagen in de 1ste 4 duels, 1ste 5 ronden, en een 11de plaats. In de 1ste 10 duels, 1ste 11 ronden, werd 4 maal verloren en Ajax stond op de 7de plaats. Daarna herpakte Ajax zich, en in ronde 18, waarin Ajax 17 duels had gespeeld, werd de 2de plaats bereikt op 15/12/1985. Ajax verstevigde zijn 2de positie daarna en liep steeds meer uit op nummer 3, Feyenoord. Ajax eindigde 2de achter PSV, met 25 zeges, 2 gelijke spelen, 7 nederlagen, en een doelsaldo van +85 (120-35), bijna een evenaring van het toenmalige record uit 1966/67 (+88(122-34)) (eindstand 1985/86 top-3 van de 18 eredivisieclubs: 1. PSV 60 pt., ds. +78 (100-22), 2. Ajax 52 pt., ds. +85 (120-35), 3. Feyenoord 44 pt., ds. +24 (74-50)). Ajax won de KNVB beker, met een doelsaldo van +15 (17-2) in 6 duels. Ajax speelde extreem aanvallend en attractief voetbal, het 3-4-3-systeem in de 2de helft van 1985 (Ronald Koeman als inschuivende libero) en het 3-3-4-systeem in de 1ste helft van 1986 (2 centrumspitsen van Basten en Bosman, en de 2 gebruikelijke vleugelspitsen: Vanenburg of van 't Schip op rechts, de Wit op links).
Van 1980/81 tot en met 1985/86 werd drie keer het kampioenschap (1981/82, 1982/83, 1984/85) en twee keer de KNVB beker (1982/83, 1985/86) gewonnen. Ook won Ajax het nationale zaalvoetbaltoernooi in 1984/85 in Rotterdam, gehouden eind december 1984. Ajax had alle 9 wedstrijden gewonnen. Ajax was tijdens de 5-jarige periode 1981/82-1985/86 de meest trefzekere club van Europa, want in 5 seizoenen werd er 536 keer gescoord in de competitie; het totale doelsaldo in de competitie bedroeg in deze periode +326 (536-210). Dit was gemiddeld +65 (107-42) per seizoen (beste seizoen: het 1ste seizoen, dat Ajax getraind werd door Johan Cruijff: 1985/86: +85 (120-35)).
In de 6 seizoenen 1980/81 tot en met 1985/86 struikelde Ajax evenwel 4 maal in de 1ste ronde en 2 keer in de 2de ronde in de diverse Europa Cup-toernooien. Europees gezien was het enige hoogtepunt in deze zeer magere fase, de 14-0 thuiszege tegen het Luxemburgse Red Boys Differdange in de returnwedstrijd van de 1ste ronde van het Europa Cup III-toernooi in het seizoen 1984/85, op 3 oktober 1984.
In 1986/87, won Ajax voor het eerst in 14 jaar weer eens een Europese hoofdprijs, ondanks het vertrek van Gerald Vanenburg en Ronald Koeman half 1986 naar rivaal PSV, en het wegvallen van linkerspits Rob de Wit door een hersenbloeding. Onder leiding van Cruijff werd Lokomotiv Leipzig in de finale van de Europa Cup II op 13 mei 1987 met 1-0 geklopt, met dank aan onder andere drie aankopen van Johan Cruijff: Danny Blind, Jan Wouters en Arnold Scholten. Zij moesten Ronald Koeman en Gerald Vanenburg vervangen, die half 1986 naar landskampioen PSV waren vertrokken. Ook linkerspits Rob Witschge, middenvelder Aron Winter, (centrum)verdediger Frank Verlaat en rechterspits Dennis Bergkamp waren nieuwkomers, doorgebroken uit eigen jeugd. Rob Witschge en de aangekochte Schot Alistair Dick vervingen Rob de Wit als linkerspits. Ajax haalde in 9 duels een doelsaldo van +17 (22-5) in het Europa Cup II-toernooi (0-2 en 5-0 zeges tegen Buraspor, 4-0 zege en 1-1 gelijk tegen Olympiakos Piraeus, 1-0 verlies en 3-1 zege tegen Malmö, 2-3 en 3-0 zeges tegen Real Zaragoza, en 1-0 zege in de finale tegen Lokomotiv Leipzig). In de eredivisie eindigde Ajax als 2de, achter PSV (eindstand top-3 van de 18 eredivisieclubs: 1. PSV 59 pt., ds. +78 (99-21), 2. Ajax 53 pt., ds. +62 (92-30), 3. Feyenoord 42 pt., ds. +30 (73-43)). Ajax won voor de 2de achtereenvolgende maal de KNVB beker, in de finale werd FC Den Haag met 2-4 na verlenging verslagen in het Haagse Zuiderpark. In de 7 bekerduels werd een doelsaldo van +12 (15-3) behaald.
In 1987/88 bereikte Ajax wederom de finale van het Europa Cup II-toernooi, maar ditmaal werd met 1-0 van KV Mechelen verloren, dat getraind werd door voormalig Ajax-trainer Aad de Mos. Stonden hoofdtrainer Aad de Mos en zijn assistent Spitz Kohn in 1984/85 nog gebroederlijk naast elkaar bij Ajax in 1984/85 (1/7/1984-6/5/1985), aan het eind van het seizoen 1987/88, half mei 1988, waren zij opponenten: Aad de Mos was nu hoofdtrainer bij KV Mechelen, Spitz Kohn was (interim-)hoofdtrainer bij Ajax. Ook voor Belgisch ex-international, libero Walter Meeuws, was dit een bijzondere wedstrijd: Meeuws speelde in het seizoen 1984/85 en het eerste kwart van het seizoen 1985/86 voor Ajax onder trainers Aad de Mos (tot 6/5/1985) en Spitz Kohn, daarna speelde Meeuws in 1985/86 en 1986/87 voor KV Mechelen onder trainer Aad de Mos.
De Ajax-selecties ondervonden een metamorfose van landskampioenen (4 seizoenen 1981/82-1984/85, 3 x landskampioen 81/82, 82/83, 84/85) tot ware cupfighters (3 seizoenen 1985/86-1987/88, 2 x KNVB beker-winnaars 85/86, 86/87, 2 x Europa Cup II-finalisten 86/87, 87/88; 86/87 gewonnen).

### 1987-1991: Zwartgeldaffaire en staafincident

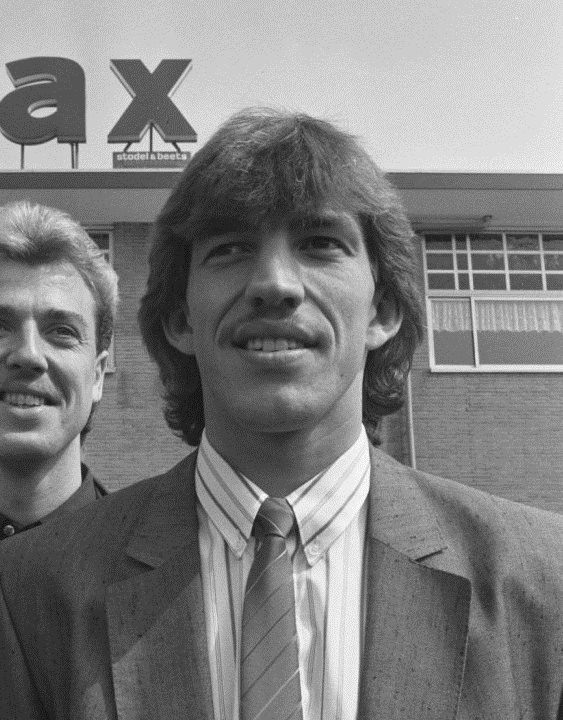
Ron Willems, half 1988.

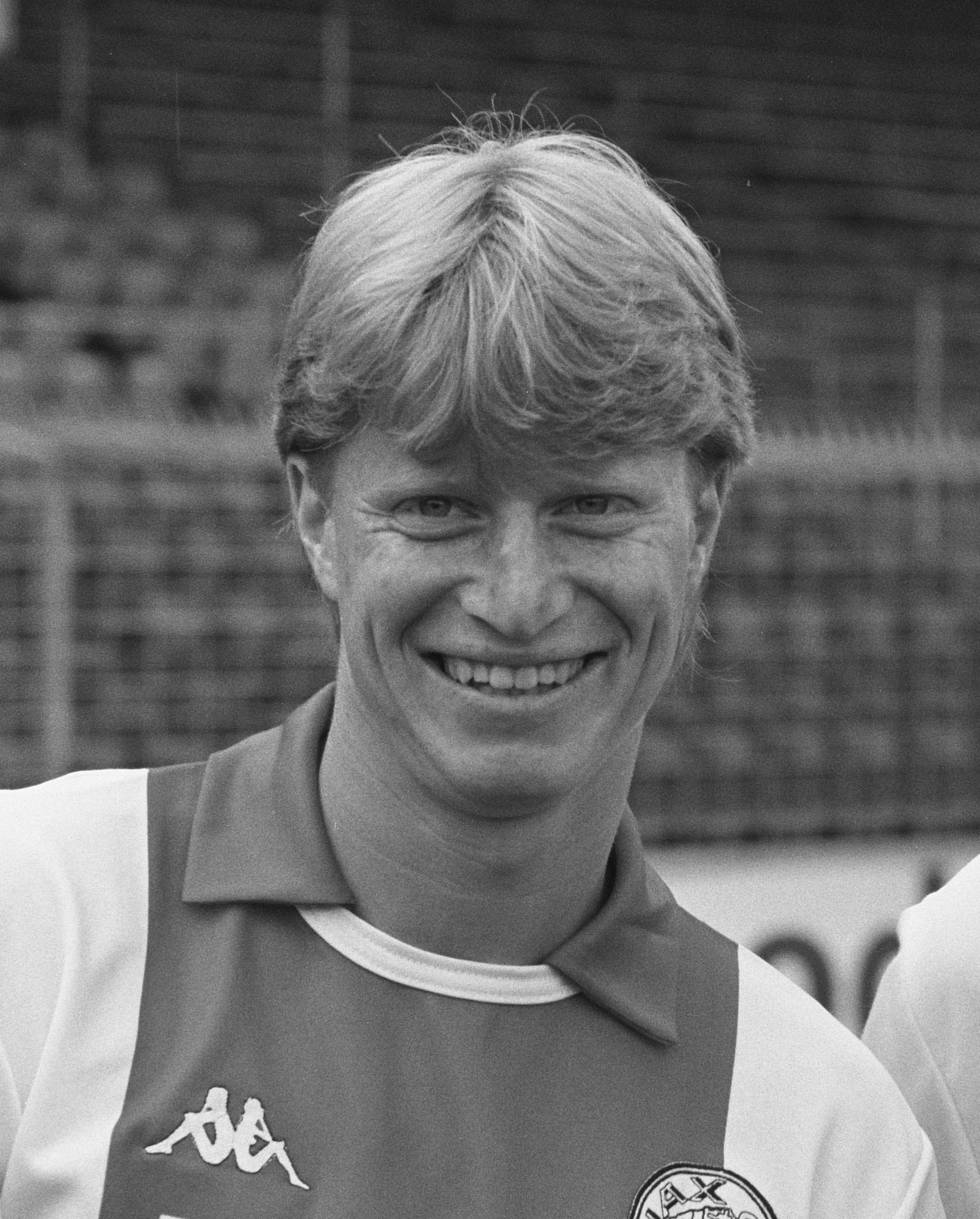
Stefan Pettersson, 18-7-1988.

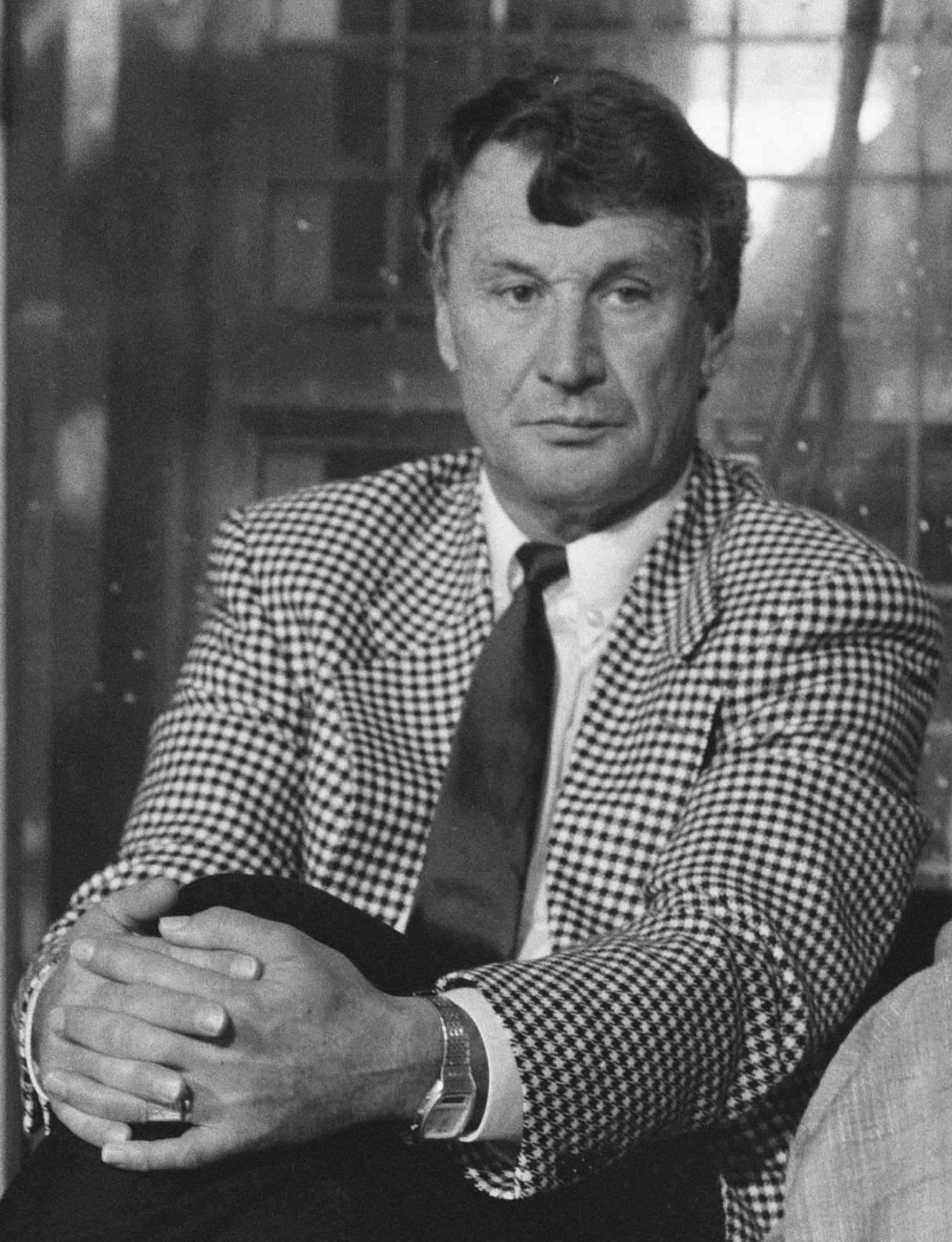
5-10-1988. Ajax-assistent-trainer en Ajax-interim-hoofdtrainer Spitz Kohn, tijdens Ajax-Sporting Lissabon 1-2. Kohn was trainer bij Ajax vanaf de lente van 1984 tot en met 30 juni 1990.

Medio 1987 vertrok sterspeler en topscorer van Basten naar AC Milan; kort daarop verlieten ook Silooy en Rijkaard Ajax. Nieuwe spelers half 1987 waren Henny Meijer, Lloyd Doesburg, Richard Witschge, Bryan Roy, eind 1987 Frank de Boer en Peter Larsson, half 1988 Ron Willems, Wim Jonk, Mark Verkuijl, Stefan Pettersson, Marciano Vink en Ronald de Boer. Ajax eindigde in het seizoen 1987/88 weliswaar nog als 2de, met 50 punten en een doelsaldo van +38 (78-40), maar het klassenverschil met PSV, dat met 59 punten en een doelsaldo van maar liefst +89 (117-28) landskampioen werd, was gigantisch, 51 doelsaldo-eenheden (heel anders dan in het seizoen 1977/78, toen Ajax met een kleine achterstand van 4 punten en 4 doelsaldo-eenheden op PSV eindigde: 1. PSV 53 punten, doelsaldo +53 (74-21), 2. Ajax 49 punten, doelsaldo +49 (85-36)).
Niet alleen sportief ging het bergafwaarts, er waren nog veel serieuzere problemen. De FIOD had eind september 1988 een inval gedaan in verband met een zwartgeldaffaire, waarbij 9 ex-spelers uit de periode 1976-1988 betrokken zouden zijn geweest. Het staafincident tijdens een UEFA Cup wedstrijd tegen Austria Wien in september 1989 leidde tot een seizoen uitsluiting uit Europese toernooien (1990/91). Sinds het seizoen 1966/67 tot en met het huidige seizoen 2024/25, is het seizoen 1990/91 het enige seizoen geweest, waarin Ajax geen Europees voetbal heeft gespeeld.
Nadat Ajax in 1988/89 na zes wedstrijden veertiende stond, vertrokken trainer Kurt Linder (20 september 1988) en het bestuur. Assistent Spitz Kohn werd op 8 oktober 1988 als interim-trainer aangesteld. Jeugdtrainer Louis van Gaal werd zijn assistent. Zij werkten Ajax op naar een tweede plaats, met een geringe achterstand op PSV (11/12/1988-21/5/1989 Ajax 2de; eindstand 21/5/1989: 1. PSV 53 punten, doelsaldo +47 (78-31), 2. Ajax 50 pt., ds. +42 (74-32)). Ajax was nu 4 keer op rij als 2de gefinisht in de eredivisie in de 4 seizoenen 1985/86 tot en met 1988/89, steeds achter nummer 1, PSV. Op 16 januari 1989 was een nieuw bestuur aangetreden onder leiding van Michael van Praag, zoon van oud-voorzitter Jaap van Praag.
Leo Beenhakker werd trainer per 1 juli 1989. Spitz Kohn en Louis van Gaal werden zijn assistenten. Half 1989 werden Pal Fischer en Edwin van der Sar aan de selectie toegevoegd. In 1989/90 werd Ajax na 5 seizoenen eindelijk weer eens kampioen (zij het met een duidelijk zwakker doelsaldo dan nummer 2, PSV: +44 tegen +58), met onder andere spelers als Dennis Bergkamp, Stefan Pettersson, de broers Rob en Richard Witschge, Bryan Roy, Aron Winter en Marciano Vink.
In 1990/91 mocht door het staafincident op 27/9/1989, geen Europees voetbal worden gespeeld, en Ajax werd ook net geen kampioen. Samen met PSV eindigde Ajax bovenaan (beiden 53 punten), maar de Eindhovenaren hadden een iets beter doelsaldo (+56 versus +54). In de voorgaande zomer van 1990 werden geen nieuwe spelers via aankoop of uit eigen jeugd gecontracteerd. Wel werd Gerard van der Lem als assistent-trainer gecontracteerd, hij zou 7 jaar blijven, tot en met half 1997. Van der Lem volgde Spitz Kohn op, die na ruim 6 jaar bij zijn laatste club Ajax werkzaam te zijn geweest vanaf lente/zomer 1984, stopte als (assistent-)trainer en met pensioen ging. Met de komst van Beenhakker, van Gaal en van der Lem vlogen de toeschouwersaantallen bij eredivisiewedstrijden omhoog, van 12.000 per duel in 1988/89 naar 17.000 per duel in 1989/90 en naar 22.000 in 1990/91, op welk laatste niveau de toeschouwersaantallen zouden blijven tot en met 1995/96, het laatste seizoen, dat Ajax in stadion De Meer speelde.

### 1991-1996: 3 Landskampioenschappen en 2 Europacups; laatste 5 jaar in De Meer

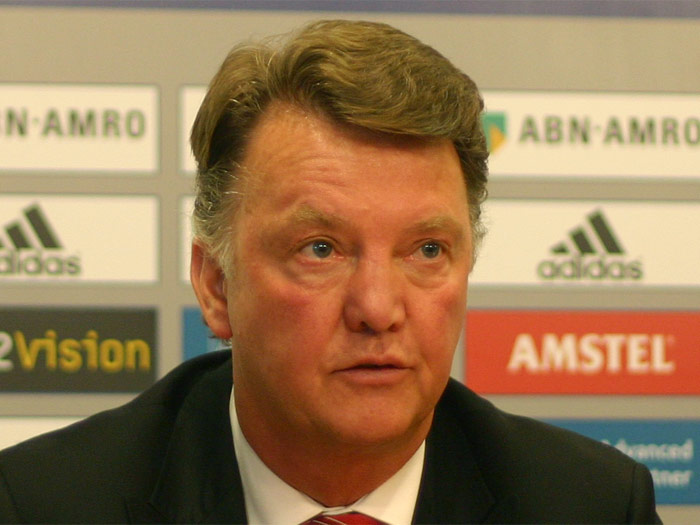
Louis van Gaal.

Op 28 september 1991  keerde Leo Beenhakker terug naar Real Madrid. Louis van Gaal volgde hem op. De ex-speler van Ajax (1972/73 reserve), FC Antwerp (1973-1977), Telstar (1977/78), Sparta (1978-1986) en AZ (1986-1986) en ex-assistent-trainer bij AZ (1986-1987) en Ajax (1988-1991), won samen met zijn assistent Gerard van der Lem en hun selectie, in het seizoen 1991/92 meteen de UEFA Cup. Half 1991 tot en met half 1993 speelden Rob Alflen, Alfons Groenendijk, John van Loen en Dan Petersen bij Ajax. Tussen eind 1991 en half 1992 vertrokken onder meer Dennis Bergkamp, Wim Jonk (beiden Inter Milan), Bryan Roy (Foggia) en Jan Wouters (Bayern München). Voormalig jeugtrainer Louis van Gaal liet jeugdspelers als Edgar Davids, Clarence Seedorf en Patrick Kluivert debuteren in Ajax1. De Fin Jari Litmanen werd half 1992 gehaald als vervanger voor Bergkamp, alsmede Marc Overmars. Nadat doelman Stanley Menzo blunderde uit tegen Auxerre (maart 1993, 4-2 nederlaag) kreeg Edwin van der Sar zijn kans. Half 1993 voegden zich John van den Brom, Finidi George, Nwankwo Kanu, Peter van Vossen, Patrick Kluivert en Nordin Wooter zich bij de selectie, evenals de teruggekeerde Frank Rijkaard. Half 1994 waren Winston Bogarde, Kiki Musampa en Michael Reiziger nieuwkomers. Half 1995 werd Peter Hoekstra gecontracteerd, en keerde Arnold Scholten weer bij Ajax terug.
Louis van Gaal werd met zijn enigszins jeugdige teams drie keer landskampioen (1993/94, 1994/95, 1995/96), won een KNVB beker (1992/93), de UEFA Cup (1991/92), de Champions Leaugue (1994/95), de Wereldbeker (eind 1995), de Europese Supercup en drie keer de Nederlandse Supercup. In 1994/95 bereikte Ajax het hoogtepunt door de Champions League (opvolger van de Europacup I) te winnen. In de finale werd het grote AC Milan verslagen (1-0, doelpunt Patrick Kluivert in de 85ste minuut, mei 1995). Op 28 november 1995 won Ajax de Wereldbeker voor clubs (Ajax-Gremio 0-0, Ajax won na strafschoppen). In 1995/96 werd wederom de finale van de Champions League bereikt, maar na een 1-1 uitslag, was Juventus na strafschoppen te sterk.
Het seizoen 1995/96 was de afsluiting van een uiterst succesvolle, briljante periode van Ajax in de eredivisie, in de laatste 31 jaar in stadion De Meer (augustus 1965-april 1996). Van 1965/66 tot en met 1995/96 werd Ajax 16 maal eerste, 10 keer tweede en 5 maal derde in de eindrangschikkingen in de eredivisie. 52% Van die seizoenen eindigde Ajax als eerste, 32% als tweede, en 16% als derde. Ajax eindigde dus circa de helft (1/2 deel) van de seizoenen als eerste, 1/3 deel als tweede, en 1/6 deel als derde. Ajax eindigde nimmer lager dan als derde (1973/74, 1974/75, 1975/76; 1983/84; 1992/93), en haalde nimmer een doelsaldo lager dan +34 in de eredivisie (1980/81). Ook behaalde Ajax in de helft van de 31 seizoenen 1965/66 tot en met 1995/96, 15 maal, minimaal een 1/4 finale in 1 van de Europacup-toernooien: 6 maal won Ajax een toernooi (Europacup I voor landskampioenen 3 x: 1970/71, 1971/72, 1972/73; Champions League voor landskampioenen 1 x: 1994/95. Europacup II voor bekerwinnaars 1 x: 1986/87. UEFA Cup 1 x: 1991/92). 3 Maal was Ajax verliezend finalist (Europacup I voor landskampioenen 1 x: 1968/69; Champions League voor landskampioenen 1 x: 1995/96. Europacup II voor bekerwinnaars 1 x: 1987/88). 2 Keer behaalde Ajax een 1/2 finale (Europacup I voor landskampioenen 1 x: 1979/80. Jaarbeursstedenbeker 1 x: 1969/70). 4 Maal schopte Ajax het tot een 1/4 finale (Europacup I voor landskampioenen 2 x: 1966/67, 1977/78. Europacup II voor bekerwinnaars 1 x: 1993/94. UEFA Cup 1 x: 1992/93). Tevens haalde Ajax in 13 van de 31 seizoenen 1965/66-1995/96 de KNVB bekerfinale, een score van 42%. 9 Keer finishte Ajax als eerste in het KNVB bekertoernooi (1966/67, 1969/70, 1970/71, 1971/72, 1978/79, 1982/83, 1985/86, 1986/87, 1992/93), 4 keer als tweede, als runner-up (1967/68, 1977/78, 1979/80, 1980/81).
Op 28 april 1996 werd de laatste wedstrijd in stadion De Meer gespeeld (Amsterdam-Oost, Watergraafsmeer, Middenweg, Ajax-Willem II 5-1), waar Ajax als hoogste toeschouwersaantallen gemiddeld circa 22.000 tot 23.000 per eredivisieduel had, in 1981/82 (Cruijff-effect) en in de 6 seizoenen 1990/91 tot en met 1995/96.

### 1996-2000: Eerste 4 jaar Amsterdam Arena; slechts subtop eredivisie: plaats 4, 1, 6 en 5
Een modern stadion met circa 56.000 plaatsen voor voetbalwedstrijden, en 71.000 plaatsen voor muziekconcerten, werd in gebruik genomen vanaf seizoen 1996/97: de Amsterdam Arena, sedert april/juli 2018 de Johan Cruijff Arena, waar Ajax gemiddeld 48.000 toeschouwers per eredivisieduel ontving. In de seizoenen 2018/19 en 2019/20 lag het gemiddelde zelfs op 53.000. Het stadion De Meer werd niet meer gebruikt. Tegelijkertijd vertrokken half 1996 Sonny Silooy (Arminia Bielefeld), Edgar Davids en Michael Reiziger (beiden AC Milan), en de Nigerianen Nwankwo Kanu (Inter Milan) en Finidi George (Real Betis Sevilla). Half 1996 contracteerde Ajax Tijani Babangida en het Portugese talent Dani (= Daniel da Cruz Carvalho). Ajax haalde in 1996/97 nog wel de halve finale van de Champions League, maar eindigde in de eredivisie slechts als 4de (doelsaldo +24, 61 punten bij 3 punten voor een zege, 44 punten bij 2 punten voor een zege, slechts 17 overwinningen in 34 duels). Een dergelijke lage eindklassering was sinds half 1965, sinds het seizoen 1965/66 nooit meer voorgekomen. De 2de plaats was de laagste eindklassering in de 8 seizoenen 1965/66 tot en met 1972/73. De 3de plaats was de laagste eindklassering in de 23 seizoenen 1973/74 tot en met 1995/96, 5 maal gebeurde dit, in de seizoenen 1973/74, 1974/75, 1975/76, 1983/84 en 1992/93 (doelsaldi respectievelijk +58, +42, +36, +54 en +57; aantal punten respectievelijk 51, 49, 50, 51, 49 op een maximaal haalbaar aantal punten van 68, in 34 duels, bij 2 punten voor een zege).
Veel belangrijke spelers waren al vertrokken. Medio 1997 vertrokken ook Kluivert en Bogarde naar AC Milan, en succestrainer van Gaal vertrok naar FC Barcelona. Morten Olsen volgde hem op, en onder meer Michael Laudrup, Jesper Gronkjaer, Sunday Oliseh, Benny McCarthy, Wamberto de Jesus Sousa Campos, Ferdi Vierklau, Cedric van der Gun, John O'Brien en Sjota Arveladze werden gekocht. In 1997/98 werd Ajax kampioen, met maar liefst 17 punten voorsprong op PSV, en een doelsaldo van +90 (record). Na onder meer een 5-0 zege op PSV Eindhoven in het laatste duel, de finale, won Ajax tevens de KNVB beker. In de UEFA Cup ging het iets minder voorspoedig. In de kwartfinales in maart 1998 verloor Ajax van Spartak Moskou. Aan het eind van dit seizoen ging Ajax als eerste Nederlandse voetbalclub naar de beurs (11 mei 1998). Het seizoen 1997/98 was een zeer positieve uitschieter in de sportief moeilijkste fase voor Ajax, gerekend vanaf het seizoen 1965/66.
In 1996/97, 1998/99 en 1999/2000 eindigde Ajax slechts als 4de, 6de en 5de in de eredivisie, hetgeen sinds het seizoen 1965/66 nooit meer was voorgekomen.
Het seizoen 1998/99 was problematisch, onder andere qua prestaties. Op 12 december 1998 zette Ajax trainer Morten Olsen op non-actief. Jan Wouters nam de leiding over, en eindigde met zijn spelers 6de in de eredivisie, de laagste eindklassering vanaf seizoen 1965/66. Ook eindigde Ajax onderaan in de poulefase van de Champions League. Ajax won wel de KNVB beker.
Na 1998/99 namen Jari Litmanen (Barcelona) en Edwin van der Sar (Juventus) afscheid. Danny Blind en Michael Laudrup stopten. Het seizoen 1999/2000 verwijderde coach Wouters 6 spelers uit de selectie, onder wie Giorgi Kinkladze en Dean Gorré. Vervangers waren Nikos Machlas, Frank Verlaat, Aron Winter, Stanley Menzo, Bogdan Lobont, Pius Ikedia, Christian Chivu en Martijn Reuser. De prestaties van deze ploeg vielen echter erg tegen. Op 20 maart 2000 werd Wouters ontslagen, een absolute anticlimax van wat een zo feestelijk jaar en feestelijke maand hadden moeten worden. Ajax vierde immers zijn 100-jarig jubileum (18 maart 2000). Hans Westerhof nam de leiding van Ajax1 tijdelijk over. Ajax eindigde als 5de, met een doelsaldo van +21, het laagste doelsaldo gerekend vanaf seizoen 1965/66. Ajax haalde in 1999/2000 nog wel de derde ronde van de UEFA Cup.

### 2000-2005: Nieuw millennium
Na een uiterst succesvolle periode, de laatste 31 jaar in het stadion De Meer, vanaf seizoen 1965/66 tot en met seizoen 1995/96 (juli 1965-april 1996), vlak voor het einde waarvan Ajax in seizoen 1994/95 nog de UEFA Champions League en in november 1995 nog de wereldbeker won, werd Stadion De Meer vervangen door de moderne Johan Cruijff ArenA (destijds de naam Amsterdam ArenA, augustus 1996 tot april/juli 2018). Vanaf 2000 won Ajax tot 2004 twee keer de landstitel, de beker en de Johan Cruijff Schaal. In 2002/03 kwam Ajax tot de kwartfinale van de Champions League. De jonge ploeg van trainer Ronald Koeman werd in de slotminuten echter uitgeschakeld door het geslepen AC Milan waardoor het op een haar na de halve finale miste. Koeman werd in het voorjaar van 2004 kampioen van Nederland met Ajax. Het daaropvolgende seizoen 2004/05 zou het begin zijn van een jarenlange titeldroogte in Amsterdam. De titel moest Ajax sindsdien vaak afstaan aan zijn historisch gezien grootste concurrent, PSV, pas in seizoen 2010/11 zou Ajax na 7 jaar eindelijk weer eens landskampioen worden.

### 2005-2010: Hunkering naar derde ster

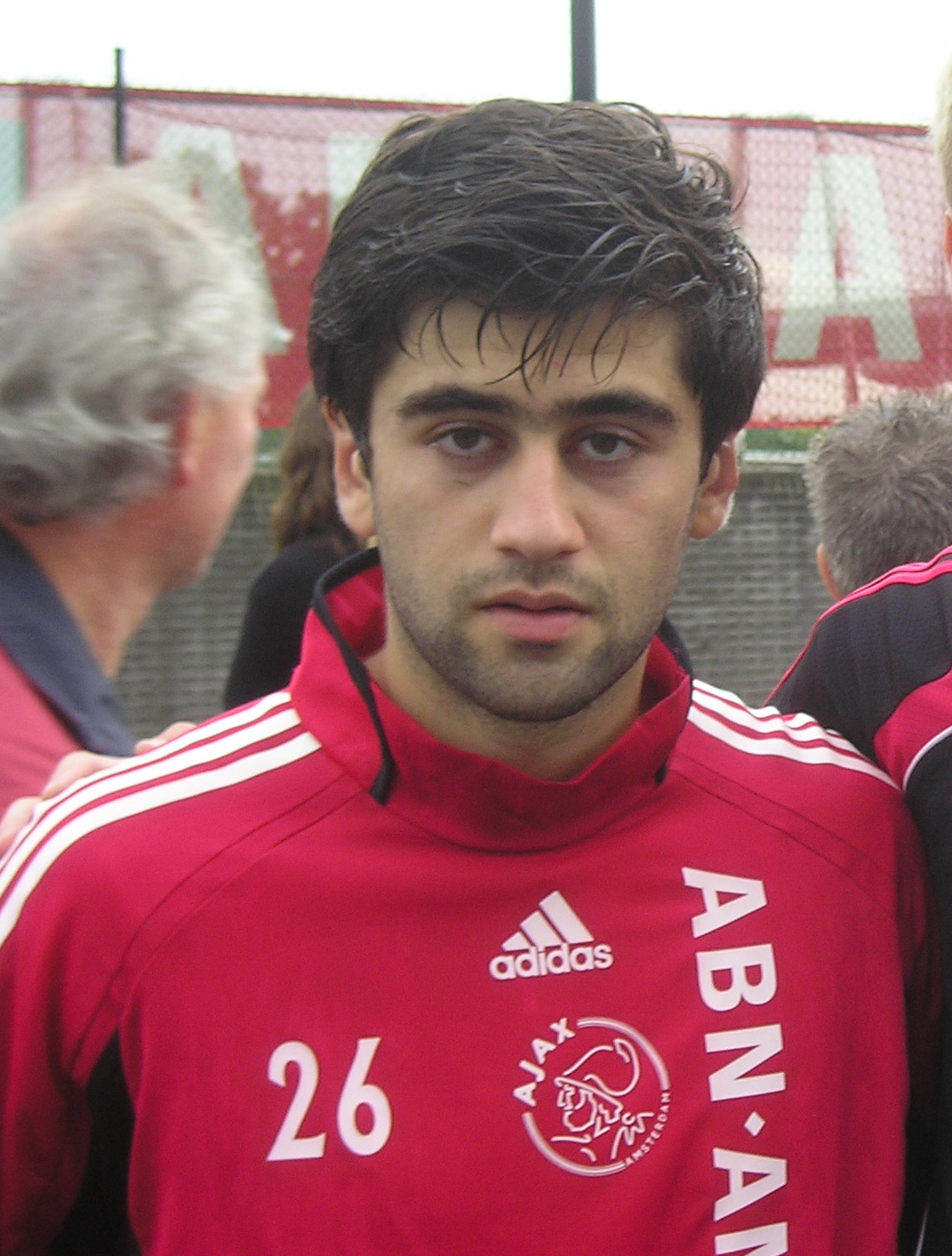
Edgar Manucharian, augustus 2006.

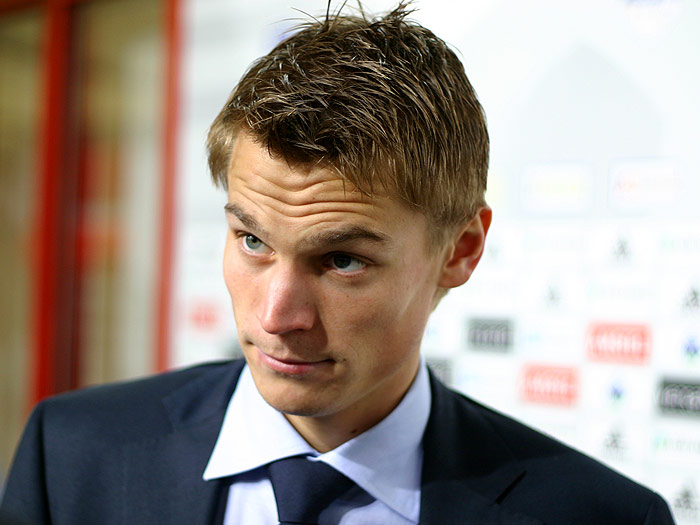
Markus Rosenberg, oktober 2006.

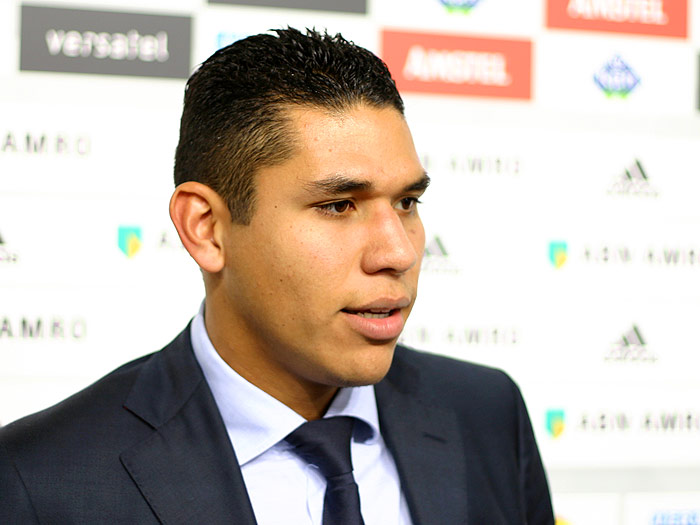
Hedwiges Maduro, oktober 2006.

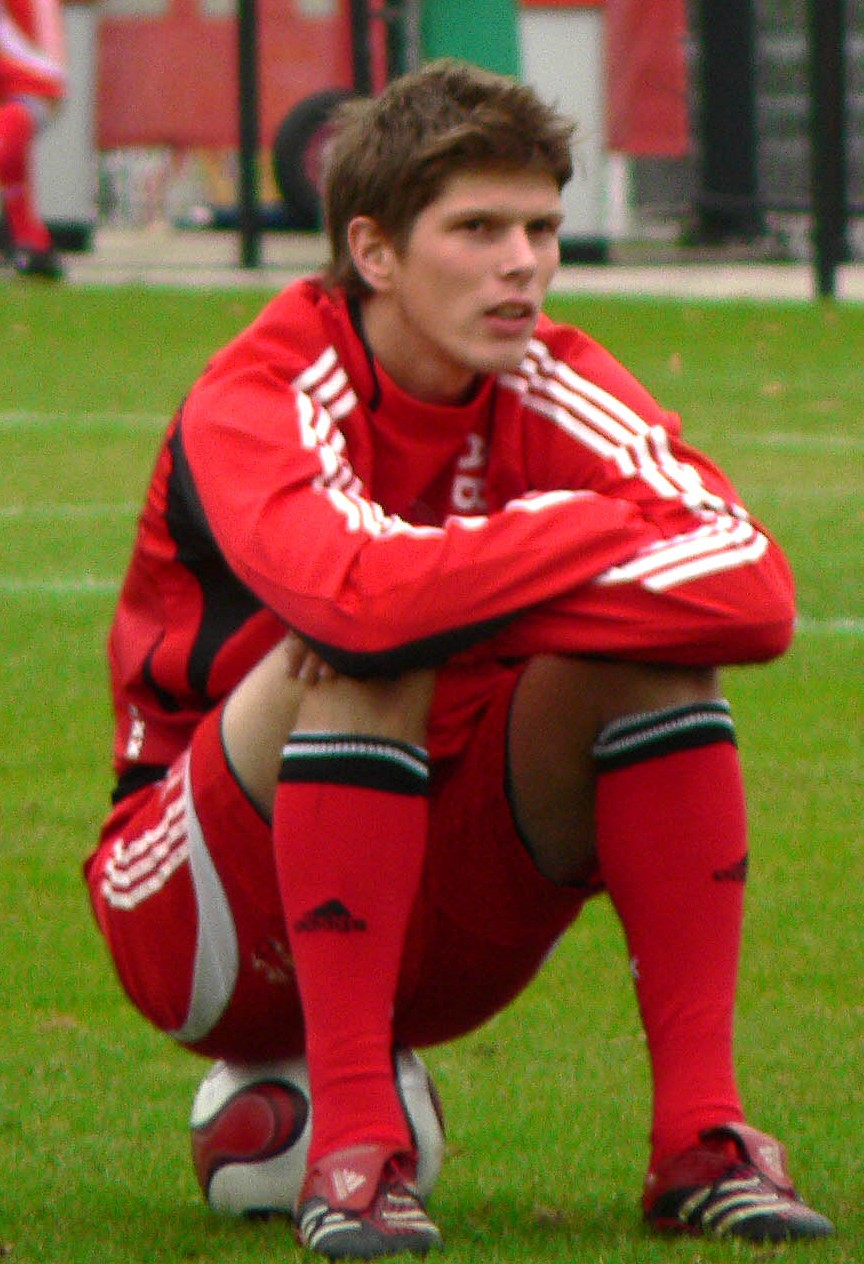
Klaas-Jan Huntelaar, oktober 2006.

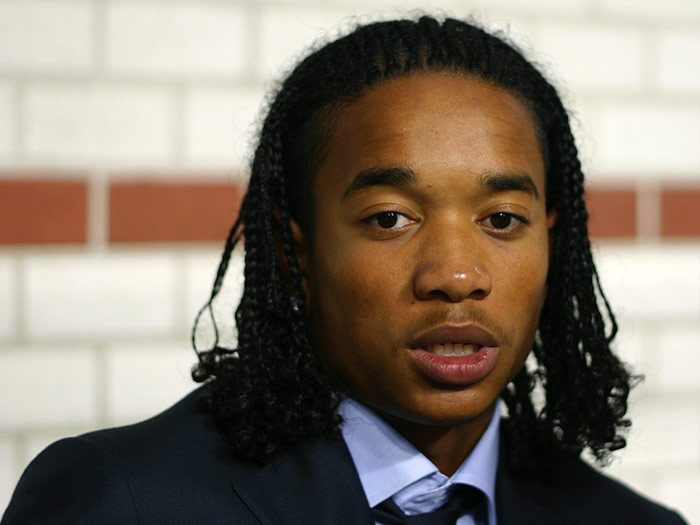
Urby Emanuelson, 2006. Bij Ajax 2004-2011.

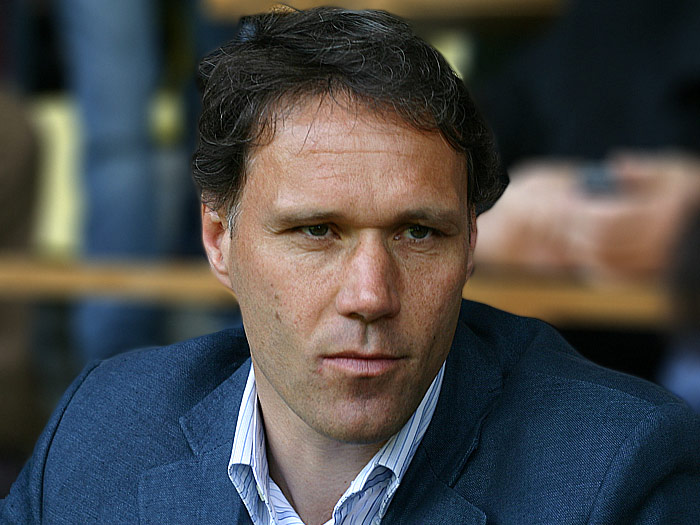
Marco van Basten.

Ajax won in 2005, 2006 en 2007 de Johan Cruijff Schaal en in 2006 en 2007 ook de KNVB Beker. Ondanks de kleinere successen wist Ajax in de periode 2005-2010 geen één keer de landstitel te prolongeren. Ajax snakte, na het 29ste behaalde kampioenschap in 2004 naar de 30ste landstitel, deze geeft recht op een derde ster op het shirt. In deze jaren wonnen echter PSV (4 keer), AZ en FC Twente (beide 1 keer) het landskampioenschap. Het dichtst bij was Ajax onder trainer Henk ten Cate in het seizoen 2006/07. Het kwam één doelpunt tekort waardoor PSV optimaal profiteerde van de misstap van AZ in de laatste speelronde tegen Excelsior Rotterdam. Ajax haalde hierna wisselende eindklasseringen, met als dieptepunt plaats drie onder toenmalig trainer Marco van Basten. In dat seizoen, 2008/09, werd Ajax bovendien ondanks recordaankopen uitgeschakeld door FC Volendam in de beker en reikte het niet verder dan de achtste finale van de UEFA Cup.

### 2009-2011: Titelloos seizoen bekroond met CL-voetbal, trainerswissel
Ajax trok in de zomer van 2009 de gelouterde Martin Jol aan en selecteerde door nadat Van Basten ontslag nam. Zo werden de aankopen van Van Basten amper meer gebruikt en koos Martin Jol voor jongere talenten en maakte hij Luis Suárez, met wie van Basten een moeilijke relatie had, aanvoerder van Ajax. De club speelde een relatief zeer goed seizoen in 2009/10 en deed tot aan het einde mee om de landstitel. Ajax scoorde de meeste doelpunten na een goede reeks na de winterstop, maar moest ondanks imposante doelcijfers (106-20) genoegen nemen met de tweede plek en bekerwinst. De beker won het dankzij een dubbele confrontatie met Ajax's grootste vijand Feyenoord. De wedstrijden werden over twee wedstrijden gespeeld door het dreigende supportersgeweld tijdens de finale in Rotterdam. Ajax kwalificeerde zich dankzij de tweede plaats voor de voorrondes van de UEFA Champions League van het volgende seizoen 2010/11. Ajax kwalificeerde zich ten koste van PAOK Saloniki en Dinamo Kiev zich uiteindelijk ook voor de groepsfase van het miljoenenbal na een 5 jaar durende afwezigheid. Ajax werd in de groepsfase uitgeschakeld. Het eindigde als derde, wat nog wel recht gaf op UEFA Europa League voetbal, onder Europese grootmachten Real Madrid en AC Milan. In de Europa League werd de club met ruime cijfers (0-4) door Spartak Moskou uitgeschakeld. Het Eredivisie seizoen verliep matig. Ajax was niet de gedroomde titelfavoriet en het rommelde ook in de bestuurskamer wat tot veel onrust leidde. In deze maanden roerde clubicoon Johan Cruijff zich hevig met het eerste elftal van Ajax door middel van columns waarin hij kritiek uitte op de club. De positie van trainer Martin Jol werd mede hierdoor onder druk gezet, waarna de trainer na een matige periode in november-december opstapte na 1-1 gelijkspel in de ArenA tegen NEC Nijmegen. Jol werd opgevolgd door de onervaren Frank de Boer.

### 2011-2014: Vier landstitels op rij

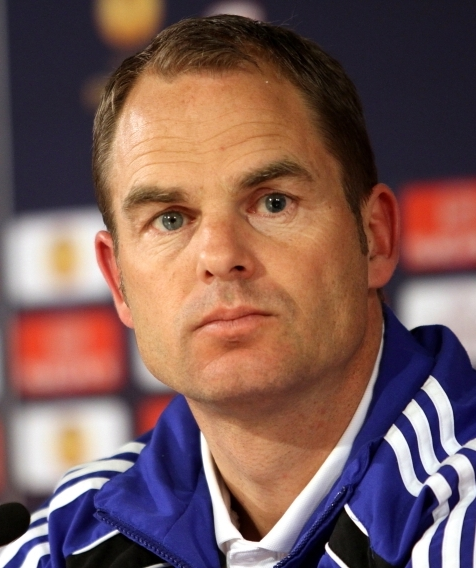
Ajax-trainer Frank de Boer in 2011.

De Boer debuteerde op 6 december 2010 als hoofdtrainer van Ajax in de Champions League tegen AC Milan, deze wedstrijd werd met 0–2 gewonnen door Ajax waarna een goede reeks werd voortgezet. De Boer, die de rust binnen Ajax terug wist te brengen, mede door de vele punten die die binnenhaalde en zich daarmee terugknokte in de titelrace, werd na een 3-1 overwinning op directe concurrent FC Twente kampioen van Nederland in 2010/11 en reikte dat seizoen ook tot de finale van de KNVB Beker. Deze werd verloren van FC Twente. Het landskampioenschap in 2010/11 was het dertigste, sinds de oprichting in 1900. Voor het verzamelen van de derde kampioensster, de kampioenschappen nummer 21 tot en met 30, had Ajax 29 jaar nodig, de 29 seizoenen 1982/83 tot en met 2010/11 (juli/augustus 1982 tot en met mei/juni 2011). In de daarop volgende drie seizoenen werd Ajax vanaf 2012 tot en met 2014, nog eens drie keer achterelkaar, kampioen van Nederland. Het won in 2013 ook nog de Johan Cruijff Schaal. Internationaal succes bleef telkens uit. Ajax overwinterde wel steeds in Europees verband door vier jaar achterelkaar derde te eindigen in de Champions League. Het werd echter na de winterstop ieder jaar vroeg uitgeschakeld in de Europa League tegen op het oog gunstige teams. Ajax werd in dit toernooi onder anderen uitgeschakeld tegen Steaua Boekarest (2013) en Red Bull Salzburg (2014).

### 2014-2016: Prijzendroogte onder Frank de Boer
Ajax ging het voetbalseizoen 2014/15 hoopvol in, de club ging op jacht naar de vijfde titel op rij wat voor een record had gezorgd. Echter, dit seizoen was het begin van vier jaren zonder prijs en succes. Mede door tegenvallende aankopen werd het versterkte PSV overtuigend kampioen. Ajax werd nog wel tweede, maar hoogtepunten kende het dit seizoen niet. Waar naast de titel werd gegrepen, verloor de club de strijd om de Johan Cruijff Schaal, en werd het in december al uitgeschakeld voor de beker en verloor het in de achtste finale van de Europa League van FK Dnipro.
Doordat Ajax in 2014/15 wel de tweede plaats behaalde kwam het uit in de voorronde van de Champions League in seizoen 2015/16. Het seizoen begon vroeg, want in juli 2015 begonnen de kwalificaties al. Ajax werd gekoppeld aan de Oostenrijkse club Rapid Wien. Ajax verloor over twee wedstrijden (5-4) van Rapid, waarna Ajax voor het eerst sinds het seizoen 2009/10 weer afwezig zou zijn in de Champions League. Ajax stroomde door deze nederlaag in bij de laatste play-offs van de Europa League. Hierin versloeg het Jablonec en kwalificeerde het zich wel voor de Europa League. Hierin kwam het in een poule met Fenerbahçe SK, Molde FK en Celtic FC. Ajax boekte matige resultaten en werd daardoor derde in de groep waarmee het na de winter geen Europees voetbal meer speelde en uitgeschakeld was. In de KNVB Beker werd Ajax in oktober uitgeschakeld door een 1-0 nederlaag tegen aartsrivaal Feyenoord in De Kuip. In de Eredivisie deed Ajax het naar behoren. Het streed mee tot de laatste speeldag voor het kampioenschap en bleef vrijwel de gehele competitie koploper, op de periode januari tot maart 2016 na. Titelfavoriet PSV veroverde de titel uiteindelijk op 8 mei 2016 na een misstap van Ajax tegen De Graafschap (1-1 uit in Doetinchem). Enkele dagen hierna nam Frank de Boer ontslag.

### 2016-2018: Eerste Europese finale sinds 1996, landstitel blijft uit
In mei 2016 werd Peter Bosz gepresenteerd als opvolger van trainer Frank de Boer. Net als Aad de Mos (maart 1981-mei 1985) en Frank de Boer (december 2010-juni 2016), gaf ook Peter Bosz de jeugd bij Ajax ruim baan. Ook deze zomer kwam Ajax uit in de voorronde van de Champions League. Ajax haalde wederom het miljoenenbal niet na een nederlaag tegen FK Rostov. Ajax leed ook in de Eredivisie aanvankelijk veel puntverlies. Vanaf september 2016 pakte de ploeg de draad op. Het begon wedstrijden te winnen met aantrekkelijk voetbal. Ook in de Europa League deed Ajax het uitstekend, het eindigde eerste in de poule na een ongeslagen status tegen Celta de Vigo, Standard Luik en Panathinaikos. Ajax reikte in dit seizoen, na onder anderen wedstrijden tegen Schalke 04 en Olympique Lyon, tot de finale. Deze werd in Stockholm echter verloren van Manchester United FC (0-2). Nationaal gezien was het wederom geen succes. In de beker werd Ajax vroeg uitgeschakeld tegen SC Cambuur. In de Eredivisie deed Ajax heel lang mee, aartsrivaal Feyenoord verspeelde echter haar koppositie sinds de eerste speelronde nimmer. De club uit Rotterdam werd kampioen van Nederland in 2017. Ajax eindigde tweede, een close finish achter Feyenoord, met 1 punt en 5 doelsaldo-eenheden minder.
In de zomer van 2017 vertrok Peter Bosz na onenigheid over de samenstelling van de trainersstaf. Marcel Keizer volgde de naar Borussia Dortmund vertrokken Peter Bosz op. Het seizoen begon voor Ajax dramatisch. Abdelhak Nouri kreeg tijdens een oefenwedstrijd tegen Werder Bremen in de voorbereiding een hartstilstand en ontwaakte maar niet uit zijn coma. Enkele dagen later werd bekend dat hij blijvende schade had opgelopen.
Dit had zichtbaar invloed op de selectie. Ajax speelde lang niet zo goed als het voorgaande seizoen en werd wederom uitgeschakeld in de voorronde van de Champions League. OGC Nice was over twee wedstrijden te sterk. Ajax speelde hierdoor wederom Europa League play-offs. Hierin werd de club uitgeschakeld tegen Rosenborg BK. Ajax speelde dit seizoen geen Europees voetbal en in de Eredivisie verspeelde het veel punten. Marcel Keizer werd in december 2017 ontslagen na uitschakeling in de beker tegen FC Twente. Erik ten Hag volgde de ontslagen Marcel Keizer op in Amsterdam. Ten Hag kon in zijn eerste halfjaar de achterstand op de uiteindelijke kampioen PSV niet meer goedmaken, maar werd nog wel tweede in de Eredivisie.

### 2018-2022: Gouden aankopen en trainer ten Hag leiden Ajax naar succes

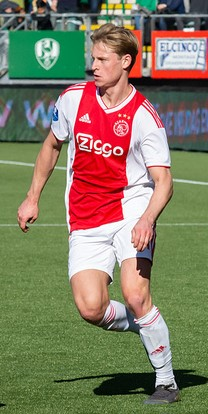
Frenkie de Jong in 2019.

Erik ten Hag was per 1 januari 2018 de in december 2017 ontslagen trainer Marcel Keizer opgevolgd. In de zomer van 2018 vond er een koerswijziging plaats. Ajax, na 4 seizoenen zonder prijs, doorbrak het salarisplafond en haalde onder anderen ervaren spelers, voor hoge transfersommen, binnen in de persoon van Daley Blind en Dušan Tadić. Samen met de doorgebroken talenten Matthijs de Ligt, Frenkie de Jong en Noussair Mazraoui vormde het elftal met spelers die zich ontpopte tot sterkhouders, bijvoorbeeld Hakim Ziyech, Nicolás Tagliafico en André Onana zich tot een Champions League elftal. De ploeg haalde de groepsfase van het toernooi makkelijk en overleefde de poule zonder veel moeite. Het overwinterde voor het eerst sinds 2005 in de Champions League. In een poule met FC Bayern München en Benfica eindigde het tweede, waarna het in de achtste finale Real Madrid CF en Juventus FC uitschakelde. In de halve finale verloor Ajax in de slotseconden de halve finale tegen Tottenham Hotspur waardoor het de finale misliep. Ajax won in 2018/19 nog wel het kampioenschap en de beker. Hiermee kwam er een einde aan vier jaar zonder prijzen.
In juli 2019 won Ajax de Johan Cruijff Schaal. In 2019/20 haalde Ajax de groepsfase van de Champions League wederom, maar wist het niet te overwinteren. In de Europa League werd het uitgeschakeld tegen Getafe CF. Ajax kreeg tijdens het vroegtijdig gestopte Eredivisie seizoen 2019/20 (door de corona pandemie) de Nederlandse Champions League ticket voor 2020/21 toegewezen. Hierin werd het wederom uitgeschakeld, maar reikte het in 2021 tot de kwartfinale van de Europa League. Het werd uitgeschakeld tegen AS Roma. Het won dat seizoen wederom zowel de landstitel als de KNVB Beker.
In seizoen 2021/22 werd Ajax wederom kampioen van Nederland. De KNVB Beker en de Johan Cruijff Schaal moest het afstaan aan concurrent PSV doordat het in beide finales aan het kortste eind trok. Europees gezien behaalde Ajax de eerste plaats in de Champions League poule, alle zes duels werden gewonnen, meestal ruim. Na de winterstop werd Ajax in de achtste finale nipt uitgeschakeld door het Portugese Benfica Lisboa (Lissabon) (2-2 uit, 0-1 thuis).

### 2022-2024: Ajax zakt compleet ineen
Per 1 juli 2022 volgde Alfred Schreuder de naar Manchester United vertrokken Erik ten Hag op als trainer van Ajax. In de zomerse transferperiode vertrokken de meeste sterkhouders van de voorgaande seizoenen, maar werd er ook flink terug geïnvesteerd. Ajax begon, ondanks de nederlaag tegen PSV in de Johan Cruijff schaal (3-5), het seizoen 2022/23 relatief goed met zes zeges op rij in de eredivisie, maar dit sloeg vanaf 18 september 2022 om na een 2-1 uitnederlaag tegen AZ. Ajax werd al vrij snel uitgeschakeld in de Champions League in een poule met Liverpool FC, SSC Napoli en Rangers FC, waarin Ajax over het geheel genomen zeer slecht presteerde. Thuis tegen Napoli werd op 4 oktober 2022 zelfs met 5 doelpunten verschil verloren (1-6), de grootste nederlaag van Ajax ooit in Europees verband. Na zeven wedstrijden op rij zonder overwinning werd hoofdtrainer Alfred Schreuder ontslagen. John Heitinga volgde Schreuder op 29 januari 2023 op als interim. Onder Heitinga wist Ajax, ondanks een goede start met zeven zeges op rij, het niet om te keren. Ajax eindigde na een matig tot redelijk seizoen 2022/23 op de derde plaats in de Eredivisie, achter kampioen Feyenoord en PSV. Dit was de laagste eindklassering van de club sinds seizoen 2008/09, waarin het eveneens als derde eindigde. Ajax werd na de winterstop in de eerste knock-out fase van de Europa League uitgeschakeld door Union Berlin (3-1). Ajax reikte nog wel tot de finale van de KNVB Beker, deze werd echter verloren van PSV na strafschoppen (3-2). Zodoende sloot Ajax het seizoen, voor het eerst sinds 2017/18, af zonder prijs. Algemeen directeur Edwin van der Sar stapte na het seizoen op.
Per 19 mei 2023 trad Sven Mislintat in functie als sportdirecteur van Ajax. Hiermee werd hij de opvolger van Marc Overmars, die begin 2022 vertrok. Mislintat stelde in de zomer van 2023 Maurice Steijn aan als hoofdtrainer. Mislintat gaf circa 111 miljoen euro uit aan transfers. Ajax behaalde in 2023-2024 de slechtste seizoenstart in negenenvijftig jaar. Ajax zakte van positie 9 in de eredivisie na ronde 4 (3-9-2023) naar de laagste plaats, plaats 18 na ronde 10 (29-10-2023). Na 12 ronden (12-11-2023) stond Ajax op plaats 12. De positie van directeur Mislintat kwam in verlegenheid nadat was gebleken dat hij een transfer had laten plaatsvinden via een spelersmakelaar die investeerder was van zijn bedrijf, dit zou in strijd zijn met de corporate governance verklaring van de club. Ook oud-werkgever VfB Stuttgart startte een onderzoek naar de transfers van Mislintat. Op 24 september 2023 werd de De Klassieker gespeeld, deze ging met 0-4 verloren, nadat de wedstrijd eerst door rellen was gestaakt. In de avond van 24 september werd Mislintat per direct ontslagen, onder andere gebrek aan een breed draagvlak binnen de club was een van de redenen.
Na ook een nederlaag uit tegen het op dat moment als achttiende geklasseerde FC Utrecht (4-3) stond Ajax voor het eerst in de clubgeschiedenis op plek 17. Eén dag later gingen Maurice Steijn en Ajax per direct uit elkaar. Op 29 oktober 2023 behaalde Ajax een historisch dieptepunt. Ajax verloor in Eindhoven met 5-2 van PSV. Hiermee kwam Ajax voor het eerst sinds de oprichting van de club op de laatste plaats, plek 18 in de Eredivisie terecht. Een dag na het verlies tegen PSV werd bekend dat John van 't Schip tot het einde van het seizoen de hoofdtrainer zou worden.
Ajax slaagde er onder de leiding van Van 't Schip te klimmen naar plek 5 in de eredivisie. In de Europa League poule eindigde Ajax als derde, wat een vervolg in de Conference League betekende, waar het in de laatste zestien verloor van Aston Villa FC. In de beker werd Ajax met 3-2 uitgeschakeld door de derde klasse amateurs van USV Hercules.
In het voor Ajax in veel opzichten catastrofale seizoen 2023-2024 eindigde Ajax met 56 punten en een doelsaldo van +13 nipt als vijfde. De laagste klassering in 25 jaar sinds 1998-1999, het laagste puntenaantal (bij drie punten voor een overwinning) en het laagste doelsaldo in de eredivisie in 59 jaar na het seizoen 1964-1965. Ook verloor Ajax twee keer met record cijfers van Feyenoord (0-4 thuis en 6-0 uit, 0-10 in totaal), en voor het eerst van een (derde klasse) amateur ploeg in de beker.

### 2024-heden: wederopbouw
In 2024 werden er grote veranderingen doorgevoerd. Zo kwam Alex Kroes als nieuwe techisch directeur en Marijn Beuker als nieuwe directeur voetbal. Ook kwam er voor het eerst sinds 1998 een buitenlandse trainer, de Italiaan Francesco Farioli. Onder zijn leiding werd de Europa League fase gehaald waar Ajax als twaalfde eindigde, wat een play-off plek opleverde. Uiteindelijk strandde Ajax in maart 2025 in de achtste finale van de Europa League tegen Eintracht Frankfurt; in de thuiswedstrijd werd er met 1–2 verloren en een week later in de returnwedstrijd in Duitsland met 4–1. Op 9 februari 2025 stond Ajax voor het eerst sinds 5 november 2022 na een weekend weer op de eerste plaats in de Eredivisie. Ajax won in dit seizoen alle wedstrijden tegen rivalen Feyenoord en PSV, en streed tot de laatste dag mee om de landstitel. AFC Ajax sloot uiteindelijk het seizoen af met een tweede plaats en plaatste zich daardoor rechtstreek voor de competitiefase van de UEFA Champions League. Op 19 mei 2025, een dag na de laatste wedstrijd van de Eredivisie, liet AFC Ajax en trainer Farioli weten dat hun samenwerking ging stoppen. John Heitinga werd op 31 mei 2025 aangesteld als nieuwe hoofdcoach.

## Teams

### Eerste elftal
Selectie 2025/26:
| Nr.         | Nat.                  | Naam                  | Contract tot |
| ----------- | --------------------- | --------------------- | ------------ |
| Doel        |                       |                       |              |
| 1           | Vlag van Tsjechië     | Vítězslav Jaroš       | 30 juni 2026 |
| 12          | Vlag van Nederland    | Joeri Heerkens        | 30 juni 2030 |
| 22          | Vlag van Nederland    | Remko Pasveer         | 30 juni 2026 |
| Verdediging |                       |                       |              |
| 2           | Vlag van Brazilië     | Lucas Rosa            | 30 juni 2029 |
| 3           | Vlag van Denemarken   | Anton Gaaei           | 30 juni 2028 |
| 4           | Vlag van Japan        | Ko Itakura            | 30 juni 2029 |
| 5           | Vlag van Nederland    | Owen Wijndal          | 30 juni 2027 |
| 13          | Vlag van Turkije      | Ahmetcan Kaplan       | 30 juni 2027 |
| 15          | Vlag van Nederland    | Youri Baas            | 30 juni 2028 |
| 30          | Vlag van Nederland    | Aaron Bouwman         | 30 juni 2027 |
| 37          | Vlag van Kroatië      | Josip Šutalo          | 30 juni 2028 |
| Middenveld  |                       |                       |              |
| 6           | Vlag van Nederland    | Youri Regeer          | 30 juni 2029 |
| 8           | Vlag van Nederland    | Kenneth Taylor        | 30 juni 2027 |
| 10          | Vlag van Israël       | Oscar Gloukh          | 30 juni 2030 |
| 18          | Vlag van Nederland    | Davy Klaassen         | 30 juni 2027 |
| 21          | Vlag van Nederland    | Branco van den Boomen | 30 juni 2027 |
| 24          | Vlag van België       | Jorthy Mokio          | 30 juni 2028 |
| 28          | Vlag van Nederland    | Kian Fitz-Jim         | 30 juni 2027 |
| Aanval      |                       |                       |              |
| 7           | Vlag van Spanje       | Raúl Moro             | 30 juni 2030 |
| 9           | Vlag van Nederland    | Brian Brobbey         | 30 juni 2027 |
| 11          | Vlag van België       | Mika Godts            | 30 juni 2029 |
| 17          | Vlag van Noorwegen    | Oliver Edvardsen      | 30 juni 2028 |
| 19          | Vlag van Nederland    | Don-Angelo Konadu     | 30 juni 2028 |
| 20          | Vlag van Burkina Faso | Bertrand Traoré       | 30 juni 2026 |
| 23          | Vlag van Nederland    | Steven Berghuis       | 30 juni 2027 |
| 25          | Vlag van Nederland    | Wout Weghorst         | 30 juni 2026 |

### Beloftenelftal
Jong Ajax, voorheen bekend als Ajax 2, is het tweede elftal van AFC Ajax. Het team bestaat voornamelijk uit jonge talenten uit de Ajax Jeugdopleiding die ervaring opdoen in het professionele voetbal, aangevuld met spelers uit het eerste elftal die om uiteenlopende redenen niet bij Ajax 1 actief zijn.
Tot 2013 speelde Jong Ajax in de Beloften Eredivisie, maar het sinds het seizoen 2013/14 komt het uit in de Eerste Divisie, het op een na hoogste niveau in Nederland. Onder leiding van Michael Reiziger en met spelers als Noa Lang en Noussair Mazraoui schreef Jong Ajax in 2018 geschiedenis door als eerste beloftenteam deze competitie te winnen. Jong Ajax mag van de KNVB niet promoveren naar de Eredivisie.

### Vrouwenelftal
Op 18 mei 2012 maakte Ajax bekend een vrouwentak op te richten die zou deelnemen aan de nieuw gevormde Women's BeNe League. Voor de oprichting en begeleiding van het vrouwenelftal stelde de club oud-international Marleen Molenaar aan, waarna Daphne Koster werd aangesteld als Manager Vrouwenvoetbal. 
De Ajax Vrouwen behaalden hun eerste landstitel in de Vrouwen Eredivisie in het seizoen 2016/17. Hun grootste Europese succes kwam in het seizoen 2023/24, toen ze de kwartfinales van de UEFA Women's Champions League bereikten.

### Amateurtak
AFC Ajax Amateurs, ook bekend als Ajax Zaterdag, is de amateurtak van AFC Ajax. De thuiswedstrijden worden gespeeld op Sportpark De Toekomst, het trainingscomplex van AFC Ajax. Het elftal speel momenteel in de Derde Divisie van Nederland.

## Overige sporten

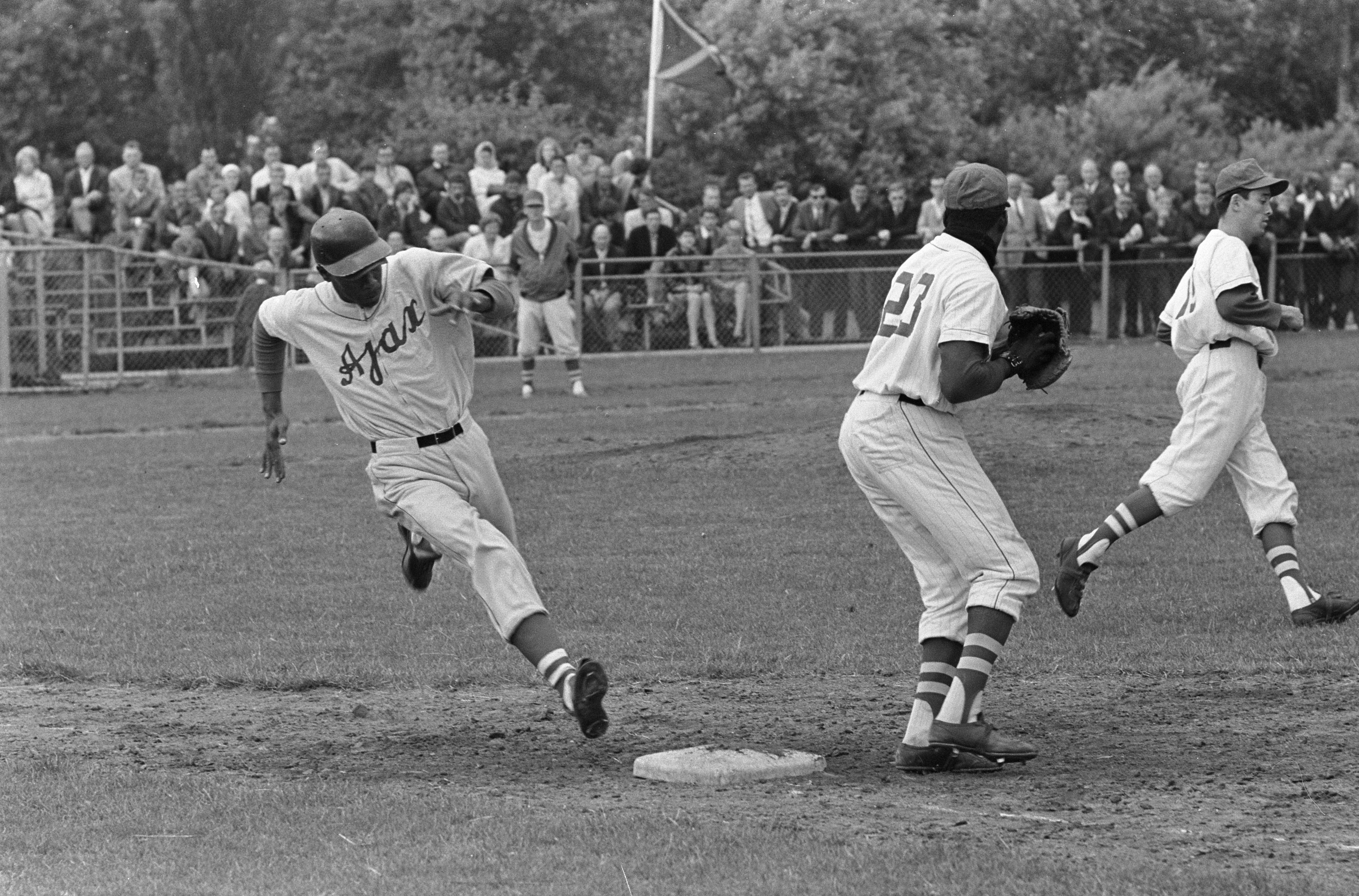
Ajax - Sparta 23 juli 1967

### Honkbal
Ajax Honkbalvereniging Amsterdam (1922–1972), ook bekend als Ajax HVA, Ajax Amsterdam of simpelweg Ajax, was de honkbalafdeling van AFC Ajax. De vereniging was in 1921 medeoprichter van de Nederlandse honkbalcompetitie. Het team behaalde vier landstitels, namelijk in 1924, 1928, 1942 en 1948.

### eSports
In 2016 nam Ajax deel aan de nieuw opgerichte eDivisie, de Nederlandse competitie voor spelers van voetbalcomputerspellen. Met Dani Hagebeuk als eerste contractspeler kroonde Ajax zich tot de allereerste landskampioen van Nederland.

## Stadions
Ajax heeft in de loop der jaren op verschillende locaties gespeeld. Het begon in 1893 op een veld in de toenmalige gemeente Nieuwer-Amstel, nog voordat de club officieel werd opgericht. Voor vijftien gulden per half jaar werd er een weiland gehuurd. In 1896 werd het veldje bij de gemeente Amsterdam gevoegd.
In 1900 verhuisde de club naar Amsterdam-Noord, waar tot 1907 tussen de weilanden werd gespeeld. In 1907 nam Ajax intrek in het eerste voetbalstadion van Amsterdam, in de volksmond Het Houten Stadion genoemd. Het stadion lag dichter bij het centrum dan de vorige locaties, maar er ontbraken nog steeds tribunes, die er pas in 1911 kwamen, kleedkamers en stromend water. Het stadion bleek toch te klein te zijn: na vier opeenvolgende landstitels in de jaren 1930 werd er in 1934 verhuisd naar stadion De Meer.
Dit stadion zou het meest legendarische stadion uit dit rijtje worden: er speelden voetballers als Johan Cruijff, Sjaak Swart en Marco van Basten. De gemeente Amsterdam wilde bouwen in het geannexeerde Watergraafsmeer, dus liet Ajax een stadion bouwen in Betondorp. Het stadion mocht maximaal 300.000 gulden kosten, en zelfs de spelers betaalden mee. De openingswedstrijd was op 9 december 1934 tegen Stade français, een wedstrijd die met 5-1 werd gewonnen. Het duurde tot 1971 tot er lichtmasten werden geplaatst.

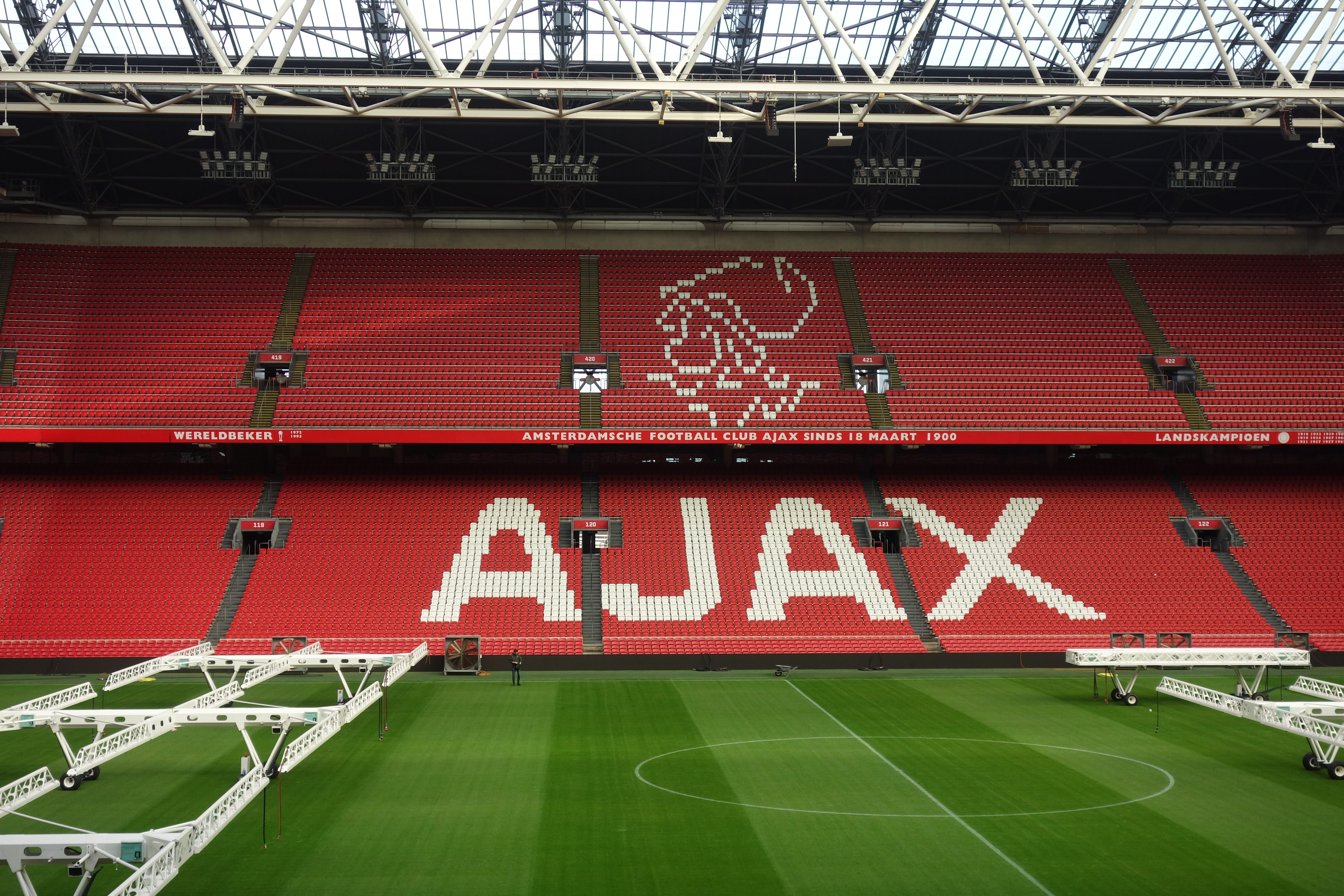
Johan Cruijff ArenA

In 1996 vertrok Ajax, na er 62 jaar gespeeld te hebben, uit De Meer. Het stadion had, onder andere door nieuwe veiligheidsregels van de UEFA, zijn langste tijd gehad. In die jaren gebruikte Ajax het Olympisch Stadion als uitvalsbasis voor zijn belangrijkste duels: stadion De Meer kon niet meer dan 29.500 personen herbergen, terwijl het Olympisch Stadion vanaf 1937 64.000 plaatsen kende. Met de bouw van de Amsterdam ArenA werd het Olympisch Stadion in 1996 gedag gezegd. In dit stadion werd op 14 augustus 1996 geopend met een vriendschappelijk duel tegen AC Milan. Het stadion werd in 2018 na het overlijden van clubicoon Johan Cruijff vernoemd tot de Johan Cruijff ArenA.

## Jeugdopleiding

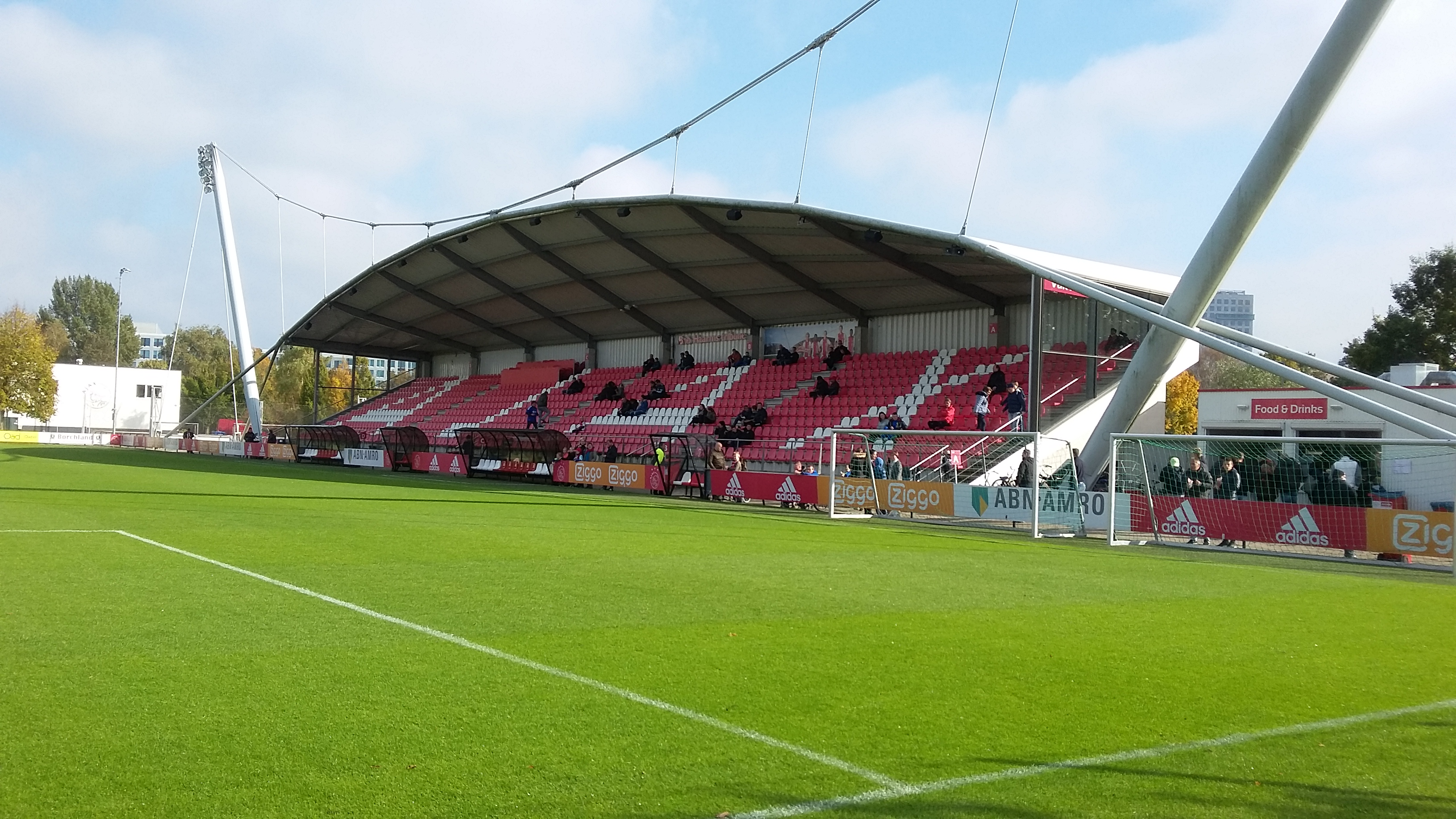
Sportpark De Toekomst

AFC Ajax staat vanouds bekend om haar jeugdopleiding. Deze opleiding volgt het Ajax-systeem van "Techniek, Inzicht, Persoonlijkheid en Snelheid" (TIPS). De jeugdelftallen spelen volgens hetzelfde 4-3-3 systeem met vleugelspelers als het eerste elftal. Hierdoor wordt de doorstroming vergemakkelijkt. Jaarlijks stromen echter maar ongeveer twee a drie voetballers uit de jeugd door naar het eerste elftal. Spelers die de top bij Ajax uiteindelijk niet weten te halen belanden vaak bij andere clubs in de Eredivisie waardoor de jeugdopleiding van Ajax ook wel een kweekvijver van het Nederlandse voetbal genoemd wordt.
Bekende jeugdspelers
| - Toby Alderweireld - Marco van Basten - Donny van de Beek - Dennis Bergkamp - John Bosman - Edgar Davids - Daley Blind - Frank de Boer - Ronald de Boer - Johan Cruijff - Christian Eriksen | - Ryan Gravenberch - John Heitinga - Nigel de Jong - Piet Keizer - Davy Klaassen - Patrick Kluivert - Ruud Krol - Matthijs de Ligt - Andy van der Meyde - Abdelhak Nouri - Michael Reiziger | - Frank Rijkaard - Edwin van der Sar - Clarence Seedorf - Wesley Sneijder - Maarten Stekelenburg - Sjaak Swart - Rafael van der Vaart - Thomas Vermaelen - Jan Vertonghen - Richard Witschge |

### Abdelhak Nouri Trofee
De Abdelhak Nouri Trofee (van 2007 t/m 2017 de Sjaak Swart Trofee) is de prijs voor de beste speler van De Toekomst (de jeugdopleiding), gekozen door de jeugdtrainers van Ajax.
| Jaar | Winnaar                    |
| ---- | -------------------------- |
| 2000 | Rafael van der Vaart       |
| 2001 | John Heitinga              |
| 2002 | Wesley Sneijder            |
| 2003 | Kenneth Vermeer            |
| 2004 | Hedwiges Maduro            |
| 2005 | Murat Yıldırım             |
| 2006 | Donovan Slijngard          |
| 2007 | Siem de Jong               |
| 2008 | Daley Blind                |
| 2009 | Aras Özbiliz               |
| 2010 | Christian Eriksen          |
| 2011 | Davy Klaassen              |
| 2012 | Mickey van der Hart        |
| 2013 | Damon Mirani               |
| 2014 | Aschraf El Mahdioui        |
| 2015 | Donny van de Beek          |
| 2016 | Matthijs de Ligt           |
| 2017 | Justin Kluivert            |
| 2018 | Ryan Gravenberch           |
| 2019 | Naci Ünüvar                |
| 2020 | Devyne Rensch              |
| 2021 | Amourricho van Axel Dongen |
| 2022 | Charlie Setford            |
| 2023 | Jorrel Hato                |
| 2024 | Lucas Jetten               |

## Logo en shirt

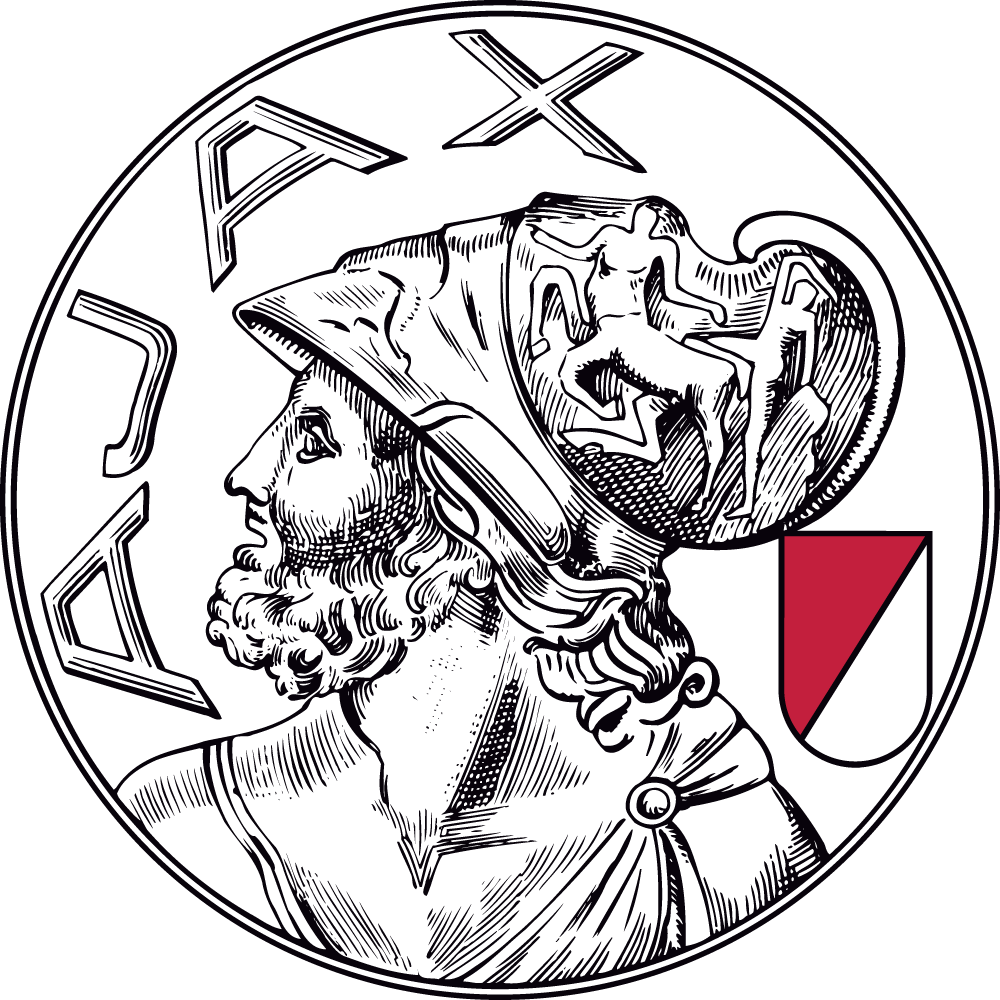
Het klassieke Ajax-logo dat vanaf het seizoen 2025/26 weer op het shirt staat.

### Logo
In 1900, bij de oprichting van de club, bestond het embleem van Ajax uit een afbeelding van een Ajax-speler. Na de promotie naar de hoogste divisie in 1911 werd het logo enigszins aangepast om beter aan te sluiten bij de nieuwe clubtenues. In 1928 werd het iconische logo met het hoofd van de Griekse held Ajax geïntroduceerd. In 1990 onderging het embleem opnieuw een verandering en kreeg het een abstractere vorm. Dit moderne ontwerp behield het portret van Ajax, maar bestond uit slechts elf lijnen, als symbool voor de elf spelers van een voetbalteam. Veel supporters vonden dat het oude logo beter aansloot bij de uitstraling van de club. Na jaren van protest maakte Ajax op 17 november 2024 via de officiële website bekend dat het klassieke logo uit 1928 terugkeert voor het seizoen 2025-2026, na een afwezigheid van 34 jaar.

### Bevroren rugnummers

#### Rugnummer 14

Het iconische rugnummer 14

Rugnummer 14 is sinds het begin van het Eredivisie-seizoen 2007/08 bevroren ter ere van Ajax’ grootste voetballer, Johan Cruijff. De club nam deze beslissing ter gelegenheid van Cruijffs 60e verjaardag. Hij droeg dit rugnummer tijdens zijn carrière bij Ajax. Onder zijn leiding beleefde Ajax zijn eerste grote Europese successen, met onder andere drie opeenvolgende zeges in de Europa Cup I en winst van de Wereldbeker.
De laatste speler die met het rugnummer 14 een officiële wedstrijd mocht spelen was Roger García. In de voorbereiding van het seizoen 2010/11 speelde Marvin Zeegelaar een duel met het rugnummer 14. Dit bleek een fout te zijn. Ook in de voorbereiding op het seizoen 2011/12 werd rugnummer 14 opnieuw vergeven, ditmaal aan Aras Özbiliz.
Lijst van spelers na Johan Cruijff met het rugnummer 14:
| - 1973/74 - Zoltán Varga - 1974/75 - Jan Mulder - 1975/76 - Geert Meijer - 1976/77 - Frank Arnesen - 1977/78 - Frank Arnesen - 1978/79 - Tscheu La Ling - 1979/80 - Karel Bonsink - 1980/81 - Frank Rijkaard (hier is twijfel over) - 1981/82 - Sonny Silooy - 1982/83 - Marco van Basten | - 1997/98 - Dani - 1998/99 - Dani - 1999/00 - Martijn Reuser - 2000/01 - Brutil Hosé - 2001/02 - Sjota Arveladze - 2002/03 - Jan van Halst - 2003/04 - Jelle Van Damme - 2004/05 - Thomas Vermaelen - 2005/06 - Maxwell - 2006/07 - Roger García |

#### Rugnummer 34
Rugnummer 34 is sinds het tragische incident met Abdelhak Nouri, die van 2015 tot 2017 voor Ajax 1 speelde, niet meer uitgegeven. Nouri kreeg tijdens een oefenwedstrijd tegen Werder Bremen ernstige hartritmestoornissen. Het nummer is echter niet officieel bevroren.

### Shirtsponsor
De eerste grote shirtsponsor van de club was het Japanse elektronicaconcern TDK (1982/1983-1990/1991). Daarna waren de ABN AMRO-bank en verzekeraar AEGON sponsor. Op 1 januari 2015 werd Ziggo hoofdsponsor van Ajax. De overeenkomst met Ziggo heeft een looptijd tot en met medio 2027, met een optie tot medio 2029. De eerste kledingsponsoren waren Le Coq Sportif (begin 1973-1976/77; 1980/81-eind 1984), Puma (1977/78-1978/79) en Cor du Buy (1979/80). De huidige kledingsponsor is Adidas, dat een contract heeft tot medio 2031.
| Periode   | Kledingsponsor | Borstsponsor | Mouwsponsor           | Rugsponsor  |
| --------- | -------------- | ------------ | --------------------- | ----------- |
| 1973-1977 | Le Coq Sportif | geen         | geen                  | geen        |
| 1977-1979 | Puma           | geen         | geen                  | geen        |
| 1979-1980 | Cor du Buy     | geen         | geen                  | geen        |
| 1980-1982 | Le Coq Sportif | geen         | geen                  | geen        |
| 1982-1984 | Le Coq Sportif | TDK          | geen                  | geen        |
| 1985-1989 | Kappa          | TDK          | geen                  | geen        |
| 1989-1991 | Umbro          | TDK          | geen                  | geen        |
| 1991-2000 | Umbro          | ABN AMRO     | geen                  | geen        |
| 2000-2008 | Adidas         | ABN AMRO     | geen                  | geen        |
| 2008-2014 | Adidas         | AEGON        | geen                  | geen        |
| 2015-2019 | Adidas         | Ziggo        | geen                  | geen        |
| 2020-2021 | Adidas         | Ziggo        | Curaçao Tourist Board | geen        |
| 2021-2022 | Adidas         | Ziggo        | Curaçao Tourist Board | geen        |
| 2022-2023 | Adidas         | Ziggo        | Curaçao Tourist Board | GigaNet     |
| 2023-2024 | Adidas         | Ziggo        | Curaçao Tourist Board | Ziggo Sport |
| 2024-2025 | Adidas         | Ziggo        | Team Rockstars IT     | Ziggo Sport |
| 2025-2026 | Adidas         | Ziggo        | Team Rockstars IT     | Olympia     |
| 2026-2027 | Adidas         | Ziggo        | Team Rockstars IT     | Olympia     |

Ajax heeft een paar keer met een alternatieve shirtsponsor gespeeld. 
- Florius (2007) -  Op 1 april 2007 droeg Ajax in de wedstrijd tegen Heracles Almelo de naam Florius op het shirt.[48] Florius is een onderdeel van ABN AMRO en was destijds net gelanceerd.

- Dance4Life (2008) - De laatste competitiewedstrijd in het seizoen 2007/08, eveneens thuis tegen Heracles Almelo, stond Dance4Life op het tenue.[49][50] Dit was een gebaar van ABN AMRO, die na dat seizoen stopte met sponsoring en de laatste wedstrijd het hele sponsorpakket aan Dance4Life doneerde.

- Giro 555 (2010, 2011) - Op 24 januari 2010, bij de wedstrijd Ajax-AZ, speelden beide ploegen met Giro 555 op het shirt om aandacht te vragen voor het gironummer van de samenwerkende hulporganisaties, ten bate van de aardbeving in Haïti.[51] Hetzelfde gebeurde op 13 april 2011 toen Ajax een benefietwedstrijd speelde tegen Shimizu S-Pulse ten bate van de ramp in Japan.[52] De shirts met Giro 6868 werden later geveild.[53]

- Fonds Gehandicaptensport (2012, 2013, 2014) - Op 1 april 2012 speelde Ajax wederom tegen Heracles Almelo met een andere shirtsponsor. Op deze dag prijkte het logo van "Fonds Gehandicaptensport" op het shirt. Ajax' shirtsponsor AEGON ondersteunt al jaren het Fonds Gehandicaptensport en wilde met deze actie samen met Ajax en de Ajax foundation aandacht vragen voor de start van de jaarlijkse collecteweek.[54] Ook op 7 april 2013 speelde Ajax met Fonds Gehandicaptensport op het shirt, weer was Heracles Almelo de tegenstander. Op 30 maart 2014 prijkte het Fonds Gehandicaptensport wederom op het shirt. Ditmaal was FC Twente de tegenstander.[55]

- Silence social hate (2025) - Op 6 april 2025 speelde Ajax in de Eredivisie-wedstrijd tegen NAC in een speciaal shirt met de tekst ‘Silence Social Hate’ op de borst. Met deze actie vroeg de club aandacht voor de strijd tegen online haat en cyberpesten. Het initiatief was onderdeel van een bredere campagne van Ajax in samenwerking met partners als Adidas en Ziggo, bedoeld om bewustwording te creëren rond de impact van haatdragende berichten op sociale media..[56]

## Ajax NV

### Bestuur
Directie
- Algemeen directeur:  Menno Geelen
- Technisch directeur:  Alex Kroes
- Directeur Voetbal:  Marijn Beuker
- Financieel directeur:  Baboeram Panday
- Commercieel directeur:  Cas Biesta (interim) [57]

Raad van commissarissen (RvC)
- Voorzitter:  Carolien Gehrels
- Leden (4):  Danny Blind,  Sirik Goeman,  Dirk Anbeek,  Hermine Voûte
- Adviseur:  Louis van Gaal

### Beursnotering
Ajax is de enige Nederlandse voetbalclub met een beursnotering. De emissie op de Amsterdamse effecten beurs vond plaats op 11 mei 1998. Met een introductiekoers van 25 gulden haalde de club omgerekend 54 miljoen euro op. Na een lichte opleving zakte de koers naar een dieptepunt van €3,50. Kritiek werd gegeven dat het juridisch stramien van een naamloze vennootschap een voetbalclub niet past. Supporters maakten zich zorgen dat de sportieve belangen van de club zouden botsen met de commerciële belangen van het beursgenoteerde Ajax. Een Ajax-aandeel was anno 2008 ongeveer €5,90 waard.
In 2008 concludeerde een commissie onder leiding van erelid Uri Coronel dat de beursnotering geen waarde heeft voor de club en overwogen zou moeten worden om de beursnotering te beëindigen. De haalbaarheid en wenselijkheid van het terugkopen van de aandelen wordt echter betwijfeld.

## Vereniging Ajax
De vereniging AFC Ajax telt ruim 700 leden met stemrecht en bezit 73% van de aandelen van AFC Ajax NV. De vereniging wordt geleid door de bestuursraad, die bestaat uit negen personen, onder leiding van voorzitter Ernst Boekhorst.

### Bestuursraad
- Voorzitter:  Ernst Boekhorst
- Leden (7):  John Busink,  Marjon Eijlers,  Giovanni Fränkel,  Pim van Dord,  René Zegerius,  Edo Ophof,  Christian Visser

### Voorzitters
Ajax heeft sinds de oprichting van de vereniging zestien verschillende voorzitters gehad. De eerste voorzitter was de oprichter Floris Stempel. Sinds 2023 is Ernst Boekhorst voorzitter van de club. Tussen hen in hebben bekende namen zoals Jaap van Praag en later zijn zoon Michael van Praag onder andere de club geleid. Sinds de oprichting van de NV in 1998 is de rol van voorzitter van de vereniging aanzienlijk kleiner dan voorheen, omdat de dagelijkse leiding van de profafdeling volledig in handen is van de directie.

### Ereleden
Ajax kent 52 ereleden, van mensen die zich bestuurlijk voor de club hebben ingezet tot spelers die Ajax sportief naar grotere hoogten hebben getild. Inmiddels zijn 42 van hen overleden en bestaat de huidige groep uit 10 ereleden. Piet Keizer was erelid van januari 2010 tot mei 2011; hij gaf zelf te kennen geen erelid meer te willen zijn. Joop Pelser werd geroyeerd wegens zijn gedrag tijdens de Tweede Wereldoorlog.
- Hennie Henrichs
- Arie van Os
- Michael van Praag
- Rob Been sr.
- Sjaak Swart
- Leo van Wijk
- Hans Bijvank
- Jan Buskermolen
- Louis van Gaal
- Dick Schoenaker

De inmiddels 42 overleden ereleden (gerangschikt op datum van overlijden):
- Floris Stempel
- Han Dade
- Chris Holst
- L.W. (Lou) van Vliet
- F.H. Stallman
- K.W.F. (Karel) van der Lee
- Henk Alofs
- Frans Schoevaart
- Jan Grootmeijer
- Jan Oudheusden
- Willem Egeman
- Jan Schoevaart
- Marius Koolhaas
- Jordanus Roodenburgh
- Theo Brokmann sr.
- F.H.W. de Bruijn
- Jan de Boer
- Frans Couton
- Dolf Desmit
- Wim Anderiesen
- Wim Volkers
- Jan Elzenga
- Roef Vunderink
- Kick Geudeker
- Gerard de Jongh
- Jack Reynolds
- Ferry Dukker
- Arie de Wit
- Wim Bruijnesteijn
- Jan Westrik
- Jaap van Praag
- Henk Hordijk
- Tinus Middendorp
- Rinus Michels
- Henk Timman
- Jan Potharst
- Bobby Haarms
- André Kraan
- Willem Schoevaart
- Johan Cruijff
- Uri Coronel
- Tijn Middendorp

### Lucky Ajax
Lucky Ajax is de vereniging van oud-spelers van Ajax, opgericht op 1 december 1992 door Sjaak Swart, Piet Keizer en Dick Schoenaker. De vereniging draait om plezier en gezelligheid en treedt daarnaast op als gelegenheidsteam van oud-profspelers van de Amsterdamse voetbalclub. Tot op de dag van vandaag is Sjaak Swart de drijvende kracht achter het team.
Tot de deelnemers aan de regelmatig wisselende formatie behoorden door de jaren heen vele bekende oud-spelers, zoals onder andere Barry Hulshoff, Sonny Silooy, Simon Tahamata, Ronald Koeman, Tscheu La Ling, Gerrie Mühren, John van 't Schip, Bryan Roy, Stanley Menzo, Peter van Vossen en Fred Grim. 
De naam is afgeleid van het gezegde "lucky Ajax", dat wordt gebezigd als Ajax door gelukkig toeval of een scheidsrechterlijke dwaling een wedstrijd winnend beëindigt. 
Voorzitters van Lucky Ajax 
- Piet Keizer (1992-1998)
- Theo de Groot (1998-2011)
- Theo van Duivenbode (2011-2024)
- Jan Buskermolen (2024-heden)

## Samenwerkingen
AFC Ajax werkt op verschillende gebieden met andere clubs uit binnen- en buitenland samen. De clubs waar Ajax op dit moment tijdelijk mee samenwerkt zijn:
- Athletico Paranaense
- CF Pachuca
- Sharjah FC
- Gamba Osaka

Daarnaast werkt Ajax samen met tientallen partnerclubs, amateurclubs uit de regio waarmee wordt samengewerkt omwille van de jeugdopleiding.

### Satellietclubs
Eind twintigste eeuw begon Ajax met het opzetten van satellietclubs in het buitenland door meerderheidsbelangen te verwerven in diverse clubs. 
 Ajax Cape Town (1999-2020) - In 1999 werd Ajax Cape Town in Zuid-Afrika opgericht door de fusie van twee clubs, waarbij Ajax een belang van 51% verwierf. Deze samenwerking hield stand tot 2020. In ruim twintig jaar maakten slechts enkele spelers, zoals Steven Pienaar, Eyong Enoh, Thulani Serero en Lassina Traoré, de overstap naar Ajax Amsterdam. 
 Germinal Beerschot (1999-2003) - Na de fusie in 1999 sloot Ajax een samenwerkingsverband met het Belgische Germinal Beerschot. De focus lag voornamelijk op de begeleiding en verdere ontwikkeling van de jeugdopleiding. Ajax verwierf aanvankelijk een belang van 30%, dat in 2000 werd verhoogd naar 51% en in 2001 zelfs tot 72,5%. Hoewel de aandelen in 2003 werden verkocht, bleven de clubs samenwerken. Bekende spelers die de overstap van Beglië naar Amsterdam maakten zijn onder andere Thomas Vermaelen, Jan Vertonghen en Toby Alderweireld.

## Staf

### Technische staf
- Hoofdtrainer:  John Heitinga
- Assistent-trainer (2):  Marcel Keizer,  Frank Peereboom,  Urby Emanuelson

### Trainers
In de beginjaren van Ajax had de club louter Engelse trainers aan het roer. Na de eerste coach, John Kirwan, volgde in 1915 de legendarische Jack Reynolds. Met enkele onderbrekingen leidde hij Ajax maar liefst 25 seizoenen. De eerste Nederlander die het trainerschap op zich nam, was Jan Distelbrink, zij het op interim-basis. De eerste officiële Nederlandse trainers waren het duo Wim Volkers en Arie de Wit, gevolgd door Dolf van Kol, die drie jaar lang aanbleef.
In januari 1965 werd Rinus Michels de eerste Nederlandse trainer sinds Van Kol. Michels, die als midvoor 264 wedstrijden voor Ajax had gespeeld, luidde een succesvolle periode in. Onder zijn leiding won Ajax voor het eerst de Europa Cup I. Michels betekende een omslag in het trainersbeleid: waar Ajax voorheen buitenlandse coaches aantrok, richtte de club zich voortaan op Nederlandse oefenmeesters. Na een kwart eeuw met uitsluitend Nederlandse trainers werd de Italiaan Francesco Farioli in 2024 de eerste buitenlandse coach sinds de Deen Morten Olsen, die in december 1998 vertrok.
Sinds het vertrek van Michels in 1971 hebben ongeveer 30 trainers de leiding gehad (uitgezonderd hele korte interims) met een gemiddelde duur van minder dan twee jaar. Slechts zeven coaches bleven langer dan twee jaar aan: Louis van Gaal (5 jaar en 9 maanden), Frank de Boer (5 jaar en 5 maanden), Erik ten Hag (4 jaar en 6 maanden), Ronald Koeman (3 jaar en 3 maanden), Aad de Mos (2 jaar en 10 maanden), Johan Cruijff (2 jaar en 7 maanden) en Leo Beenhakker (2 jaar en 3 maanden).

### Aanvoerders (vanaf half 1964)
| - 1964-1967 Frits Soetekouw - 1967-1970 Gert Bals - 1970-1971 Velibor Vasović - 1971-1972 Piet Keizer - 1972-1973 Johan Cruijff - 1973-1974 Piet Keizer - 1974-1980 Ruud Krol - 1980-1981 Frank Arnesen - 1981-1983 Søren Lerby - 1983-1985 Dick Schoenaker - 1985 Frank Rijkaard - 1986-1987 Marco van Basten - 1987-1992 John van 't Schip - 1992-1999 Danny Blind - 1999-2001 Aron Winter - 2001-2003 Cristian Chivu - 2003-2004 Jari Litmanen | - 2004-2005 Rafael van der Vaart - 2005-2006 Tomáš Galásek - 2006-2007 Jaap Stam - 2007-2009 Klaas-Jan Huntelaar - 2009 Thomas Vermaelen - 2009-2011 Luis Suárez - 2011 Maarten Stekelenburg - 2011-2012 Jan Vertonghen - 2012-2014 Siem de Jong - 2014-2015 Niklas Moisander - 2015-2017 Davy Klaassen - 2017-2018 Joël Veltman - 2018-2019 Matthijs de Ligt - 2019-2023 Dušan Tadić - 2023-2024 Steven Bergwijn - 2024-2025 Jordan Henderson - 2025-heden Davy Klaassen |

## Supporters

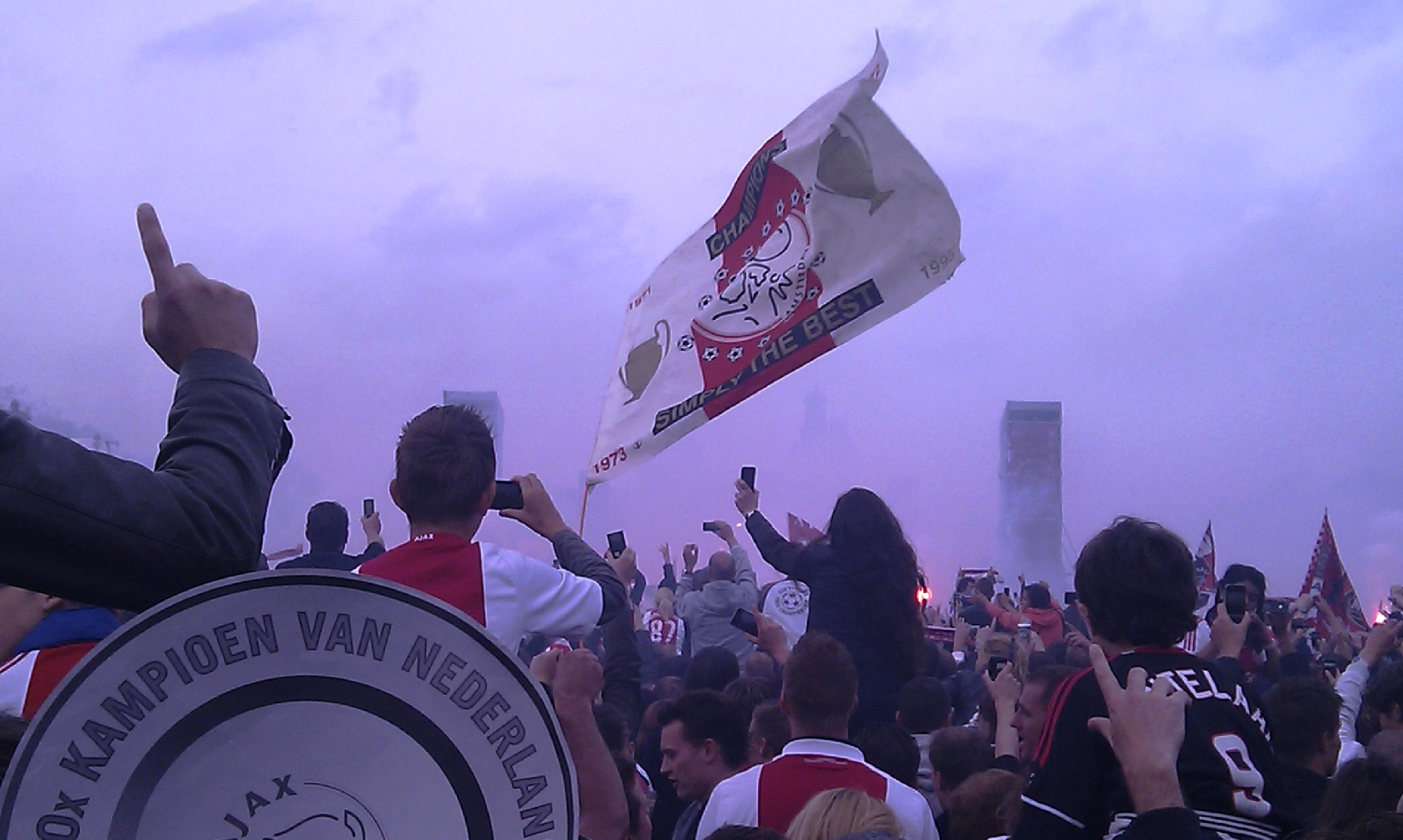

Ajax staat bekend om haar fanatieke supporterskernen, waarvan de F-Side en het voormalige VAK410 de bekendste voorbeelden zijn. De F-Side werd opgericht op 3 oktober 1976 zit in de Johan Cruijff ArenA pal achter het doel aan de zuidkant van het stadion in de vakken 125 t/m 129. De supporters van de F-Side zorgen voor sfeer in het stadion, maar staan ook bekend voor het rellen tijdens en na wedstrijden. Als de toss het toelaat, speelt Ajax altijd de tweede helft richting de F-Side. F-Side heeft geen eigen zitplaatsen, maar staat tijdens de wedstrijd.
Een andere bekende supporterskern was VAK410 (opgericht in 2001). De supporters van VAK410 bevonden zich lange tijd in de zuidhoek van het stadion op de bovenste ring, vak 424 en 425. Vanaf het begin tot 2008 stonden zij echter aan de noordwestkant, in vak 410 (vandaar de naam). De supporters van VAK410 maakten meer sfeeracties in het stadion met onder meer grote spandoeken. Mede door een, door opzeggingen en stadionverboden, kleiner wordende groep, én de aankomende nieuwe verhuizing naar de zuidkant, werd in 2016 besloten te stoppen met VAK410 als supporterskern. De supporters van het toenmalige VAK410 hadden in de zomer van 2016 de mogelijkheid om overgeplaatst te worden naar de vernieuwde F-Side. Hier ontstond de groep 'Ultras Amsterdam'. Bij de verhuizing van VAK410 naar de F-Side zijn ook de steiger en speakerinstallatie, die op het toenmalige vak stonden en onderdeel waren van de beleving van VAK410, meegegaan naar het middelste vak van de F-Side (vak 127).
Uit de Football Top 20 van onderzoeksbureau SPORT+MARKT is gebleken dat Ajax in 2010 ongeveer 7,1 miljoen supporters in Europa heeft, een stuk meer dan rivalen Feyenoord en PSV met respectievelijk 1,6 en 1,3 miljoen. Deze 7,1 miljoen supporters leveren Ajax een 15e plaats op de Europese ranglijst op. Daarnaast is volgens het onderzoek 39% van de Nederlandse voetballiefhebbers Ajacied. Ajax heeft niet alleen veel supporters, maar ook veel fans gaan naar Europese wedstrijden. Met gemiddeld 53.056 toeschouwers per wedstrijd stond Ajax in 2019 op de dertiende plek in Europa, boven grote clubs zoals Paris SG, Liverpool FC en Chelsea FC. Kanttekening hierbij is dat niet alle clubs de capaciteit van de Johan Cruijff ArenA bezitten.

### Joodse connectie

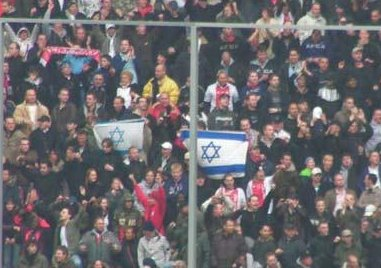
Ajax-supporters in de Galgenwaard tegen FC Utrecht, 2008.

Ajax wordt zowel nationaal als internationaal geassocieerd met een Joodse identiteit. Deze associatie ontstond omdat spelers en supporters van Ajax in het verleden werden aangeduid als "Joden." De supporters hebben deze benaming vervolgens omarmd als een geuzennaam. 
De oorsprong van deze naamgeving is echter onderwerp van discussie, omdat Ajax van oorsprong geen Joodse voetbalclub is. Voor de Tweede Wereldoorlog waren Wilhelmina Vooruit en Hortus, later gefuseerd onder de naam WV-HEDW, dé Joodse clubs van Amsterdam. Hoewel er vóór de oorlog ook Joodse voetballers bij Ajax speelden, was hun aantal niet significant hoger dan bij andere Amsterdamse clubs. De supporters van Ajax hadden echter relatief vaak een Joodse achtergrond, wat bijdroeg aan het Joodse imago van de club in de jaren 1930. Bezoekende supporters merkten de aanwezigheid van veel Joodse aanhangers op, wat deze reputatie verder versterkte.
Vandaag de dag heeft de geuzennaam "Joden" nauwelijks nog een verband met het Joodse geloof. Het gebruik ervan neemt steeds verder af, mede omdat het als kwetsend wordt ervaren door de Joodse gemeenschap in Amsterdam. Bovendien wordt de term vaak op een negatieve manier ingezet door supporters van rivaliserende clubs, wat de controverse eromheen vergroot. Een enkele keer ook door tegenstanders, zoals in maart 2011 na de wedstrijd tussen ADO Den Haag en Ajax. Na afloop van de door ADO gewonnen wedstrijd gingen de spelers Lex Immers en Charlton Vicento en de trainers John van den Brom en Maurice Steijn te ver mee in het enthousiasme van de supporters. Volgens verschillende bronnen was vooral Immers de aanstichter door de geuzennaam op een negatieve manier te gebruiken. Zo werd "we gaan op jodenjacht" naar voren gebracht. Alle betrokkenen hebben na afloop hun excuses aangeboden, maar werden alsnog door de eigen club en de KNVB gestraft. Het bestuur van Ajax en het CIDI hebben zich altijd verzet tegen het gekoketteer met het jodendom.

### Supportersvereniging Ajax
Supportersvereniging Ajax is een vereniging met ruim 90.000 leden, opgericht op 7 mei 1992. De vereniging organiseert tientallen keren per jaar grote activiteiten en evenementen binnen Nederland. Variërend van de open dag, die jaarlijks door tienduizenden bezoekers wordt bezocht, tot regionale supportersfeesten, een website en een magazineAjaxlife die twaalf keer per seizoen toegestuurd wordt.
In 2023 blokkeerde de supportersvereniging een feestelijke huldiging op het Leidseplein van de Ajax-vrouwenploeg, die dat jaar landskampioen geworden was, vanwege verbolgenheid over de slechte prestaties van de mannenploeg.

### Gemiddeld toeschouwersaantal 1978-2023
Deze grafiek laat zien hoeveel supporters de thuiswedstrijden van Ajax gemiddeld bezochten in de loop der jaren. Er is een duidelijk verschil tussen De Meer en de Johan Cruijff ArenA (vanaf 1996). In de zeer magere periode van De Meer, is er wel een tijdelijk Cruijff-effect (met name 1981/82 en enigszins nog 1982/83) en een blijvend Beenhakker-effect (1989/90 en 1990/91, dat ook onder van Gaal tussen 1991/92 en 1995/96 aanhoudt), met een relatief sterke stijging van de toeschouwersaantallen.
| 11765 |

| 14994 |

| 11085 |

| 21665 |

| 17582 |

| 12641 |

| 13006 |

| 14273 |

| 12889 |

| 10467 |

| 11823 |

| 17000 |

| 22479 |

| 18994 |

| 21429 |

| 22724 |

| 23584 |

| 21992 |

| 48069 |

| 48423 |

| 41275 |

| 40873 |

| 36339 |

| 35809 |

| 47571 |

| 48996 |

| 49595 |

| 47737 |

| 48561 |

| 49125 |

| 49014 |

| 48677 |

| 47316 |

| 50146 |

| 50490 |

| 50871 |

| 49403 |

| 49201 |

| 49551 |

| 49670 |

| 52987 |

| 53342 |

| 1860 |

| 36656 |

| 53582 |

### Clublied
Het officiële clublied van Ajax is de Ajax Marsch uit 1918, welke voor de aftrap in het stadion klinkt. Een ander bekend clublied is Mijn club, gezongen door Kees Prins (Jiskefet) op muziek van Vincent van Warmerdam. Hoewel Mijn club is ontstaan als persiflage op de voetbalwereld, speelt Ajax een ingekorte versie bij wedstrijden af.

## Rivaliteit

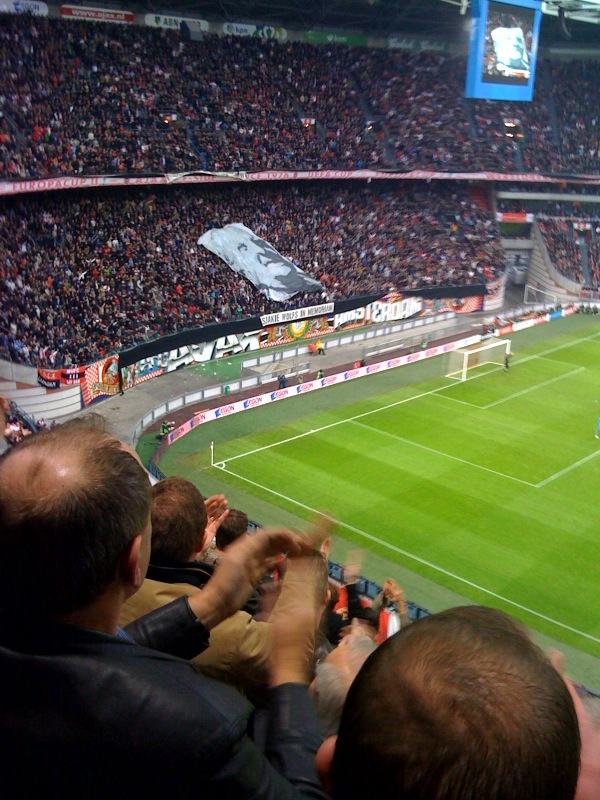
Ajaxfans eren Sjaak Wolfs in de wedstrijd tegen PSV

Als een van de drie traditionele topclubs heeft Ajax in de loop der jaren veel rivaliteit ondervonden van andere clubs in de Eredivisie.

### Rivaliteit met Feyenoord
De rivaliteit tussen Ajax en Feyenoord is bekender dan alle andere rivaliteiten tussen Nederlandse voetbalclubs. De onderlinge duels (De Klassieker) behoren tot de belangrijkste wedstrijden van het jaar en zijn altijd uitverkocht. Tot en met het seizoen 1973-1974 waren Ajax en Feyenoord de enige Nederlandse clubs die met regelmaat landskampioen werden en zich met de wereldtop konden meten. Een wedstrijd tussen beide clubs kwam in die dagen neer op een strijd om welke club de beste van Nederland was. Het is in de publieke beleving een botsing tussen het aanvallende, pressende, sierlijke, elegante en creatieve voetbal van Ajax, waarbij de bal vaak een totaal andere kant uitgaat dan waar je hem verwacht en waarbij optie 3 in plaats van 1 of 2 wordt gekozen, en het wat defensievere spel en de onverzettelijke strijdlust van Feyenoord (begin jaren zeventig: Gerrie Mühren, Johnny Rep, Johan Cruijff en Dick van Dijk versus Theo Laseroms, Wim Jansen, Dick Schneider en Willem van Hanegem). Daarnaast is het een botsing van de twee grootste steden van Nederland: de zelfbewuste uitstraling van de hoofdstad strijdt tegen de Rotterdamse arbeidersmentaliteit. In de praktijk valt er op de stereotypering van het voetbal van beide clubs veel af te dingen, deze stereotypering ging alleen zeer duidelijk op in de 5 seizoenen 1977/78 tot en met 1981/82, toen Ajax onder meer Frank Arnesen, Tscheu La Ling, Keje Molenaar, Frank Rijkaard, Gerald Vanenburg en Jesper Olsen onder contract had staan, terwijl Feyenoord onder meer Ben Wijnstekers, Michel van de Korput, Ivan Nielsen, André Stafleu, René Notten en Richard Budding in de gelederen had.
Zowel binnen als buiten het stadion hebben er in het verleden supportersrellen plaatsgevonden. Het dieptepunt is de afgesproken confrontatie geweest tussen hardekernaanhangers van de beide clubs in 1997 in een weiland nabij Beverwijk, waarbij Ajax-supporter Carlo Picornie om het leven kwam (de Slag bij Beverwijk).

### Rivaliteit met PSV
PSV is een rivaal op sportief gebied. De wedstrijden tegen PSV worden ook als toppers bestempeld sinds het seizoen 1973-1974. De rivaliteit met PSV bestaat al geruime tijd en komt voort uit diverse oorzaken, zoals de verschillende interpretatie van al dan niet recente nationale en internationale successen van beide clubs en de veronderstelde tegenstelling tussen de Randstad en de provincie. Wedstrijden tussen Ajax en PSV staan bekend als De Topper.

### Rivaliteit met AZ
AZ is binnen de provincie Noord-Holland de rivaal van Ajax. De eerste ontmoeting tussen beide clubs vond plaats in het laatste kwart van de jaren 60 van de 20e eeuw, maar de echte rivaliteit nam pas toe vanaf het seizoen 1976/77 toen AZ 6 seizoenen op rij tot en met 1981/82 altijd bij de top-4 in de eredivisie eindigde, en toen de uiterst spannende topwedstrijden Ajax-AZ en AZ-Ajax in de eredivisie sinds januari 1977 tot en met mei 1982 altijd in close finishes eindigden, met nooit meer dan 1 doelpunt verschil. De rivaliteit werd nog sterker toen AZ zich in de seizoenen 1980/81 en 2008/09 tot landskampioen kroonde. AZ daagde daarmee de gevestigde orde, inclusief Ajax, uit. Sindsdien heeft de Noord-Hollandse derby zijn status als een belangrijke confrontatie in het Nederlandse voetbalseizoen behouden, vaak met hoge inzet en impact op de competitie.

### Rivaliteit met andere clubs
Behalve Feyenoord, PSV en AZ heeft Ajax nog een aantal andere rivalen. Eén daarvan is FC Utrecht. Hoewel de Utrecht-supporters Ajax meer als rivaal beschouwen dan andersom, zijn deze duels altijd beladen: twee fanatieke supportersgroepen staan tegenover elkaar en wedstrijden waarin aan beide kanten strijd geleverd wordt, zijn eerder regel dan uitzondering. Hetzelfde geldt ook voor ADO Den Haag. De confrontaties tussen de beide supportersgroeperingen zorgen voor beladen wedstrijden. In 1987 leidt dit tot de slag om het Zuiderpark. De vermeende brandstichting in het supportershome van Ajax door ADO-hooligans en de inval van Ajacieden in het clubhuis van ADO als wraakactie hebben de onderlinge spanningen verder opgevoerd. In 2006 werd besloten dat beide clubs vijf jaar lang geen uitsupporters mochten meenemen in onderlinge duels.
In het verleden waren Amsterdamse rivalen Blauw-Wit, DWS en De Volewijckers, die in 1972 opgingen in FC Amsterdam en dat na tien jaar failliet ging in 1982.

## Erelijst

### Officiële toernooien
| Type         | Competitie                 | Titels | Seizoenen |
| ------------ | -------------------------- | ------ | --- |

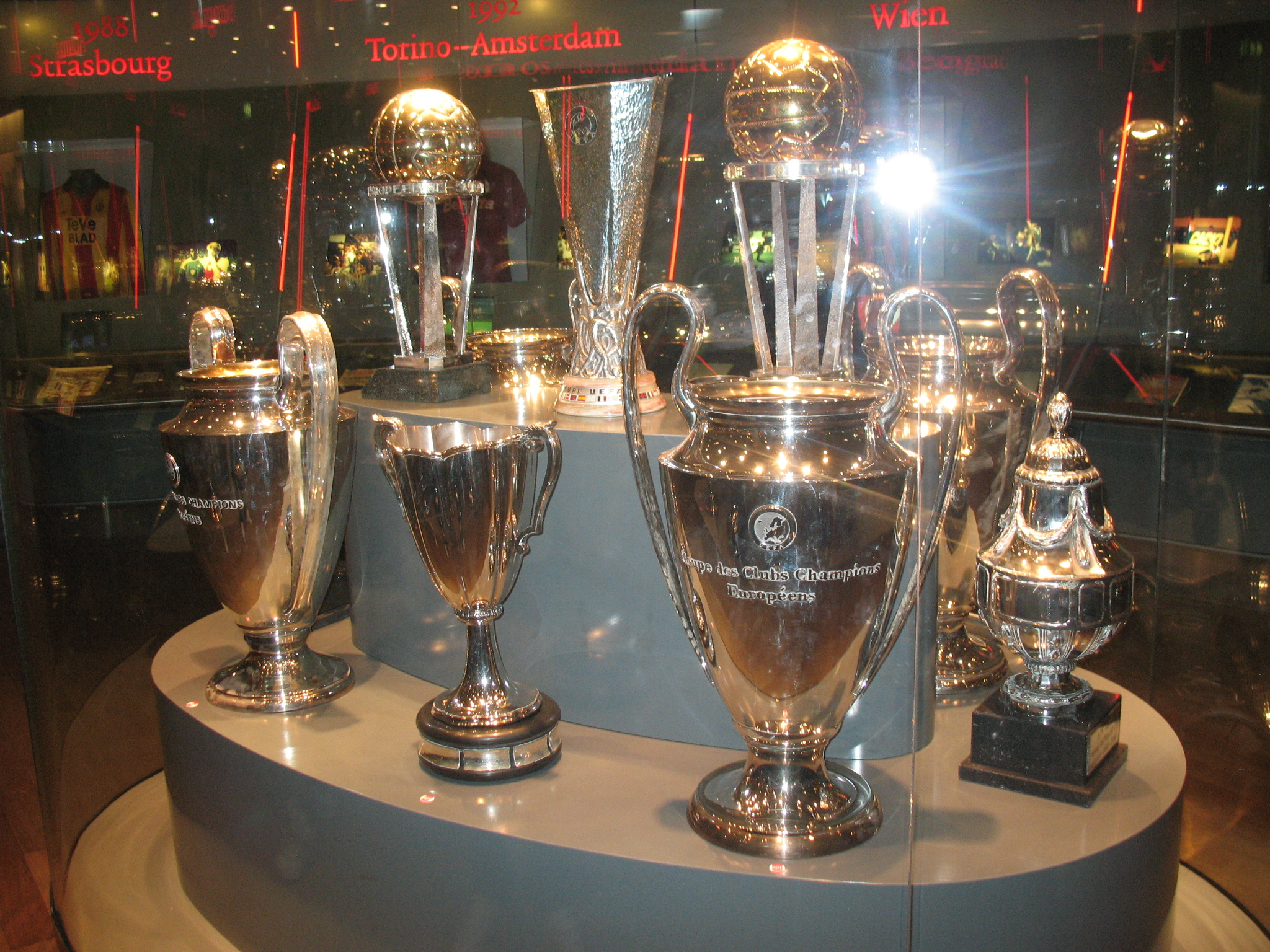
Oude indeling prijzenkast in het Ajax Museum
Boven: Wereldbeker voor clubteams - UEFA Cup - Wereldbeker voor clubteams
Beneden: Europacup I - Europacup II - Champions Cup

| Nationaal    | Eredivisie                 | 36     | 1918, 1919, 1931, 1932, 1934, 1937, 1939, 1947, 1957, 1960, 1966, 1967, 1968, 1970, 1972, 1973, 1977, 1979, 1980, 1982, 1983, 1985, 1990, 1994, 1995, 1996, 1998, 2002, 2004, 2011, 2012, 2013, 2014, 2019, 2021, 2022 |
| Nationaal    | KNVB Beker                 | 20     | 1917, 1943, 1961, 1967, 1970, 1971, 1972, 1979, 1983, 1986, 1987, 1993, 1998, 1999, 2002, 2006, 2007, 2010, 2019, 2021                                                                                                 |
| Nationaal    | Johan Cruijff Schaal       | 9      | 1993, 1994, 1995, 2002, 2005, 2006, 2007, 2013, 2019 |
| Continentaal | UEFA Champions League      | 4      | 1971, 1972, 1973, 1995 |
| Continentaal | UEFA Cup Winners' Cup      | 1      | 1987 |
| Continentaal | UEFA Cup                   | 1      | 1992 |
| Continentaal | UEFA Super Cup             | 3      | 1972, 1973, 1995 |
| Continentaal | International Football Cup | 1      | 1962 |
| Wereldwijd   | Intercontinental Cup       | 2      | 1972, 1995 |

- ■ record

(Ajax was in de gehele historie van de club 49x runner-up: 26x Landskampioenschap, 8x KNVB Beker, 10x JCS, 2x ECI/CL, 1x EL, 1x ECII, 1x ESC).

### Vriendschappelijke toernooien
| Competitie                                       | Aantal | Jaren                                                      |
| ------------------------------------------------ | ------ | ---------------------------------------------------------- |
| Internationaal                                   |        |                                                            |
| Ajax Amsterdam Paastoernooi                      | 4×     | 1934, 1949, 1950, 1952                                     |
| Amsterdam 700 Toernooi / LG Amsterdam Tournament | 10×    | 1978, 1980, 1985, 1987, 1991, 1992, 2001, 2002, 2003, 2004 |
| Jubileum Toernooi in SK Brann Bergen             | 1×     | 1978                                                       |
| Olympiakos Piraeus Tournament                    | 1×     | 1988                                                       |
| Indoor Toernooi Parijs-Bercy                     | 1×     | 1989                                                       |
| Nicola Ceravalo Tournament                       | 1×     | 1992                                                       |
| FC Lahti Jalkapallo Tournament                   | 1×     | 1993                                                       |
| Tournoi de Bruxelles du Daring Club              | 1×     | 1935                                                       |
| HCS Voetbal Cup                                  | 1×     | 1990                                                       |
| Brugse Metten                                    | 2×     | 1994, 1997                                                 |
| Trofeo Santiago Bernabéu                         | 1×     | 1992                                                       |
| Trofeo Concepción Arenal                         | 1×     | 1995                                                       |
| Algarve Cup                                      | 1×     | 2003                                                       |
| Alfred Berg Cup                                  | 1×     | 2003                                                       |
| Total Cup                                        | 1×     | 2005                                                       |
| VansDirect Trophy                                | 1×     | 2008                                                       |
| Ted Bates Trophy                                 | 2×     | 2009, 2012                                                 |
| Chippie Polar Cup                                | 1×     | 2010                                                       |
| Eusébio Cup                                      | 1×     | 2014                                                       |
| Nationaal                                        |        |                                                            |
| Gouden Meerbeker                                 | 3×     | 1917, 1918, 1919                                           |
| Paastoernooi FC Blauw-Wit                        | 1×     | 1938                                                       |
| Arol Beker                                       | 5×     | 1933, 1934, 1941, 1949, 1951                               |

### Club awards
Verkiezingen
- FIFA Club of the Century (20e eeuw): #5
- IFFHS Europe's Club of the Century (20e eeuw): #7 [80]
- Kicker Greatest Football Clubs of the Century (20e eeuw): #2
- FourFourTwo Greatest Club Side Ever (tot 2013): #1 (Gouden Ajax 1965-73)[81]
- Nederlands Beste Club van 50 jaar Betaald Voetbal (1954-2004): #1

Onderscheidingen
- Gouden Medaille van de Stad Amsterdam: 1971, toegekend na het winnen van de Europacup I in dat jaar, wat een belangrijke prestatie was voor zowel de club als de stad.
- Zilveren Medaille van de Stad Amsterdam: 2000,  ter gelegenheid van het 100-jarig bestaan en als eerbetoon aan de bijzondere betekenis van Ajax voor de stad. [82]
- Koninklijke Erepenning: 2025,  ter gelegenheid van het 125-jarig bestaan. [83]
- Jubileumpenning van de Stad Amsterdam: 2025,  ter gelegenheid van het 125-jarig bestaan. [84]

## Resultaten

### Competitie
- 1901 2e
Tweede klasse AVB B
- 1902 2e
Eerste klasse AVB
- 1903 1e
Derde klasse A
- 1904 4e
Tweede klasse A
- 1905 4e
Tweede klasse B
- 1906 4e
Tweede klasse B
- 1907 5e
Tweede klasse C
- 1908 1e
Tweede klasse B
- 1909 2e
Tweede klasse A
- 1910 3e
Tweede klasse A
- 1911 1e
Tweede klasse B
- 1912 8e
Eerste klasse
- 1913 9e
Eerste klasse
- 1914 10e
Eerste klasse
- 1915 1e
Noodcompetitie B
- 1916 1e
Tweede klasse C
- 1917 1e
Tweede klasse A
- 1918 1e
Eerste klasse A
- 1919 1e
Eerste klasse A
- 1920 5e
Eerste klasse
- 1921 1e
Eerste klasse
- 1922 3e
Eerste klasse
- 1923 5e
Eerste klasse
- 1924 6e
Eerste klasse
- 1925 3e
Eerste klasse
- 1926 4e
Eerste klasse
- 1927 1e
Eerste klasse
- 1928 1e
Eerste klasse
- 1929 8e
Eerste klasse
- 1930 1e
Eerste klasse
- 1931 1e
Eerste klasse
- 1932 1e
Eerste klasse
- 1933 2e
Eerste klasse
- 1934 1e
Eerste klasse
- 1935 1e
Eerste klasse
- 1936 1e
Eerste klasse
- 1937 1e
Eerste klasse
- 1938 2e
Eerste klasse
- 1939 1e
Eerste klasse
- 1940 6e
Eerste klasse
- 1941 2e
Eerste klasse
- 1942 6e
Eerste klasse
- 1943 6e
Eerste klasse
- 1944 2e
Eerste klasse
- 1945
- 1946 1e
Eerste klasse
- 1947 1e
Eerste klasse
- 1948 3e
Eerste klasse
- 1949 4e
Eerste klasse
- 1950 1e
Eerste klasse
- 1951 8e
Eerste klasse B
- 1952 1e
Eerste klasse B
- 1953 3e
Eerste klasse A
- 1954 2e
Eerste klasse A
- 1955 3e
Eerste klasse (prof) D
- 1956 4e
Hoofdklasse (prof) A
- 1957 1e
Eredivisie
- 1958 3e
Eredivisie
- 1959 6e
Eredivisie
- 1960 1e
Eredivisie
- 1961 2e
Eredivisie
- 1962 4e
Eredivisie
- 1963 2e
Eredivisie
- 1964 5e
Eredivisie
- 1965 13e
Eredivisie
- 1966 1e
Eredivisie
- 1967 1e
Eredivisie
- 1968 1e
Eredivisie
- 1969 2e
Eredivisie
- 1970 1e
Eredivisie
- 1971 2e
Eredivisie
- 1972 1e
Eredivisie
- 1973 1e
Eredivisie
- 1974 3e
Eredivisie
- 1975 3e
Eredivisie
- 1976 3e
Eredivisie
- 1977 1e
Eredivisie
- 1978 2e
Eredivisie
- 1979 1e
Eredivisie
- 1980 1e
Eredivisie
- 1981 2e
Eredivisie
- 1982 1e
Eredivisie
- 1983 1e
Eredivisie
- 1984 3e
Eredivisie
- 1985 1e
Eredivisie
- 1986 2e
Eredivisie
- 1987 2e
Eredivisie
- 1988 2e
Eredivisie
- 1989 2e
Eredivisie
- 1990 1e
Eredivisie
- 1991 2e
Eredivisie
- 1992 2e
Eredivisie
- 1993 3e
Eredivisie
- 1994 1e
Eredivisie
- 1995 1e
Eredivisie
- 1996 1e
Eredivisie
- 1997 4e
Eredivisie
- 1998 1e
Eredivisie
- 1999 6e
Eredivisie
- 2000 5e
Eredivisie
- 2001 3e
Eredivisie
- 2002 1e
Eredivisie
- 2003 2e
Eredivisie
- 2004 1e
Eredivisie
- 2005 2e
Eredivisie
- 2006 4e (2e)
Eredivisie
- 2007 2e
Eredivisie
- 2008 2e (3e)
Eredivisie
- 2009 3e
Eredivisie
- 2010 2e
Eredivisie
- 2011 1e
Eredivisie
- 2012 1e
Eredivisie
- 2013 1e
Eredivisie
- 2014 1e
Eredivisie
- 2015 2e
Eredivisie
- 2016 2e
Eredivisie
- 2017 2e
Eredivisie
- 2018 2e
Eredivisie
- 2019 1e
Eredivisie
- 2020 1e
Eredivisie
- 2021 1e
Eredivisie
- 2022 1e
Eredivisie
- 2023 3e
Eredivisie
- 2024 5e
Eredivisie
- 2025 2e
Eredivisie

In elke staaf van de grafiek staat van boven naar beneden vermeld: 
- Eindnotering

Dit is de positie die de club heeft bereikt in de competitie, zonder eventuele beslissings-, play-off- of nacompetitiewedstrijden die nodig zijn geweest om bijvoorbeeld de kampioen van de competitie te bepalen.
Indien een * achter het getal staat is de notering een tussenstand en kan het zijn dat de notering niet overeenkomt met de uiteindelijke eindstand van de competitie.
Staat er een - dan is het seizoen nog bezig en is er geen definitieve uitslag bekend.
Staat er xx op de positie van de notering, dan heeft de club vroegtijdig de competitie verlaten. Dit kan onder andere komen door terugtrekking van het team, faillissement van de club of door een uitgedeelde straf van de KNVB. In veel gevallen staat elders in het artikel de reden vermeld.
Staat er een ? dan is het resultaat uit het verleden onbekend, en is alleen de competitie of het niveau bekend van dat seizoen.
In de seizoenen 2019/20 en 2020/21 werd wegens de coronacrisis het amateurvoetbal afgebroken. Daardoor kennen deze staven geen eindklassering (middels -- weergegeven).
- Competitieniveau en afdelingsletter of Officiële eindstand Eredivisie
  - Competitieniveau en afdelingsletter

Hierbij geeft het getal het niveau weer, dat ook terug te vinden is in de legenda. De letter is de afdelingsaanduiding en wordt gebruikt wanneer er meer afdelingen zijn op hetzelfde niveau. De afdelingsletter is altijd een hoofdletter en wordt meestal zonder nummer gebruikt.
Voorbeeld: 2F is niveau 2e klasse competitie F.
Het competitieniveau en nummer wordt niet vermeld wanneer er slechts één competitie van dit niveau was.
  - Officiële eindstand Eredivisie (getal staat tussen haakjes vermeld)

Sinds de introductie van play-offwedstrijden voor Europees voetbal na afloop van de reguliere competitie in 2005/06, is de KNVB verplicht een eindstand van de Eredivisie door te geven aan de UEFA aan de hand van deze play-offwedstrijden.
Bij deze eindstand staan clubs die zich hebben gekwalificeerd voor Europees voetbal hoger dan clubs die zich niet wisten te kwalificeren. Indien er geen verschil was tussen de eindnotering en de officiële eindstand, staat dit getal niet vermeld.

- Onderafdeling

Hier staat afgekort de naam van de onderafdeling indien de club in dat jaar in een onderafdeling uitkwam. Tevens staat deze afkorting in de legenda en wordt gelinkt naar het artikel over deze onderafdeling. Deze afkorting wordt alleen vermeld wanneer de club in het verleden in verschillende onderafdelingen heeft gespeeld. Deze vermelding is in de staaf altijd in kleine letters. Deze onderafdelingen zijn na het seizoen 1995/96 afgeschaft. Heeft de club in slechts één onderafdeling gespeeld, dan is dit alleen terug te vinden in de legenda.
Onder de staaf staat het jaartal vermeld waarin het seizoen is afgesloten. 15 verwijst naar het seizoen 2014/15 of eventueel het seizoen 1914/15.
Wanneer een staaf leeg is, zijn deze gegevens niet bekend. Het kan ook zijn dat de club dat seizoen niet heeft meegespeeld op het hogere amateurniveau, vroegtijdig de competitie heeft verlaten of uit de competitie is gezet.

In het seizoen 1944/45 was er wegens de Tweede Wereldoorlog geen regulier competitievoetbal.
- Eredivisie
- Hoofdklasse (prof)
- Eerste klasse (prof)
- Eerste klasse
- Tweede klasse
- Derde klasse
- Eerste klasse AVB
- Tweede klasse AVB
- Noodcompetitie

#### Punten Eredivisie
Een overzicht van de behaalde punten vanaf de oprichting van de Eredivisie in 1956/57, omgerekend naar 34 wedstrijden per seizoen en 3 punten voor een overwinning. In de donkergroene jaren behaalde Ajax ook het landskampioenschap.
| 71 |

| 59 |

| 52 |

| 72 |

| 73 |

| 55 |

| 63 |

| 53 |

| 39 |

| 86 |

| 82 |

| 85 |

| 79 |

| 87 |

| 77 |

| 93 |

| 90 |

| 72 |

| 70 |

| 71 |

| 77 |

| 69 |

| 78 |

| 72 |

| 70 |

| 82 |

| 84 |

| 73 |

| 78 |

| 77 |

| 78 |

| 83 |

| 72 |

| 68 |

| 75 |

| 80 |

| 69 |

| 80 |

| 88 |

| 83 |

| 61 |

| 89 |

| 57 |

| 61 |

| 61 |

| 73 |

| 83 |

| 80 |

| 77 |

| 60 |

| 75 |

| 69 |

| 68 |

| 85 |

| 73 |

| 76 |

| 76 |

| 71 |

| 71 |

| 82 |

| 81 |

| 79 |

| 86 |

| 56* |

| 88 |

| 83 |

| 69 |

| 56 |

| 74.3 |

2019/20: Dit seizoen werd na 26 speelrondes stopgezet vanwege de uitbraak van het coronavirus (puntenaantal na 25 wedstrijden vanwege een inhaalwedstrijd).

### KNVB Beker
| TR |

| x |

| KF |

|  |

| W |

| AF |

| AF |

| HF |

| 1R |

| KF |

| W |

| F |

| AF |

| W |

| W |

| W |

| 2R |

| HF |

| AF |

| KF |

| 2R |

| F |

| W |

| F |

| F |

| AF |

| W |

| AF |

| AF |

| W |

| W |

| 2R |

| KF |

| HF |

| KF |

| KF |

| W |

| HF |

| KF |

| AF |

| 2R |

| W |

| W |

| AF |

| AF |

| W |

| HF |

| AF |

| HF |

| W |

| W |

| AF |

| 3R |

| W |

| F |

| AF |

| HF |

| F |

| AF |

| 3R |

| AF |

| AF |

| W |

| HF |

| W |

| F |

| F |

| 2R |

| AF |

| KNVB Beker | geen deelname |

#R = #Ronde, TR = Tussen Ronde, AF = Achtste Finale, KF = Kwartfinale, HF = Halve Finale, F = Finale, W = Winnaar

### Europese resultaten
| x |

| x |

| KF |

| x |

| x |

| Q |

| AF |

| x |

| x |

| x |

| x |

| KF |

| 1R |

| F |

| HF |

| W |

| W |

| W |

| AF |

| AF |

| AF |

| 1R |

| KF |

| AF |

| HF |

| AF |

| 1R |

| 1R |

| 1R |

| 2R |

| 1R |

| W |

| F |

| 1R |

| 1R |

| DQ |

| W |

| KF |

| KF |

| W |

| F |

| HF |

| KF |

| GR 4e |

| 3R |

| 2R |

| 3Q |

| 2R |

| KF |

| GR 4e |

| GR 3e |

| 3R |

| AF |

| 3Q |

| 3R |

| 3Q |

| 1R |

| AF |

| 2R |

| GR 3e |

| AF |

| GR 3e |

| 2R |

| GR 3e |

| 2R |

| GR 3e |

| 2R |

| GR 3e |

| AF |

| 3Q |

| GR 3e |

| PO |

| F |

| 3Q |

| PO |

| HF |

| GR 3e |

| 2R |

| GR 3e |

| KF |

| AF |

| GR 3e |

| TR |

| GR 3e |

| AF |

| AF |

| Europacup I / Champions League | Europacup II | UEFA Cup / Europa League | Europa Conference League | geen Europees voetbal |

#Q = #Kwalificatieronde, PO = Play Offs, GR = Groepsfase, #R = #Ronde, TR = Tussen Ronde, AF = Achtste Finale, KF = Kwartfinale, HF = Halve Finale, F = Finale, W = Winnaar

#### UEFA Ranking
In de UEFA Ranking wordt het puntentotaal (twee per overwinning, een voor elk gelijkspel plus eventuele bonuspunten voor het bereiken van bepaalde fases in een toernooi) van de afgelopen vijf seizoenen bij elkaar opgeteld, waar dan vervolgens een ranglijst van gemaakt wordt. Deze lijst wordt gehanteerd bij lotingen van de voorrondes en groepsfases van de UEFA Champions League en de UEFA Europa League.
| 30 |

| 37 |

| 21 |

| 87 |

| 112 |

| 139 |

| 155 |

| 89 |

| 79 |

| 41 |

| 20 |

| 6 |

| 2 |

| 1 |

| 1 |

| 3 |

| 3 |

| 5 |

| 13 |

| 9 |

| 6 |

| 3 |

| 15 |

| 28 |

| 45 |

| 47 |

| 68 |

| 28 |

| 13 |

| 18 |

| 35 |

| 42 |

| 48 |

| 42 |

| 20 |

| 3 |

| 1 |

| 2 |

| 3 |

| 2 |

| 12 |

| 32 |

| 48 |

| 38 |

| 39 |

| 33 |

| 23 |

| 20 |

| 43 |

| 31 |

| 32 |

| 34 |

| 35 |

| 27 |

| 30 |

| 26 |

| 30 |

| 26 |

| 31 |

| 20 |

| 21 |

| 17 |

| 15 |

| 13 |

| 24 |

 Club Ranking na het seizoen 2023/24 
| Nr. | Club             | Punten | Stijging |
| --- | ---------------- | ------ | -------- |
| 22  | Arsenal          | 72.0   | (+1)     |
| 23  | West Ham United  | 69.0   | (+13)    |
| 24  | AFC Ajax         | 67.0   | (-11)    |
| 25  | Club Brugge      | 64.0   | (+5)     |
| 26  | Rangers FC       | 63.0   | (+4)     |
| 26  | Sjachtar Donetsk | 63.0   | (-1)     |

- Volledige lijst[85]

### Resultaten 1906 – heden

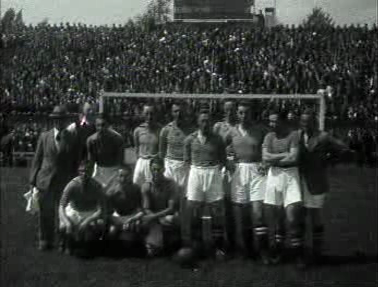
kampioenschap 1937

| Jaar | Gewonnen | Runner-up                                   |
| ---- | --- | ------------------------------------------- |
| 1906 | Amsterdam Gouden Kruis |                                             |
| 1909 | Amsterdam Gouden Kruis |                                             |
| 1910 | Amsterdam Gouden Kruis |                                             |
| 1911 | Amsterdam Gouden Kruis |                                             |
| 1917 | NVB beker, Gouden Meerbeker                                                                                                |                                             |
| 1918 | Landskampioen, Afdelingskampioen Eerste Klasse, Gouden Meerbeker                                                           |                                             |
| 1919 | Landskampioen, Afdelingskampioen Eerste Klasse, Gouden Meerbeker                                                           |                                             |
| 1921 | Afdelingskampioen Eerste Klasse                                                                                            |                                             |
| 1924 | Amsterdam Gouden Kruis |                                             |
| 1927 | Afdelingskampioen Eerste Klasse                                                                                            |                                             |
| 1928 | Afdelingskampioen Eerste Klasse                                                                                            |                                             |
| 1930 | Afdelingskampioen Eerste Klasse                                                                                            |                                             |
| 1931 | Landskampioen, Afdelingskampioen Eerste Klasse                                                                             |                                             |
| 1932 | Landskampioen, Afdelingskampioen Eerste Klasse                                                                             |                                             |
| 1933 | Arol Beker |                                             |
| 1934 | Landskampioen, Afdelingskampioen Eerste Klasse, Arol Beker, Ajax Amsterdam Paastoernooi                                    |                                             |
| 1935 | Afdelingskampioen Eerste Klasse, Tournoi de Bruxelles du Daring Club                                                       |                                             |
| 1936 | Afdelingskampioen Eerste Klasse                                                                                            |                                             |
| 1937 | Landskampioen, Afdelingskampioen Eerste Klasse                                                                             |                                             |
| 1938 | Paastoernooi FC Blauw-Wit                                                                                                  |                                             |
| 1939 | Landskampioen, Afdelingskampioen Eerste Klasse                                                                             |                                             |
| 1941 | Arol Beker |                                             |
| 1943 | NVB Beker |                                             |
| 1946 | Afdelingskampioen Eerste Klasse                                                                                            |                                             |
| 1947 | Landskampioen, Afdelingskampioen Eerste Klasse                                                                             |                                             |
| 1949 | Arol Beker, Ajax Amsterdam Paastoernooi                                                                                    |                                             |
| 1950 | Afdelingskampioen Eerste Klasse, Ajax Amsterdam Paastoernooi                                                               |                                             |
| 1951 | Arol Beker |                                             |
| 1952 | Afdelingskampioen Eerste Klasse, Ajax Amsterdam Paastoernooi                                                               |                                             |
| 1957 | Landskampioen |                                             |
| 1960 | Landskampioen |                                             |
| 1961 | KNVB beker |                                             |
| 1962 | International Football Cup                                                                                                 |                                             |
| 1966 | Landskampioen |                                             |
| 1967 | Landskampioen, KNVB beker                                                                                                  |                                             |
| 1968 | Landskampioen, poulewinnaar Intertoto Cup                                                                                  | KNVB beker                                  |
| 1969 | | Europacup I                                 |
| 1970 | Landskampioen, KNVB beker                                                                                                  |                                             |
| 1971 | KNVB beker, Europacup I |                                             |
| 1972 | Landskampioen, KNVB beker, Europacup I, Wereldbeker voetbal, Rangers FC First Centenary 1872-1972                          |                                             |
| 1973 | Landskampioen, Europacup I, UEFA Super Cup                                                                                 |                                             |
| 1977 | Landskampioen |                                             |
| 1978 | Amsterdam 700 Toernooi, Jubileum Toernooi in SK Brann Bergen                                                               | KNVB beker                                  |
| 1979 | Landskampioen, KNVB beker                                                                                                  | Trofeo Santiago Bernabéu                    |
| 1980 | Landskampioen, Amsterdam 700 Toernooi                                                                                      | KNVB beker                                  |
| 1981 | | KNVB beker                                  |
| 1982 | Landskampioen |                                             |
| 1983 | Landskampioen, KNVB beker                                                                                                  |                                             |
| 1985 | Landskampioen, Amsterdam 700 Toernooi                                                                                      |                                             |
| 1986 | KNVB beker |                                             |
| 1987 | KNVB beker, Europacup II, Amsterdam 700 Toernooi                                                                           | UEFA Super Cup                              |
| 1988 | Olympiakos Piraeus Tournament                                                                                              | Europacup II                                |
| 1989 | Indoor Toernooi Parijs-Bercy                                                                                               |                                             |
| 1990 | Landskampioen |                                             |
| 1991 | Amsterdam 700 Toernooi |                                             |
| 1992 | UEFA Cup, Trofeo Santiago Bernabéu, Amsterdam 700 Toernooi, Nicola Ceravalo Tournament                                     |                                             |
| 1993 | KNVB beker, Nederlandse Super Cup, FC Lahti Jalkapallo Tournament                                                          |                                             |
| 1994 | Landskampioen, Nederlandse Super Cup, Brugse Metten                                                                        |                                             |
| 1995 | Landskampioen, Nederlandse Super Cup, UEFA Champions League, UEFA Super Cup, Wereldbeker voetbal, Trofeo Concepción Arenal | Trofeo Santiago Bernabéu                    |
| 1996 | Landskampioen | Johan Cruijff Schaal, UEFA Champions League |
| 1997 | Brugse Metten |                                             |
| 1998 | Landskampioen, Amstel Cup                                                                                                  | Johan Cruijff Schaal                        |
| 1999 | Amstel Cup | Johan Cruijff Schaal                        |
| 2001 | LG Amsterdam Tournament |                                             |
| 2002 | Landskampioen, Amstel Cup, Johan Cruijff Schaal, LG Amsterdam Tournament                                                   |                                             |
| 2003 | LG Amsterdam Tournament |                                             |
| 2004 | Landskampioen, LG Amsterdam Tournament                                                                                     | Johan Cruijff Schaal                        |
| 2005 | Johan Cruijff Schaal |                                             |
| 2006 | Gatorade Cup, Johan Cruijff Schaal                                                                                         |                                             |
| 2007 | KNVB beker, Johan Cruijff Schaal                                                                                           |                                             |
| 2008 | VansDirect Trophy |                                             |
| 2009 | Ted Bates Trophy | FWS Amsterdam Tournament                    |
| 2010 | KNVB beker, Chippie Polar Cup                                                                                              | Johan Cruijff Schaal                        |
| 2011 | Landskampioen | KNVB beker, Johan Cruijff Schaal            |
| 2012 | Landskampioen, Ted Bates Trophy                                                                                            | Johan Cruijff Schaal                        |
| 2013 | Landskampioen, Johan Cruijff Schaal                                                                                        |                                             |
| 2014 | Landskampioen, Eusébio Cup                                                                                                 | KNVB beker, Johan Cruijff Schaal            |
| 2017 | | UEFA Europa League                          |
| 2019 | Landskampioen, KNVB beker, Johan Cruijff Schaal                                                                            |                                             |
| 2021 | Landskampioen, KNVB beker                                                                                                  | Johan Cruijff Schaal                        |
| 2022 | Landskampioen | KNVB beker, Johan Cruijff Schaal            |
| 2023 | | KNVB beker                                  |
| 2024 | |                                             |

## In Europa
Ajax is een van de succesvolste clubs ooit in Europees verband. Het won viermaal de Europacup I / UEFA Champions League. Slechts vijf clubs hebben deze prestatie weten te overtreffen: Real Madrid (14x), AC Milan (7x), Liverpool (6x), Bayern München (6x) en FC Barcelona (5x). Daarnaast won Ajax eenmaal de Europacup II, eenmaal de UEFA Cup, driemaal de UEFA Super Cup en eenmaal de International Football Cup. Verder speelde de club nog vier Europacup-finales die verloren werden en werd de editie van de UEFA Super Cup 1987 verloren (0-1, 0-1, totaal 0-2 in twee wedstrijden). Ook werd daarnaast nog tweemaal de wereldbeker voor clubteams gewonnen. 

### Europese finales
In onderstaande tabel staan de uitslagen van de gewonnen finales vet en van de verloren finales cursief vermeld.
| Seizoen | Competitie                 | Tegenstander       | Land | Uitslag                | Stadion                                                  |
| ------- | -------------------------- | ------------------ | ---- | ---------------------- | -------------------------------------------------------- |
| 1961/62 | International Football Cup | Feyenoord          | NED  | 4 - 2                  | Olympisch Stadion, Amsterdam                             |
| 1968/69 | Europacup I                | AC Milan           | ITA  | 1 - 4                  | Estadio Santiago Bernabéu, Madrid                        |
| 1970/71 | Europacup I                | Panathinaikos FC   | GRE  | 2 - 0                  | Wembley, Londen                                          |
| 1971/72 | Europacup I                | Internazionale     | ITA  | 2 - 0                  | Stadion Feijenoord, Rotterdam                            |
| 1972    | UEFA Super Cup             | Rangers FC         | SCO  | 3 - 1 uit, 3 - 2 thuis | Ibrox Park, Glasgow / Olympisch Stadion, Amsterdam       |
| 1972/73 | Europacup I                | Juventus FC        | ITA  | 1 - 0                  | Rode Sterstadion, Belgrado                               |
| 1973    | UEFA Super Cup             | AC Milan           | ITA  | 0 - 1 uit, 6 - 0 thuis | San Siro, Milaan / Olympisch Stadion, Amsterdam          |
| 1986/87 | Europacup II               | Lokomotive Leipzig | GDR  | 1 - 0                  | Olympisch stadion, Athene                                |
| 1987    | UEFA Super Cup             | FC Porto           | POR  | 0 - 1 thuis, 0 - 1 uit | Olympisch Stadion, Amsterdam / Estádio Das Antas, Porto  |
| 1987/88 | Europacup II               | KV Mechelen        | BEL  | 0 - 1                  | Stade de la Meinau, Straatsburg                          |
| 1991/92 | UEFA Cup                   | Torino FC          | ITA  | 2 - 2 uit, 0 - 0 thuis | Stadio delle Alpi, Turijn / Olympisch Stadion, Amsterdam |
| 1994/95 | Champions League           | AC Milan           | ITA  | 1 - 0                  | Ernst Happelstadion, Wenen                               |
| 1995    | UEFA Super Cup             | Real Zaragoza      | ESP  | 1 - 1 uit, 4 - 0 thuis | La Romareda, Zaragoza / Olympisch Stadion, Amsterdam     |
| 1995/96 | Champions League           | Juventus FC        | ITA  | 1 - 1, 2 - 4 n.p.      | Stadio Olimpico, Rome                                    |
| 2016/17 | Europa League              | Manchester United  | ENG  | 0 - 2                  | Friends Arena, Solna                                     |

Bijzonderheden Europese competities:
| Bijzonderheid                 | Datum      | Tegenstander         | Uitslag | Plaats    | Naam          | Aantal |
| ----------------------------- | ---------- | -------------------- | ------- | --------- | ------------- | ------ |
| Hoogste overwinning           | 03-10-1984 | Red Boys Differdange | 14-0    | Amsterdam |               |        |
| Hoogste nederlaag             | 04-10-2022 | SSC Napoli           | 1-6     | Amsterdam |               |        |
| Speler met meeste wedstrijden | 09-12-1998 |                      |         |           | Danny Blind   | 78     |
| Speler met meeste doelpunten  | 23-04-2003 |                      |         |           | Jari Litmanen | 26     |

### De wereldbeker
Ajax won tweemaal de wereldbeker.
| Jaar | Tegenstander  | Land | Uitslag                | Stadion                                                    |
| ---- | ------------- | ---- | ---------------------- | ---------------------------------------------------------- |
| 1972 | Independiente | ARG  | 1 - 1 uit, 3 - 0 thuis | La Doble Visera, Avellaneda / Olympisch Stadion, Amsterdam |
| 1995 | Grêmio        | BRA  | 0 - 0, 4 - 3 n.p.      | Olympisch stadion, Tokio                                   |

## Spelers

### Bekende (oud-)spelers
| - Marco van Basten - Dennis Bergkamp - Edgar Davids - Daley Blind - Danny Blind - Frank de Boer - Ronald de Boer - Johan Cruijff - Christian Eriksen - Marco van Basten - Dennis Bergkamp | - Johan Cruijff - Klaas-Jan Huntelaar - John Heitinga - Zlatan Ibrahimovic - Frenkie de Jong - Nigel de Jong - Siem de Jong - Piet Keizer - Davy Klaassen - Patrick Kluivert | - Ruud Krol - Matthijs de Ligt - Andy van der Meyde - Abdelhak Nouri - Michael Reiziger - Frank Rijkaard - Piet Keizer - Jari Litmanen - Stefan Pettersson - Luis Suárez | - Sjaak Swart - Dušan Tadić - Edwin van der Sar - Clarence Seedorf - Wesley Sneijder - Maarten Stekelenburg - Sjaak Swart - Rafael van der Vaart - Jan Vertonghen - Hakim Ziyech |

### Club van 100
In de Club van 100 van Ajax, waarin alle spelers zijn vermeld die 100 officiële wedstrijden of meer voor Ajax hebben gespeeld, staan de volgende tien namen het hoogste in de lijst.
| №  | Naam            | Duels |
| -- | --------------- | ----- |
| 1  | Sjaak Swart     | 603   |
| 2  | Wim Suurbier    | 509   |
| 3  | Danny Blind     | 493   |
| 4  | Piet Keizer     | 490   |
| 5  | Ruud Krol       | 457   |
| 6  | Frank de Boer   | 434   |
| 7  | Bennie Muller   | 426   |
| 8  | Barry Hulshoff  | 385   |
| 9  | Johan Cruijff   | 369   |
| 10 | Davy Klaassen   | 356   |
| 10 | Piet Schrijvers | 356   |

### Topscorers
Er zijn in totaal negentien spelers die 100 keer of meer in het Ajax-shirt hebben gescoord in officiële wedstrijden. Hiervan zijn er 16 sinds de invoering van het betaald voetbal en de overige 3 (voor 1954) voordat er betaald voetbal was in Nederland. Goaltjes Piet van Reenen staat met 273 treffers bovenaan.
1. Piet van Reenen (273)
2. Johan Cruijff (271)
3. Sjaak Swart (228)
4. Henk Groot (207)
5. Piet Keizer (189)
6. Klaas-Jan Huntelaar (158)
7. Ruud Geels (153)
8. Marco van Basten (153)
9. Jari Litmanen (133)
10. Cees Groot (133)
11. Wim Volkers (129)
12. Rinus Michels (124)
13. Dennis Bergkamp (122)
14. Luis Suárez (111)
15. John Bosman (105)
16. Dušan Tadić (105)
17. Dick Schoenaker (104)
18. Davy Klaassen (101)
19. Stefan Pettersson (100)

Topscorers per seizoen sinds de invoering van de Eredivisie (1956)
| Jaar    | Topscorer         | Doelpunten |
| ------- | ----------------- | ---------- |
| 1956/57 | Wim Bleijenberg   | 16         |
| 1957/58 | Loek den Edel     | 16         |
| 1958/59 | Wim Bleijenberg   | 15         |
| 1958/59 | Piet van der Kuil | 15         |
| 1959/60 | Henk Groot        | 38         |
| 1960/61 | Henk Groot        | 41         |
| 1961/62 | Cees Groot        | 23         |
| 1962/63 | Henk Groot        | 18         |
| 1962/63 | Cees Groot        | 18         |
| 1963/64 | Cees Groot        | 22         |
| 1964/65 | Klaas Nuninga     | 14         |
| 1965/66 | Johan Cruijff     | 16         |
| 1966/67 | Johan Cruijff     | 33         |
| 1967/68 | Johan Cruijff     | 27         |
| 1968/69 | Johan Cruijff     | 24         |
| 1969/70 | Johan Cruijff     | 23         |
| 1969/70 | Dick van Dijk     | 23         |
| 1970/71 | Johan Cruijff     | 21         |
| 1971/72 | Johan Cruijff     | 25         |
| 1972/73 | Johnny Rep        | 17         |
| 1973/74 | Johan Neeskens    | 15         |
| 1974/75 | Ruud Geels        | 30         |
| 1975/76 | Ruud Geels        | 29         |
| 1976/77 | Ruud Geels        | 34         |
| 1977/78 | Ruud Geels        | 30         |
| 1978/79 | Ray Clarke        | 26         |
| 1979/80 | Dick Schoenaker   | 13         |

| Jaar    | Topscorer            | Doelpunten |
| ------- | -------------------- | ---------- |
| 1980/81 | Wim Kieft            | 17         |
| 1981/82 | Wim Kieft            | 32         |
| 1982/83 | Wim Kieft            | 19         |
| 1983/84 | Marco van Basten     | 28         |
| 1984/85 | Marco van Basten     | 22         |
| 1985/86 | Marco van Basten     | 37         |
| 1986/87 | Marco van Basten     | 31         |
| 1987/88 | John Bosman          | 25         |
| 1988/89 | Dennis Bergkamp      | 13         |
| 1988/89 | Stefan Pettersson    | 13         |
| 1989/90 | Aron Winter          | 10         |
| 1990/91 | Dennis Bergkamp      | 25         |
| 1991/92 | Dennis Bergkamp      | 22         |
| 1992/93 | Dennis Bergkamp      | 26         |
| 1993/94 | Jari Litmanen        | 26         |
| 1994/95 | Patrick Kluivert     | 18         |
| 1995/96 | Patrick Kluivert     | 15         |
| 1996/97 | Patrick Kluivert     | 6          |
| 1996/97 | Jari Litmanen        | 6          |
| 1997/98 | Sjota Arveladze      | 25         |
| 1998/99 | Jari Litmanen        | 11         |
| 1998/99 | Benni McCarthy       | 11         |
| 1999/00 | Richard Knopper      | 15         |
| 2000/01 | Sjota Arveladze      | 18         |
| 2001/02 | Rafael van der Vaart | 14         |
| 2002/03 | Rafael van der Vaart | 18         |
| 2003/04 | Zlatan Ibrahimović   | 13         |

| Jaar    | Topscorer           | Doelpunten                 |
| ------- | ------------------- | -------------------------- |
| 2004/05 | Ryan Babel          | 7                          |
| 2004/05 | Wesley Sneijder     | 7                          |
| 2005/06 | Klaas-Jan Huntelaar | 33 (16 in dienst van Ajax) |
| 2006/07 | Klaas-Jan Huntelaar | 21                         |
| 2007/08 | Klaas-Jan Huntelaar | 33                         |
| 2008/09 | Luis Suárez         | 22                         |
| 2009/10 | Luis Suárez         | 35                         |
| 2010/11 | Mounir El Hamdaoui  | 13                         |
| 2011/12 | Siem de Jong        | 13                         |
| 2012/13 | Siem de Jong        | 12                         |
| 2013/14 | Kolbeinn Sigþórsson | 10                         |
| 2013/14 | Davy Klaassen       | 10                         |
| 2014/15 | Arkadiusz Milik     | 11                         |
| 2015/16 | Arkadiusz Milik     | 21                         |
| 2016/17 | Kasper Dolberg      | 16                         |
| 2017/18 | David Neres         | 14                         |
| 2018/19 | Dušan Tadić         | 28                         |
| 2019/20 | Quincy Promes       | 12                         |
| 2020/21 | Dušan Tadić         | 14                         |
| 2021/22 | Sébastien Haller    | 21                         |
| 2022/23 | Brian Brobbey       | 13                         |
| 2023/24 | Brian Brobbey       | 18                         |
| 2024/25 | Wout Weghorst       | 10                         |

Aantal keren topscorer per speler sinds de invoering van de Eredivisie (1956):
| Speler              | Aantal |
| ------------------- | ------ |
| Johan Cruijff       | 7      |
| Ruud Geels          | 4      |
| Marco van Basten    | 4      |
| Dennis Bergkamp     | 4      |
| Henk Groot          | 3      |
| Cees Groot          | 3      |
| Wim Kieft           | 3      |
| Patrick Kluivert    | 3      |
| Jari Litmanen       | 3      |
| Klaas-Jan Huntelaar | 3      |
| Wim Bleijenberg     | 2      |

| Speler               | Aantal |
| -------------------- | ------ |
| Sjota Arveladze      | 2      |
| Rafael van der Vaart | 2      |
| Luis Suárez          | 2      |
| Siem de Jong         | 2      |
| Arkadiusz Milik      | 2      |
| Dušan Tadić          | 2      |
| Brian Brobbey        | 2      |
| Loek den Edel        | 1      |
| Piet van der Kuil    | 1      |
| Klaas Nuninga        | 1      |
| Dick van Dijk        | 1      |

| Speler             | Aantal |
| ------------------ | ------ |
| Johnny Rep         | 1      |
| Johan Neeskens     | 1      |
| Ray Clarke         | 1      |
| Dick Schoenaker    | 1      |
| John Bosman        | 1      |
| Stefan Pettersson  | 1      |
| Aron Winter        | 1      |
| Benni McCarthy     | 1      |
| Richard Knopper    | 1      |
| Zlatan Ibrahimović | 1      |
| Ryan Babel         | 1      |

| Speler              | Aantal |
| ------------------- | ------ |
| Wesley Sneijder     | 1      |
| Mounir El Hamdaoui  | 1      |
| Davy Klaassen       | 1      |
| Kolbeinn Sigþórsson | 1      |
| Kasper Dolberg      | 1      |
| David Neres         | 1      |
| Quincy Promes       | 1      |
| Sébastien Haller    | 1      |
| Wout Weghorst       | 1      |

### Transfers
Top-10 inkomende recordtransfers
| Naam               | Nationaliteit | Vorige club       | Transfersom    | Periode     |
| ------------------ | ------------- | ----------------- | -------------- | ----------- |
| Steven Bergwijn    | Nederland     | Tottenham Hotspur | € 31.250.000,- | Zomer 2022  |
| Calvin Bassey      | Nigeria       | Rangers           | € 23.000.000,- | Zomer 2022  |
| Sébastien Haller   | Ivoorkust     | West Ham United   | € 22.500.000,- | Winter 2021 |
| Josip Šutalo       | Kroatië       | Dinamo Zagreb     | € 20.500.000,- | Zomer 2023  |
| David Neres        | Brazilië      | São Paulo FC      | € 17.400.000,- | Winter 2017 |
| Brian Brobbey      | Nederland     | RB Leipzig        | € 16.350.000,- | Zomer 2022  |
| Miralem Sulejmani  | Servië        | sc Heerenveen     | € 16.250.000,- | Zomer 2008  |
| Daley Blind        | Nederland     | Manchester United | € 16.000.000,- | Zomer 2018  |
| Georges Mikautadze | Georgië       | FC Metz           | € 16.000.000,- | Zomer 2023  |
| Antony             | Brazilië      | São Paulo FC      | € 15.750.000,- | Zomer 2020  |

Top-10 uitgaande recordtransfers
| Naam              | Nationaliteit | Volgende club     | Transfersom    | Periode    |
| ----------------- | ------------- | ----------------- | -------------- | ---------- |
| Antony            | Brazilië      | Manchester United | € 95.000.000,- | Zomer 2022 |
| Frenkie de Jong   | Nederland     | FC Barcelona      | € 86.000.000,- | Zomer 2019 |
| Matthijs de Ligt  | Nederland     | Juventus          | € 85.500.000,- | Zomer 2019 |
| Lisandro Martínez | Argentinië    | Manchester United | € 57.370.000,- | Zomer 2022 |
| Jorrel Hato       | Nederland     | Chelsea FC        | € 44.180.000,- | Zomer 2025 |
| Mohammed Kudus    | Ghana         | West Ham United   | € 43.000.000,- | Zomer 2023 |
| Davinson Sánchez  | Colombia      | Tottenham Hotspur | € 42.000.000,- | Zomer 2017 |
| Hakim Ziyech      | Marokko       | Chelsea           | € 40.000.000,- | Zomer 2020 |
| Jurriën Timber    | Nederland     | Arsenal           | € 40.000.000,- | Zomer 2023 |
| Donny van de Beek | Nederland     | Manchester United | € 39.000.000,- | Zomer 2020 |

### Salarissen
Recordsalarissen (vanaf 4M)
| Naam             | Nationaliteit | Salaris       |
| ---------------- | ------------- | ------------- |
| Dušan Tadić      | Servië        | € 6.500.000,- |
| Chuba Akpom      | Engeland      | € 5.000.000,- |
| Jordan Henderson | Engeland      | € 4.680.000,- |
| Steven Bergwijn  | Nederland     | € 4.600.000,- |
| Hakim Ziyech     | Marokko       | € 4.500.000,- |
| Sebastien Haller | Ivoorkust     | € 4.100.000,- |
| Steven Berghuis  | Nederland     | € 4.000.000,- |
| Geronimo Rulli   | Argentinië    | € 4.000.000,- |
| Jorrel Hato      | Nederland     | € 4.000.000,- |

## Trivia
In oktober 2021 besteedde de regionale zender NH in het programma "De Verdwenen Stad" aandacht aan de historie van Ajax, met name aan de stadions en de locaties waar de club in de loop van de jaren gespeeld heeft.